# الدولة الزنكية
الدَّولَةُ الزِّنكِيَّةُ أو الإِمَارَةُ الزِّنكِيَّةُ أو الدَّولَةُ الأَتَابِكِيَّةُ أو دَولَةُ الأَتَابِكَة، وتُعرفُ اختصارًا وفي الخِطاب الشعبي باسم الزِّنكِيُّون أو الأَتَابِكَة، هي إمارة إسلاميَّة أسَّسها عمادُ الدين الزنكي في الموصل، وامتدَّت لاحقًا لِتشمل كامل الجزيرة الفُراتيَّة والشَّام، ثُمَّ بلغت مصر في عهد الملك العادل نُورُ الدين محمود، الذي ضمَّها على يد تابعه وربيبه يُوسُف بن نجم الدين الأيُّوبي (صلاحُ الدين فيما بعد)، بعد وفاة آخر الخُلفاء الفاطميين أبو مُحمَّد عبدُ الله العاضد لِدين الله دون عقب. تُنسب الدولة الزنكيَّة إلى مُؤسسها عمادُ الدين الزنكي بن آق سُنقُر، وأمَّا تسميتها بِالأتابكيَّة فنسبةً إلى «أتابك»، وهو لقبٌ كان يُلقَّبُ به مُربُّو أبناء سلاطين السلاجقة، ويعني «مُربي الأمير»، وهو لقبٌ منحوتٌ من كلمتين: «أتا» بِمعنى «أب» و«بك» بِمعنى «أمير»، ثُمَّ أصبح هذا اللقب لقب شرف يمنحهُ السلاطين لِلمُقرَّبين من الأُمراء وغيرهم.
نشأت الدولة الزنكيَّة كامتدادٍ لِدولةٍ أُخرى قويَّة قامت في كنف الخِلافة العبَّاسيَّة هي دولة السلاجقة. وقد برزت الدولتان في التاريخ الإسلامي لِدورهما الجهادي في مُواجهة الصليبيين وتوحيد الصف الإسلامي والدفاع عن ديار الإسلام. والزنكيُّون تُركٌ غُز (أوغوز) كما السلاجقة، وكان قيام دولتهم إحدى النتائج الحتميَّة لِتفكك الدولة السُلجُوقيَّة إلى عدَّة إمارات ودُول نتيجة نظام الإقطاعيَّات الوراثيَّة الذي اتبعهُ السلاجقة وأدَّى إلى تمتُّع تلك الإقطاعيَّات بالاستقلال الفعلي بِمُجرَّد ضعف الإدارة المركزيَّة السُلجُوقيَّة بعد مقتل الوزير الكبير نظام المُلك ووفاة السُلطان ملكشاه. وأشهر الدُول التي قامت على أنقاض الدولة السُلجُوقيَّة: سلطنة سلاجقة كرمان، وسلطنة سلاجقة خُراسان، وإمارة حلب، وإمارة دمشق، وسلطنة سلاجقة الروم، وقد اتبعت هذه الدُول نظام الإقطاعيَّات الوراثيَّة بِدورها، ولمَّا كانت بعض الإقطاعيَّات في أيدي أُمراء صغار السن، أو ضُعفاء الشخصيَّة، فقد استبدَّ أتابكتهم بِالحُكم، بعد أن عهد سلاطين السلاجقة إليهم بِتعليم الأُمراء الصغار وتدريبهم. وأشهر الأتابكة الذين استبدُّوا بِالحُكم: البُوريُّون أتابكة دمشق، من نسل الأتابك ظاهرُ الدين طُغتكين، والزنكيُّون أتابكة الموصل وحلب، من نسل آق سُنقُر الحاجب. وقد لعب آل زنكي دورًا مُهمًا في مرحلةٍ بارزةٍ من التاريخ الإسلامي، سادتها النزاعات بين العبَّاسيين في بغداد، والفاطميين في القاهرة، وكانت سمتها النزاع بين الأُمراء، وتبادُل النُفُوذ في الشَّام. فقد ورث عمادُ الدين الزنكي مدينة حلب من أبيه آق سُنقُر الذي كان حاجبًا تُركيًّا لدى السُلطان السُلجوقي ملكشاه، فوسَّع سُلطته وضمَّ الموصل إليه، وأسَّس الدولة الزنكيَّة التي دامت 123 سنة. رفع عمادُ الدين راية الجهاد ضدَّ الصليبيين، فقاومهم وانتزع منهم كُونتيَّة الرُّها وبضعة معاقل مُهمَّة أُخرى وردَّها إلى المُسلمين، ولمَّا تُوفي عمادُ الدين انقسمت الدولة الزنكيَّة إلى إمارتين: إمارة الموصل تحت راية سيفُ الدين غازي، وإمارة حلب أو الدولة النُوريَّة، تحت راية نُورُ الدين محمود، وقد تمكَّن الأخير من انتزاع دمشق من الأتابكة البوريين، ووحَّد الشَّام تحت رايته، وتابع الحرب ضدَّ الصليبيين، فاسترجع أقسامًا من إمارتيّ أنطاكية وطرابُلس.
وفي خِلال الفترة المُمتدَّة بين سنتيّ 1164 و1169م، نشبت فتنة في الدولة الفاطميَّة، فاستنجد الوزير الفاطمي شاور بن مُجير السعدي بِنُور الدين الزنكي لِإخمادها، فوجد نُورُ الدين في هذا فُرصةً لا تُعوِّض لِلسيطرة على مصر وتوحيد الجبهة الإسلاميَّة في مصر والشَّام ضدَّ الصليبيين، وإعادة الوحدة المذهبيَّة بين القطرين بعد أن استقلَّ الفاطميُّون بِمصر طيلة قرنين ونصف تقريبًا، كانت الغلبة فيها لِلمذهب الشيعي الإسماعيلي. فأرسل نُورُ الدين قائد جُيُوشه أسد الدين شيركوه على رأس جيشٍ عرمرميٍّ إلى مصر، فهزم الثائرين فيها وأعاد الأمن إلى رُبُوعها. وفي سنة 1169م، أسند الخليفة الفاطمي العاضد لِدين الله الوزارة إلى شيركوه، بعد قتل شاور بن مُجير الذي حاول الغدر بِالزنكيين، ولكنَّ شيركوه مات بعد شهرين، فخلفهُ ابنُ أخيه يُوسُف بن نجم الدين - الذي اشتهر لاحقًا بِصلاح الدين - وأخذ يُقوِّي مركزه في مصر ويُثبِّت حُكم الزنكيين فيها مُستغلًا ضعف الخليفة الفاطمي. وعندما ردَّ صلاح الدين غارةً قام بها الصليبيُّون من البحر على دُمياط، قوي نُفُوذه في مصر، فاستجاب لِطلب سيِّده نُورُ الدين بِقطع الخطبة لِلخليفة الفاطمي وإعادتها لِلخليفة العبَّاسي، فقضى بِذلك على الدولة الفاطميَّة، وأصبح الحاكم الفعليّ في مصر. وتخوَّف نُورُ الدين من تزايُد قُوَّة تابعه صلاح الدين، فعزم على مُهاجمة مصر لِلقضاء عليه، ولكنَّهُ تُوفي فجأة في دمشق في ربيع سنة 1174م. وفي سنة 1181م مات الصالح إسماعيل، ابن نور الدين، فضمَّ صلاحُ الدين دولته في حلب والموصل. وهكذا نجح في أن يجمع الممالك الزنكيَّة في الشَّام والجزيرة الفُراتيَّة، بالإضافة إلى مصر وغربيّ شبه الجزيرة العربيَّة، في دولةٍ مُسلمةٍ مُوحدةٍ قويَّةٍ تًحيطُ بِمملكة بيت المقدس والإمارات الصليبيَّة من الشمال والشرق والجنوب، وانتقل صلاحُ الدين، بعد ذلك، إلى مُتابعة رسالة الزنكيين بِمُحاربة الصليبيين وطردهم من بلاد المُسلمين. استمرَّت سيادة بقايا الزنكيين قائمة في الموصل حتَّى انتهت تمامًا بِسُقُوط الجزيرة الفُراتيَّة بِيد المغول سنة 1250م عندما خضع آخر أُمرائها بدرُ الدين لؤلؤ لِهولاكو خان لِلحيلولة دون تدمير المدينة وقتل أهلها.
نشطت الحركة العلميَّة والأدبيَّة والثقافيَّة في عهد الزنكيين، وبِالأخص في زمن الملك العادل نُور الدين محمود، الذي اهتم اهتمامًا شديدًا بِالعُلُوم والعُلماء وبالغ في الإنفاق عليهم، رغبةً منه في إعادة بناء دولته بناءً قويًّا على أساسٍ من العلم؛ من هُنا حرص على نشر العلم والتعليم بين الناس، فأمر بإنشاء عدد من مدارس الفقه في شتَّى مذاهبه، لِتكون قبلةً لِطُلَّاب العلم، إيمانًا منه أنه بأنَّ الجهاد ضدَّ الصليبيين لا يُمكن أن تقوم لهُ قائمة إلَّا إذا أُعدَّ الشعب بِالتعليم الديني السليم من جهة، ونُشرت العُلُوم الدُنيويَّة والثقافة بينهم من ناحيةٍ أُخرى. لِهذا ترك الزنكيين ورائهم الكثير من المدارس في مُختلف المُدن التي دخلت ضمن نطاق دولتهم، كما تركوا الكثير من البيمارستانات والمراصد الفلكيَّة وغيرها.

## أُصُول الزنكيين

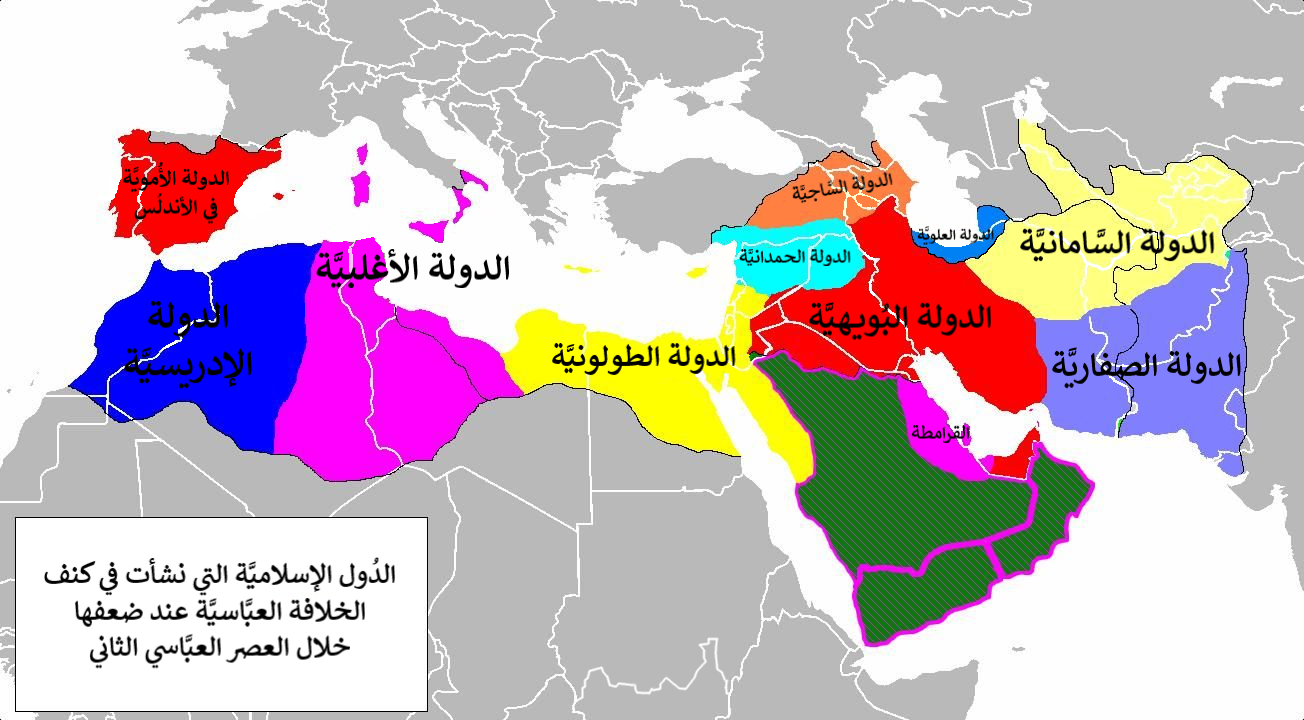
الدُّول الإسلاميَّة المُتعددة التي نشأت بعد ضعف الدولة العبَّاسيَّة وزوال هيبة الخلِافة في بغداد.

كانت الإدارة البيروقراطيَّة لِلدولة العبَّاسيَّة، والدُويلات التي قامت في كنفها، قد أفسحت المجال تدريجيًّا أمام قيام نظامٍ عسكريٍّ لِلحُكم، وذلك خِلال القرن الرابع الهجري المُوافق لِلقرن العاشر الميلادي. فقد جرى اختيار حُكَّام المُدن والأقاليم من بين القادة العسكريين أو الأُمراء الذين كانوا، في مُعظم الأحيان، من التُرك. ولم يتمتَّع هؤلاء الحُكَّام بِسيطرةٍ غير مُقيَّدة تقريبًا على إقطاعاتهم فحسب، بل أقاموا لِأنُفسهم جُيُوشًا دائمة. وتعزَّز هذا الإغراء بِالتأكيد على استقلالهم من خلال الطريقة التي بها اعتاد الخُلفاء على تجريدهم من مُمتلكاتهم، وحتَّى إعدامهم لِمُجرَّد الشُبهة. فمجيء حاكم ضعيف لِتولِّي الحُكم أو نُشُوب خِلاف بِصدد الولاية كان يُعد إيذانًا بِتقطيع إحدى الممالك إلى عددٍ من الإمارات الصغيرة حيثُ ينهمك الحُكَّام بِالنزاعات حتَّى يستتب النظام لِلأقوى. ولمَّا برز السلاجقة على المسرح السياسي لم يُدخلوا أي تغيير مادي على هذا النظام. فقد تألَّف تنظيمهم السياسي والإداري من تجمُّعٍ مُفكَّكٍ من الممالك تحت سيطرة أفراد مُختلفين من البيت السُلجُوقي، يتخذ كُل واحد منهم لقب «ملك» ويمنح ولاءه لِرأس الأُسرة في فارس الذي يتخذ لقب «سُلطان». نجح هذا النظام في المُحافظة على وحدة السلاجقة في ظل السلاطين الثلاثة الأوائل: طُغرُل بك، وألب أرسلان، وملكشاه، لكنَّ الضعف القديم أخذ يبرُز من جديد بعد وفاة ملكشاه سالف الذِكر في سنة 485هـ المُوافقة لِسنة 1092م، وأدَّت أطماع القادة والأُمراء إلى قيام حالة من الاقتتال الدائم في أنحاءٍ مُختلفةٍ من البلاد، وبِخاصَّةٍ في الشَّام.

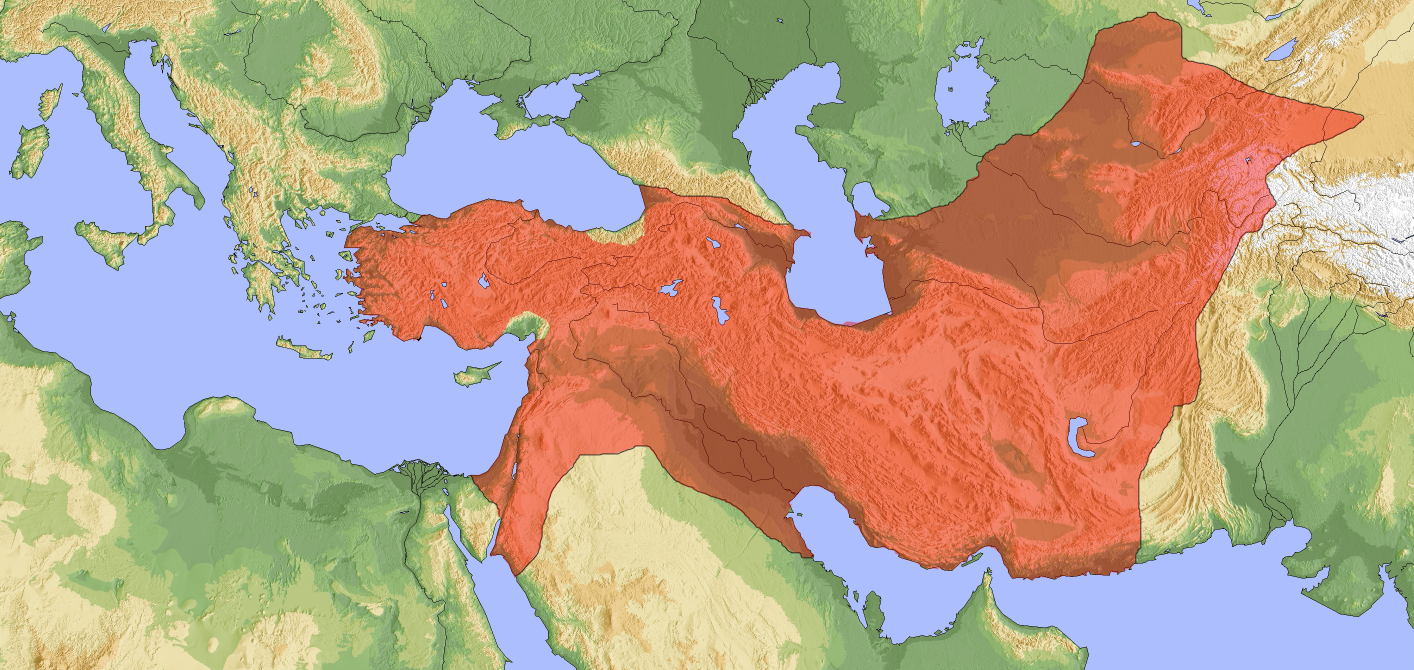
الدولة السُلجُوقيَّة في أقصى اتساعها قبل تفككها إلى عدَّة دُول وإمارات وأتابكيَّات.

وثمَّة عامل آخر أسهم في نُشُوء الإمارات التُركيَّة المُستقلَّة، أو ما يُعرف بِـ«الدُول الأتابكيَّة»، كمُؤسسة مُختصَّة بِالسلاجقة. ففي النظريَّة السُلجُوقيَّة لِلإدارة توزَّعت الأقاليم على أعضاءٍ من أفراد الأُسرة الحاكمة على شكل إقطاعات، وأضحى هذا النظام الإقطاعي عُنصُرًا هامًّا من نُظُمهم السياسيَّة والاجتماعيَّة، ثُمَّ أُلحق قائدٌ تُركيٌّ بِكُلِّ واحدٍ من هؤلاء الأُمراء، كان يحمل لقب «أتابك»، لِيُعاونه في إدارة شُؤون الحُكم، ويتحمَّل مسؤوليَّة تربيته العسكريَّة. وبما أنَّ الأتابك كان على علاقةٍ أبويَّةٍ بِالسُلطان السُلجُوقي، فقد تمتَّع بِسُلطةٍ تفوق سُلطة القادة العاديين إلى حدٍ كبير. وبِفعل صغر سن الأمير، وافتقاره إلى الخبرة والتجربة في الشُؤون العامَّة، قفز الأتابكة إلى الواجهة السياسيَّة، وأضحوا أصحاب النُفُوذ الفعلي في إدارة الولايات التي يُعهد إلى الأُمراء بِحُكمها أو التي يُعهد إليهم بِحُكمها من قِبل السُلطان. كان طبيعيًّا أن يحل الأتابكة محل الأُمراء السلاجقة في الحُكم بعد تصدُّع الدولة السُلجُوقيَّة على أثر وفاة السُلطان ملكشاه، وفي ظل انقسام الأُمراء السلاجقة على أنفُسهم؛ ويُؤسسوا إمارات وراثيَّة. غير أنَّ هذا الأمر لم ينطوِ على قطيعة مُحددة مع السلاطين السلاجقة، بل على العكس من ذلك، فقد استمرُّوا في الحفاظ على موقف من الخُضُوع تجاه السلاطين، وتقبَّل هؤلاء من جانبهم هذا التطوُّر السياسي دونما أي احتجاج. ومن أشهر الأتابكيَّات التي قامت في ذلك العصر: أتابكيَّة أرمينية، التي أسسها سُقمان القطبي مملوك قُطب الدين إسماعيل الحاكم السُلجُوقي لِمدينة مرند، وذلك في سنة 493هـ المُوافقة لِسنة 1100م، وأتابكيَّة دمشق التي أسسها طُغتُكين مملوك تُتُش بن ألب أرسلان حاكم الشَّام في سنة 497هـ المُوافقة لِسنة 1103م، وأتابكيَّة الموصل التي أسسها عماد الدين الزنكي في سنة 521هـ المُوافقة لِسنة 1127م، وعمادُ الدين المذكور هو ابن آق سُنقُر، الذي ينتمي إلى قبيلة «ساب يو» التُركمانيَّة، التي لم تُحدد المصادر موطنها، كما لم تُذكر طبيعة علاقتها بِالسلاجقة، لكن يبدو أنها تمتعت بِمكانة رفيعة بين القبائل السُلجُوقيَّة.

## التاريخ

### تولِّي آق سُنقُر حُكم حلب

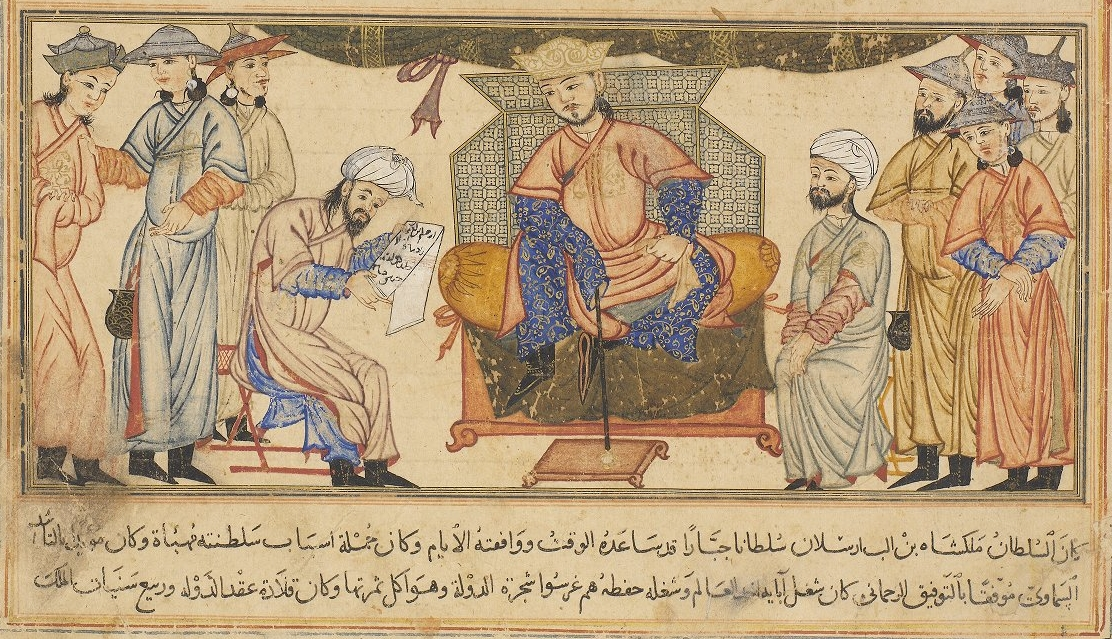
السُلطان جلالُ الدولة ملكشاه بن ألب أرسلان (في الوسط)، وإلى يمينه قسيمُ الدولة آق سُنقُر. رسمٌ من كتاب جامع التواريخ، لِرشيد الدين فضل الله الهمذاني.

كان آق سُنقُر من أصحاب السُلطان ملكشاه وأترابه، وقيل أنَّهُ كان لصيقه، ومن أخص أصدقائه، فقد نشأ الرجُلان وترعرعا معًا، ولمَّا تسلَّم ملكشاه الحُكم عيَّنهُ حاجبًا له، وحظي عندهُ فكان من المُقرَّبين، وأنس إليه، ووثق به حتَّى أفضى إليه بِأسراره، واعتمد عليه في مُهمَّاته، فكان أبرز قادته. وقد بلغت مكانة آق سُنقُر عند السُلطان ملكشاه درجةً مُرتفعةً جدًا، بحيثُ يبدو أنه قاسمه شُؤون الحُكم والإدارة، حتَّى منحهُ لقب «قسيم الدولة». بِالإضافة إلى ذلك، فإنَّ آق سُنقُر كان يقف إلى يمين سُدَّة السلطنة ولا يتقدَّمه أحد، وصار ذلك أيضًا لِعقبه من بعده. أثارت مكانة آق سُنقُر عند السُلطان السُلجُوقي بعض كبار رجال الدولة، أمثال الوزير نظام المُلك، فعمل على إبعاده عن البلاط السُلجُوقي، وأشار على السُلطان أن يوليه إمارة حلب، وأن يُضيف إليه حُكم غيرها من بلاد الشَّام. وقد هدف نظام المُلك من هذه المشورة إلى: كسب ثقة السُلطان ومحبَّة آق سُنقُر الذي سيُصبح حاكمًا على إمارةٍ هامَّة، وإبعاد الأخير عن مُرافقة السُلطان حتَّى لا يُنافسه، وعدم المساس بِثقة السُلطان به.
وتدُل الأحداث التي كانت تمُرُّ بها الشَّام آنذاك، أنَّ ملكشاه وجد في نصيحة وزيره فُرصة طيِّبة لِتعيين شخص قادر على فرض الحُكم السُلجُوقي في هذه المنطقة، ولعلَّهُ أراد، كذلك، أن يتخذ من آق سُنقُر حاجزًا بينهُ وبين أخيه تُتُش الطامع في الشَّام والسلطنة معًا. وفي تلك الفترة، شهد شماليّ الشَّام صراعًا عسكريًّا بين ثلاثة قادة هُم: مُسلم بن قُريش العُقيلي صاحب الموصل وحلب، وتُتُش صاحب دمشق، الطامع في بسط سيطرته على كامل الشَّام كما أُسلف، وسُليمان بن قُتلُمُش سُلطان سلاجقة الروم الطامع في توسيع سلطنته باتجاه الشَّام. أفضى هذا الصراع إلى مقتل مُسلم بن قُريش العُقيلي على يد سُليمان بن قُتلُمُش في معركةٍ حامية وقعت في طرفٍ من أعمال أنطاكية، ثُمَّ تقدَّم سُليمان المذكور إلى حلب وحاصرها، فقاومته، وراسل صاحبُها الشريف حسن بن هبة الله الحتيتي السُلطان ملكشاه، ودعاه لِلقُدوم إلى حلب لِيتسلَّمها.
استجاب السُلطان لِطلب الحتيتي، وخرج على رأس جيشٍ باتجاه المدينة، لكنَّ تحرُّكه كان بطيئًا، فاضطرَّ الحتيتي، تحت ضغط الأحداث، إلى مُراسلة تُتُش صاحب دمشق، لِلاستعانة به على سُليمان بن قُتلُمُش مُقابل تسليمه المدينة. أسرع تُتُش لِمُساعدة المدينة المُحاصرة واشتبك مع جيش سُليمان فهزمه وقتله واستولى على مُعسكره وملك حلب، ووصلت في غُضُون ذلك طلائع قُوَّات ملكشاه إلى أطراف حلب، فاضطرَّ تُتُش إلى الرحيل عنها مُتجنبًا الاصطدام بأخيه، وانسحب عائدًا بِقُوَّاته إلى دمشق، ثُمَّ وصل السُلطان إلى حلب فتسلَّمها كما تسلَّم القلعة. وأمضى ملكشاه أيَّامًا في حلب، رتَّب خلالها أُمُور بلاد شماليّ الشَّام وآسيا الصُغرى، فمنح حلب ومناطقها وحماة ومنبج واللاذقيَّة وما يتبعها إلى آق سُنقُر، كما منح بعض البلاد الأُخرى لِقادةٍ وأُمراء آخرين، وذلك خِلال شهر شوَّال سنة 479هـ المُوافق لِشهر كانون الثاني (يناير) سنة 1087م.

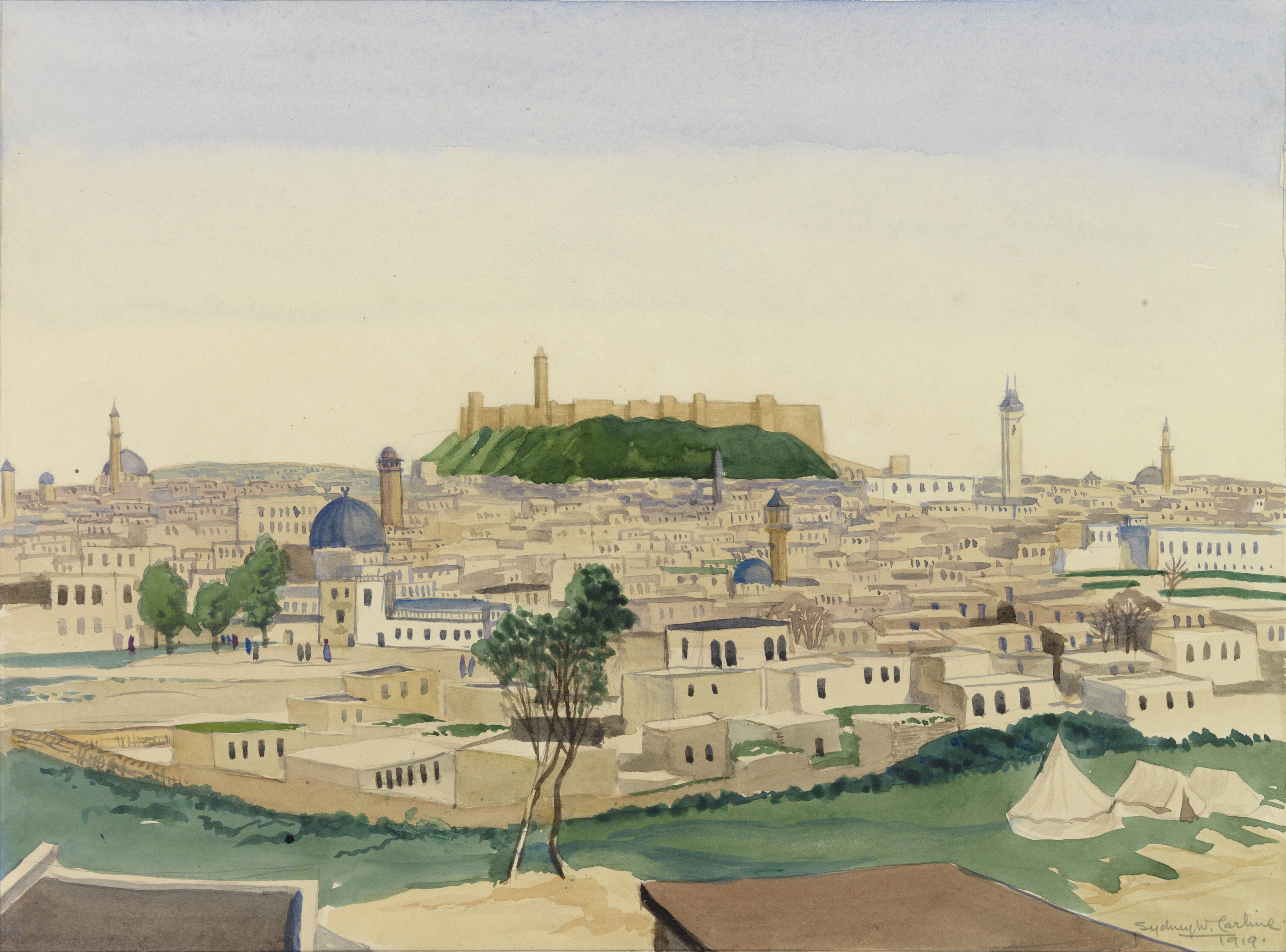
حلب القديمة، تولَّاها آق سُنقُر بِأمر السُلطان السُلجُوقي ملكشاه، فأحسن إدارة أُمورها وشُؤون أهلها.

تسلَّم آق سُنقُر الحُكم في ظل حالةٍ من الفوضى التامَّة بِفعل عاملين داخلي وخارجي؛ يتمثَّل الأوَّل بِصراع الحُكَّام، وتدبيرهم المُؤامرات، واستعانتهم بِالقوى الكُبرى في المنطقة كالخلافة العبَّاسيَّة في بغداد، والخلافة الفاطميَّة في مصر، بِالإضافة إلى الدولة السُلجُوقيَّة الجديدة الطامعة في التوسُّع، ويتمثَّل الثاني بِالصراعات السياسيَّة والعسكريَّة بين ثلاث قوى في المنطقة هي: القبائل العربيَّة البدويَّة، والتُركمان، والبيزنطيين. شهدت حلب نتيجة ذلك أوضاعًا من عدم الاستقرار السياسي انعكس سلبًا على الأوضاع الاقتصاديَّة والاجتماعيَّة والأمنيَّة فيها. وضع آق سُنقُر نصب عينيه هدفًا راح يعمل على تحقيقه، تمثَّل في إعادة الأُمُور إلى نصابها، فأقام الحُدُود الشرعيَّة، وطارد اللُصُوص وقُطَّاع الطُرق وقضى عليهم، وتخلَّص من المُتطرفين في الفساد، كما قضى على الفوضى التي كانت مُتفشية في البلاد، وعامل أهل حلب بِالحُسنى، فأحبه الناس ومالوا إليه. وأقرَّ آق سُنقُر مبدأ المسؤوليَّة الجماعيَّة، فإذا تعرَّض أحد التُجَّار لِلسرقة في قريةٍ ما، أو إذا هوجمت قافلة أو نُهبت، فإنَّ أهل القرية التي جرت الحادثة فيها يكونون مسؤولين جماعيًّا عن دفع قيمة الضرر اللاحق بِهؤلاء. وهكذا أمنت الطُرق وحُفظ الأمن، وتحدَّث التُجَّار والمُسافرون بِحُسن سيرة آق سُنقُر وتدابيره. ونتيجةً لاستتباب الأمن في كافَّة أرجاء إمارة حلب، نشطت التجارة، وامتلأت الأسواق بِالبضائع الواردة إليها من كُل الجهات، واستقرَّ الوضع الاقتصادي، وتداعى الناس إليها لِلكسب فيها والعيش بِرغد. ظلَّت العلاقة الطيِّبة قائمة بين آق سُنقُر والسُلطان ملكشاه طيلة حياة هذا الأخير، ولمَّا تُوفي في شهر شوَّال سنة 485هـ المُوافق لِشهر تشرين الثاني (نوڤمبر) سنة 1092م، طلب تُتُش السلطنة لِنفسه في ظل الصراع على السُلطة بين أولاد السُلطان المُتوفى، وتجهَّز لِلزحف شرقًا لِإخضاع البلاد لِسُلطانه، وكاتب كُلًا من آق سُنقُر وبوزان صاحب الرُّها يطلب مُساعدتهما. استقرَّت أوضاع السلطنة السُلجُوقيَّة بعد بضعة أشهُرٍ من وفاة ملكشاه، وانتهى الصراع على السُلطة لِصالح بركياروق الابن الأكبر لِلسُلطان المُتوفى، ووقف في صفه كُلٌ من آق سُنقُر وبوزان، وأقنعاه بِألَّا يترك تُتُش وشأنه، وحذَّراه من أطماعه، وأشارا عليه بِمُطاردته. وفعلًا طارد الجميع تُتُش وأجبروه على الاحتماء بِأنطاكية لِفترةٍ قبل أن يعود إلى دمشق بعد مُغادرة السُلطان بركياروق. والواقع أنَّ أوَّل ما فكَّر فيه تُتُش عند عودته إلى دمشق هو الانتقام من آق سُنقُر وبوزان بعد أن خاناه وتخلَّيا عنه في وقت الشدَّة، لِذا أعدَّ العدَّة لِقتالهما، فجمع الرجال والعتاد، وخرج والتقاهُما عند تل السُلطان القريب من حلب، في يوم السبت 9 جُمادى الأولى 487هـ المُوافق فيه 26 أيَّار (مايو) 1094م، فدارت الدائرة على آق سُنقُر، ووقع أسيرًا في يد تُتُش الذي قتلهُ على الفور، وفرَّت فُلُول جيشه إلى حلب.

### تولية عماد الدين الزنكي الموصل واستقلاله بها

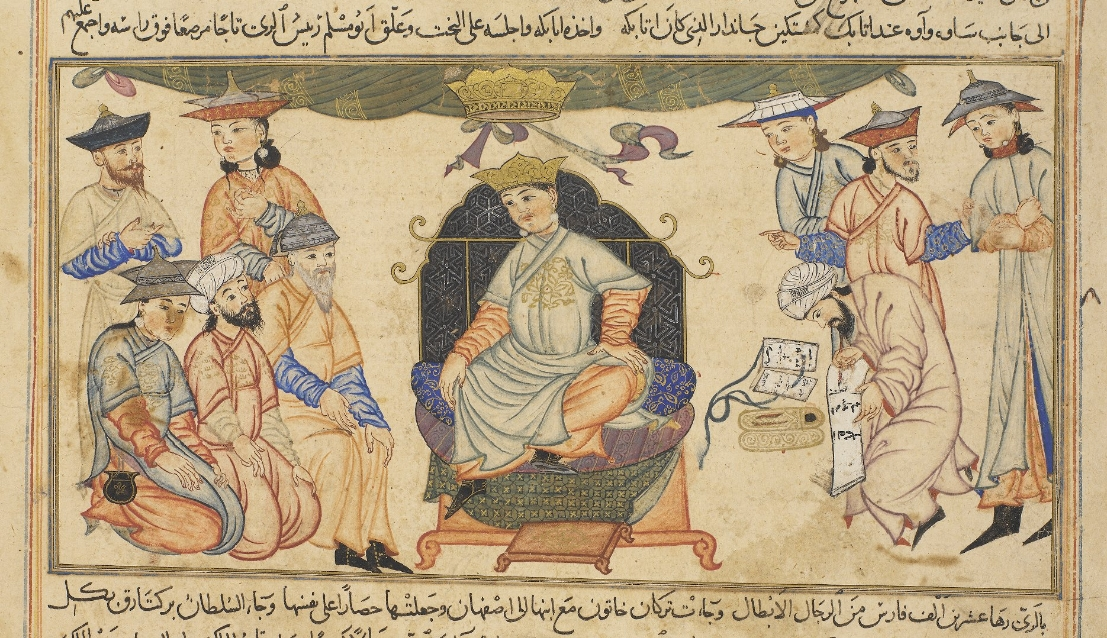
السُلطان بركياروق بن ملكشاه (في الوسط)، كفيل عماد الدين الزنكي في صباه بعد مقتل والده.

ترك آق سُنقُر ولدًا واحدًا هو عمادُ الدين، وكان يومئذٍ صبيًّا لهُ من العُمر عشر سنين، فالتفَّ حوله مماليك والده، وأصحابه. نشأ عمادُ الدين، بعد وفاة والده، نشأةً بعيدةً عن النُفُوذ والسُلطان، ولمَّا كان والده قد لعب دورًا هامًّا في تدعيم كيان الدولة السُلجُوقيَّة، وضحَّى بِحياته في سبيل الولاء لِلسُلطان بركياروق، وحصد حُب أهالي حلب، فقد تعهَّد السُلطان المذكور ابنهُ عمادُ الدين بالرعاية والاهتمام والعناية، وكان يُقيمُ آنذاك في حلب. ودخل عمادُ الدين في خدمة أتابكة الموصل مُنذُ سنة 489هـ المُوافقة لِسنة 1096م، فخدم أمير المدينة أبو سعيد كربوغا بن عبدُ الله الجلالي، الذي اعتنى به عنايةً خاصَّة، نظرًا لما كانت تربطه بِوالده من علاقاتٍ طيِّبةٍ. فضمَّ مماليكه إلى جُنده، وأقطعهم الإقطاعات، وجمعهم عليه، واستعان بهم في حُرُوبه. ولمَّا بلغ عمادُ الدين مرحلة الشباب، بدت عليه علامات الشجاعة والشهامة، فتعاون مع حاكم المُوصل الجديد جاولي سقاوو (500 - 501هـ \ 1106 - 1107م) في بداية حُكمه، قبل أن ينفر منه وينفصل عنه بعد ذلك، بسبب خُرُوجه على حُكم السُلطان مُحمَّد بن ملكشاه في سنة 501هـ المُوافقة لِسنة 1108م. أثبت عمادُ الدين الزنكي بِموقفه من حركة جاولي، شدَّة تمسُّكه بِولائه لِلسُلطان، وتأييده له، ممَّا كان لهُ أبعد الأثر في توثيق عرى الارتباط بين الرجُلين، وعندما عيَّن السُلطان مُحمَّد الأمير مودود بن التونتكين حاكمًا جديدًا على الموصل في شهر ذي القعدة سنة 501هـ المُوافق فيه شهر حُزيران (يونيو) سنة 1108م، انضمَّ عماد الدين الزنكي إليه، وأضحى من كبار أُمرائه، وحصل منهُ على مزيدٍ من الإقطاعات، وخاض معهُ عدَّة معارك ضدَّ الصليبيين في الجزيرة الفُراتيَّة والشَّام أظهر خلالها شجاعةً كبيرة ومقدرةً قتاليَّةً فذَّة، وبِخاصَّة أثناء حصار طبريَّة، لفتت إليه الأنظار وأكسبتهُ شُهرةً واسعةً لدى المُسلمين. استطاع عمادُ الدين أن يكتسب رضا سلاطين السلاجقة، وأن يتنقَّل في حُكم البلاد، بِفضل ما أوتي من حزمٍ وشجاعة. ففي سنة 516هـ المُوافقة لِسنة 1122م، ولَّاهُ صاحب الموصل آق سُنقُر البُرسُقي مدينة واسط لِيتصدَّى لِدُبيس بن صدقة الأسدي أمير الحلَّة الطامع في السيطرة على بغداد، وتمكَّن عمادُ الدين أن ينتصر على دُبيس، وضمَّ إليه بُليدة النُعمانيَّة، مما دفع البُرسُقي إلى إضافة البصرة إلى ولايته لِلتصدي لِهجمات الأعراب الدائمة عليها. وأظهر عمادُ الدين الزنكي كفاءةً إداريَّةً ومقدرةً عسكريَّةً فائقةً، فنجح في القضاء على الفوضى التي انتشرت في رُبُوع البصرة، وأوقف هجمات الأعراب عليها، ممَّا زاد من مكانته بين رجال الدولة السُلجُوقيَّة.

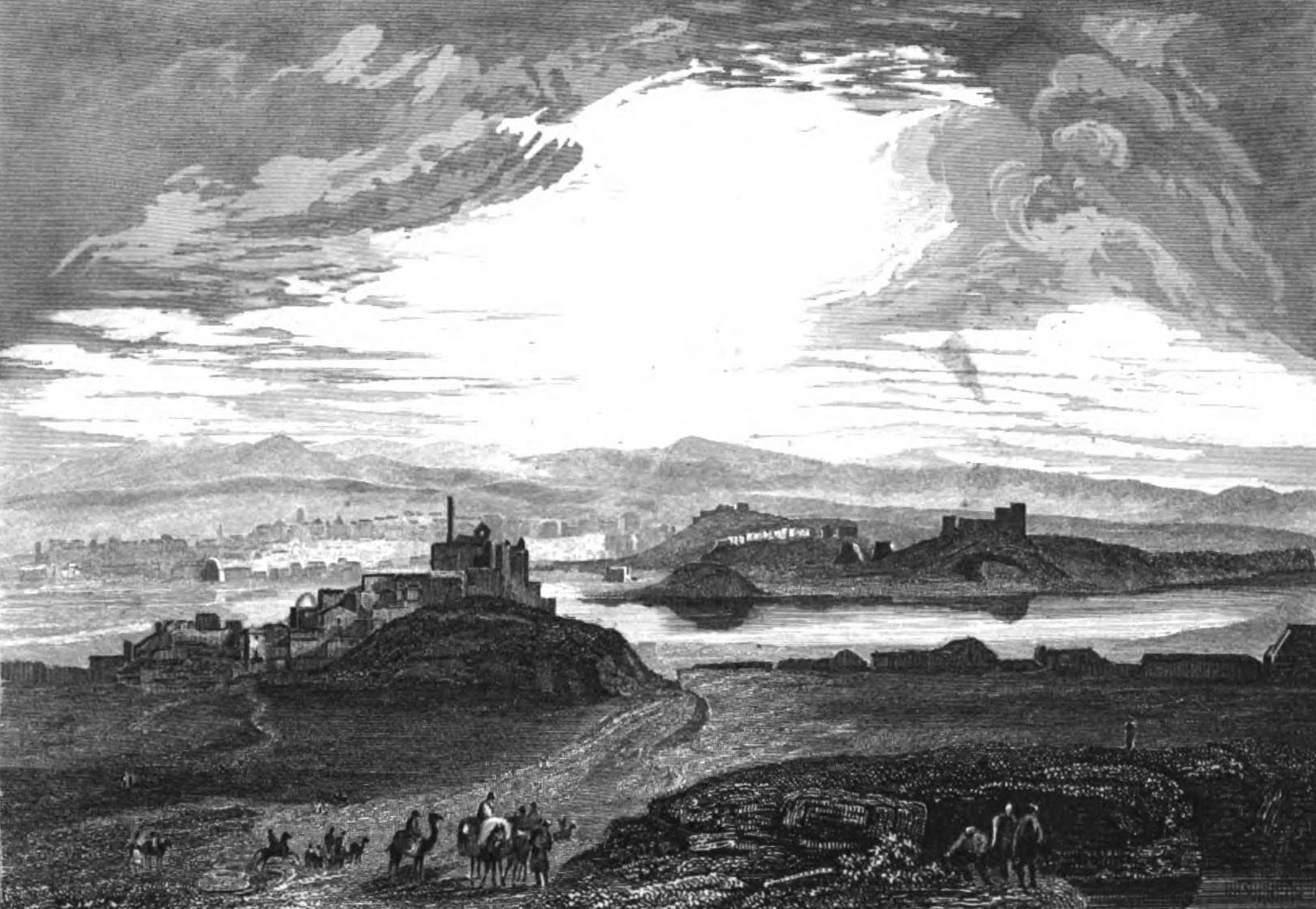
رسمٌ قديمٌ لِلمُوصل: قصبة الجزيرة الفُراتيَّة وأهم مُدُنها، التي شهدت قيام الدولة الزنكيَّة بعد تولية عماد الدين الزنكي عليها.

وفي سنة 517هـ المُوافقة لِسنة 1123م، عُزل البُرسُقي من شحنكيَّة(1) العراق وأُعيد إلى الموصل لِجهاد الصليبيين، فاستدعى عماد الدين الزنكي، وكان في البصرة، لِمُرافقته، إلَّا أنَّ هذا الأخير آثر البقاء في أصفهان مع السُلطان السُلجُوقي الجديد محمود بن مُحمَّد، ويبدو أنَّهُ هدف إلى أن يُصبح واحدًا من الأُمراء لا مُجرَّد تابعٍ يُقاتل لِحساب أُمراء عديدين، فقرَّبهُ السُلطان إليه وزوَّجه من أرملة كندغي، وهو أحد كبار أُمرائه، وأقطعهُ البصرة في السنة التالية، وعيَّنهُ شحنةً على العراق في شهر ربيعٍ الآخر سنة 521هـ المُوافق فيه شهر نيسان (أبريل) سنة 1127م، بِالإضافة لما بين يديه من الولايات، وأتابكًا لِولديه ألب أرسلان وفروخ شاه المعروف بِالخفاجي، وفقًا لِلتقاليد السُلجُوقيَّة السائدة آنذاك. ومُنذُ ذلك الوقت أُطلق على عمادُ الدين لقب «أتابك»، وأضحى كُل من ولديّ السُلطان محمود تحت إشرافه المُباشر. قضى عمادُ الدين في منصبه الجديد مُدَّة أربعة أشهر قبل أن يُعهد إليه بِولاية الموصل والجزيرة الفُراتيَّة وما يفتحهُ من بلاد الشَّام. ودفعتهُ الظُرُوف السياسيَّة بعد وفاة عز الدين مسعود بن البُرسُقي، والي الموصل، إلى اعتلاء هذا المنصب. وبِتوليته الموصل، أُتيحت لِعماد الدين الزنكي فُرصةً نادرةٍ لِتحقيق طُمُوحه القاضي بِتأسيس دولة وراثيَّة وتوسيعها عن طريق ضم المُدن والإمارات المحليَّة في الجزيرة الفُراتيَّة والشَّام، وتوحيدها مع إمارة الموصل، وتكوين جبهة إسلاميَّة مُتماسكة تستطيع مُواجهة الصليبيين وتطردهم من ديار الإسلام في المشرق العربي. وفي 3 رمضان 521هـ المُوافق فيه 13 أيلول (سپتمبر) 1127م، غادر عمادُ الدين الزنكي ورجاله بغداد نحو الموصل لتسلُّم مهام منصبه الجديد. وباعتلاء عماد الدين سُدَّة الحُكم في الموصل قامت الدولة الزنكيَّة.

### ضم نصيبين
بعد تثبيت أقدامه في الموصل، التفت عمادُ الدين الزنكي إلى تنفيذ الشق الأوَّل من خطَّته، القاضي بِإنشاء دولةٍ وراثيَّةٍ، وتوسيعها عن طريق ضمِّ الإمارات المُسلمة، في الجزيرة الفُراتيَّة والشَّام، والمناطق الشرقيَّة، وتوحديها مع إمارة الموصل، تمهيدًا للانتقال إلى الشق الثاني من الخطَّة وهو مُجابهة الصليبيين وطردهم من بلاد المُسلمين؛ مُدركًا في الوقت نفسه أنَّهُ لا يستطيع أن يطمئن أثناء زحفه نحو الشَّام إلَّا إذا ضمَّ هذه الإمارات الصغيرة المُنتشرة في المناطق المذكورة، حتَّى لا تتعرَّض مُؤخرة جيشه لِخطر الهُجُوم عليها. بدأ عمادُ الدين الزنكي حركته التوسُّعيَّة بِالهُجُوم على نصيبين التابعة لإمارة ماردين الأرتقيَّة. وقد اختارها أولًا بِفعل كونها أقرب المواقع إلى الجهات التابعة لِحُكمه، فضرب عليها حصارًا مُركَّزًا، فاستنجد حاكمُها حُسامُ الدين تمرتاش بِابن عمِّه داود بن سُقمان صاحب حصن كيفا، لِصدِّه وإرغامه على فك الحصار عنها، فوعدهُ بِالمُساعدة. استعمل عماد الدين الزنكي الحيلة لِإضعاف مُقاومة السُكَّان، وتسهيل دُخُول المدينة. فقد أرسل تمرتاش، من ماردين، رسالةً عاجلةً إلى سُكَّان نصيبين على جناح طائر يحثُّهم على الصُمُود، وأعلمهم بِأنَّهُ وابن عمُّه جادَّان في إبعاد عماد الدين الزنكي عن البلد، وأنَّ النجدة سوف تصل خِلال ثلاثة أيَّام. غير أنَّ الرسالة وقعت في يد عماد الدين، فحوَّرها، وزاد من المُدَّة الزمنيَّة، فأضحت عشرين يومًا، وذلك بِهدف إدخال اليأس إلى قُلُوب السُكَّان، ثُمَّ أرسلها إلى جهتها. فلمَّا تبلَّغ السُكَّان والأجناد الرسالة، خشوا على أنفُسهم لأنَّهم كانوا عاجزين عن الصُمُود في وجه الحصار الشديد طيلة تلك المُدَّة الطويلة، فراسلوه وسلَّموه مدينتهم.

### ضمُّ حلب

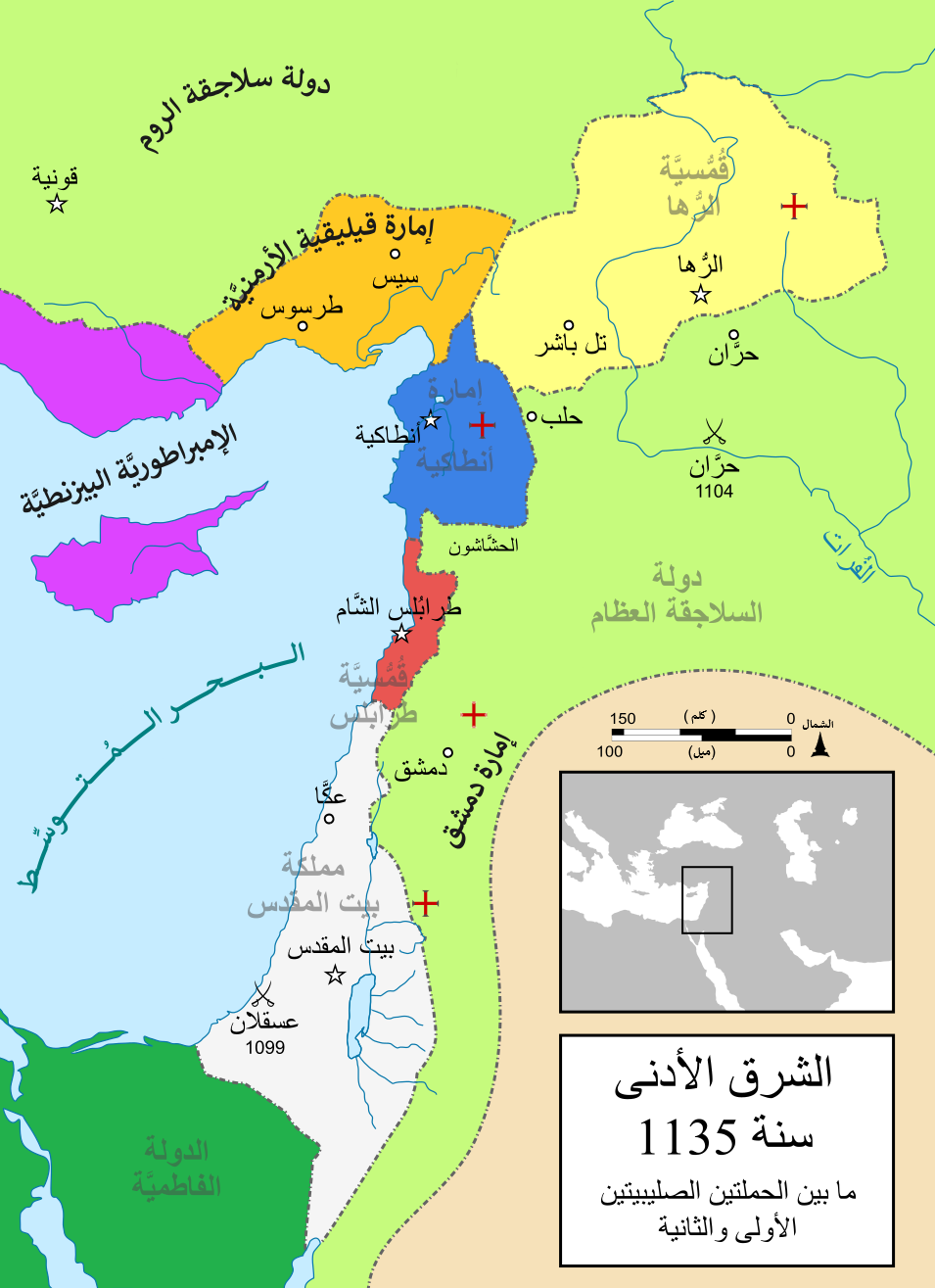
موقع حلب بين إمارتيّ الرُّها وأنطاكية الصليبيتين.

بعد ضم نصيبين، ضمَّ عمادُ الدين الزنكي بلدة البوازيج في سنة 521هـ المُوافقة لِسنة 1127م، وهي تقع قُرب تكريت على طريق الموصل عند مصب نهر الزَّاب الأسفل، مُستهدفًا اتخاذها قاعدة لِحماية مُؤخرته، ثُمَّ ضمَّ جزيرة ابن عُمر، وتقع إلى الشمال على بُعد ثلاثة أميال من الموصل؛ نظرًا لِأهميَّتها العسكريَّة والاقتصاديَّة، ثُمَّ تطلَّع إلى ضمِّ حلب. وتُعدُّ حلب ذات أهميَّة بالغة لِأيَّة قيادة عسكريَّة وسياسيَّة تسعى لِمُجابهة الصليبيين، بِفضل ما تتمتَّع به من حصانة عسكريَّة، ومركز مُتميِّز، وإمكانات اقتصاديَّة وبشريَّة وسياسيَّة هامَّة؛ بِالإضافة إلى موقعها على خُطُوط المُواصلات بين فارس والعراق من جهة، وبين الشَّام وآسيا الصُغرى من جهةٍ أُخرى، ثُمَّ بين إمارتين صليبيتين هُما الرُّها وأنطاكية، وغدت، مُنذُ عهدٍ طويل، قاعدة لا يُمكن بدونها السيطرة على الجهات الشماليَّة والوُسطى من الشَّام، في الوقت الذي يُمكنها فيه الاتصال بِالقوى المُسلمة المُنتشرة في الجزيرة الفُراتيَّة والأناضول وشماليّ الشَّام وأواسطها، ممَّا يُعدُّ أساسًا حيويًّا لاستمرار حركة الجهاد، وتحقيق أهدافٍ حاسمةٍ ضدَّ الصليبيين، لِذلك كان ضمَّها من قِبل أي قائدٍ مُسلم، بِمثابة فتح الطريق أمامه لِتبؤُّ مركز القيادة في حركة الجهاد. وساعدته الظُرُوف السياسيَّة التي كانت تمُّرُّ بها إمارة حلب، التي وجدت نفسها في حالةٍ شديدةٍ من الفوضى، عقب وفاة الأتابك عزُّ الدين مسعود بن البُرسُقي في سنة 521هـ المُوافقة لِسنة 1127م، وتعدُّد المُطالبين بِالسُلطة وتنازعهم. فقد استأثر «قُتلُغ أبه»، نائب الأتابك المُتوفى، بِإدارة شُؤونها، في الوقت الذي طمع فيها كُلٌ من جوسلين الثاني كونت الرُّها وبوهيموند الثاني أمير أنطاكية، لاتخاذها قاعدة لِمد نُفُوذه باتجاه الشرق والجنوب الشرقي. وشنَّ الصليبيُّون هجماتٍ عنيفةٍ للاستيلاء عليها، رافقها تدهورٌ حادٌّ في أوضاعها الاقتصاديَّة، وانتشار الخوف والقلق بين السُكَّان ممَّا دفع هؤلاء إلى الالتفاف حول نائب حلب السابق سُليمان بن عبد الجبَّار الأرتقي، وقد تزعَّم الثورة ضدَّ «قُتلُغ أبه» الذي اتصف بِالتعسُّف. ويبدو أنَّ سُليمان لم يتمكَّن من وضع حدٍ لِتدهور الأوضاع، على الرُغم من أنَّهُ عقد هُدنةً مع جوسلين الثاني تنازل لهُ بِموجبها عن بعض المناطق الزراعيَّة المُحيطة بِالجهات الغربيَّة لِحلب. أفسدت يقظة عمادُ الدين الزنكيّ خطط ومشاريع جميع الأطراف المُرتبطة بِالصراع على السُلطة في حلب. وقد سعى عمادُ الدين إلى ضمِّ حلب بِوصفه يملكُ منشورًا من السُلطان السُلجوقي بِحُكم الموصل والجزيرة الفُراتيَّة والشَّام. ومهَّد لِخُطواته هذه، بِإرسال الرُسُل إليها حتَّى يشرحوا لِسُكَّانها أحقيَّته في تولِّي أُمورها، كما أرسل حاجبهُ مُحمَّد بن أيُّوب الياغسياني لِتنظيم أُمُورها الإداريَّة وتمهيد الطريق لهُ لِدُخولها، ثُمَّ غادر الموصل في طريقه إليها، وضمَّ في طريقه بزاعة ومنبج، ولمَّا وصل إلى مشارف المدينة في شهر جُمادى الآخرة سنة 522هـ المُوافق فيه شهر حُزيران (يونيو) سنة 1128م، خرج سُكَّانُها لاستقباله آملين بِبداية عهدٍ جديدٍ من الأمن والاستقرار، بعدما سئموا من الفوضى التي سادت مدينتهم، فدخل القلعة، وبدأ بِتنظيم أُمُورها، وأقطع أعمالها لِأُمرائه وأجناده. وحتَّى يُثبِّت أقدامه في حلب، ويقطع الطريق على المُفسدين، ضايق عمادُ الدين زُعماء المدينة المُعارضين لِحُكمه، وذوي المصالح القديمة فيها، فقضى على بعضهم وفرَّ البعض الآخر من وجهه. وبِذلك تحققت الوحدة بين الموصل وحلب، مرَّة أُخرى، وحصل عمادُ الدين الزنكي على موقعٍ هامٍ، وأمن جانب المُعارضة، وتهيَّأت لهُ الفُرصة لِلتدخُّل في الأوضاع السياسيَّة لِلشَّام لِتوحيد صُفُوف المُسلمين ومُجابهة أخطار الصليبيين، كما أدَّى إلى عزل إمارة الرُّها عن بقيَّة الإمارات الصليبيَّة في الغرب والجنوب.

### ضم سنجار وحرَّان
لم يتعرَّض عمادُ الدين الزنكي، أثناء زحفه على حلب، لِلمُدن والحُصُون الواقعة على الطريق الواقعة بينها وبين الموصل، لأنَّهُ خطَّط لِضم حلب أولًا. وبعد أن أقرَّ الأوضاع فيها اتجه في أواخر سنة 522هـ المُوافقة لِاواخر سنة 1128م إلى سنجار الواقعة في مُنتصف الطريق بين المدينتين المذكورتين، وحاصرها، فاضطرَّ سُكَّانُها إلى مُصالحته، والرَّاجح أنَّهم أدركوا عدم جدوى المُقاومة، فدخلها وأرسل قسمًا من جيشه إلى الخابور وضمَّها هي الأُخرى. وفي تلك الفترة، كانت حرَّان عُرضةً لِتهديدات الصليبيين الذين كانوا قد استولوا على بعض المواقع القريبة منها كالرُّها وسُرُوج، وشدُّوا عزيمتهم لِلسيطرة عليها بعد وفاة صاحبها عزُّ الدين مسعود بن البُرسُقي، فاستدعى أهلها عماد الدين الزنكي في سنة 523هـ المُوافقة لِسنة 1129م، لِلدفاع عنهم مُعلنين طاعتهم له، فأقطعها أحد قادة جيشه وهو سوتكين الكرجي، فعصي الأخير فيها، فاستعادها منه عمادُ الدين بعد فترة.

### ضم حماة ومُحاولة ضم حِمص

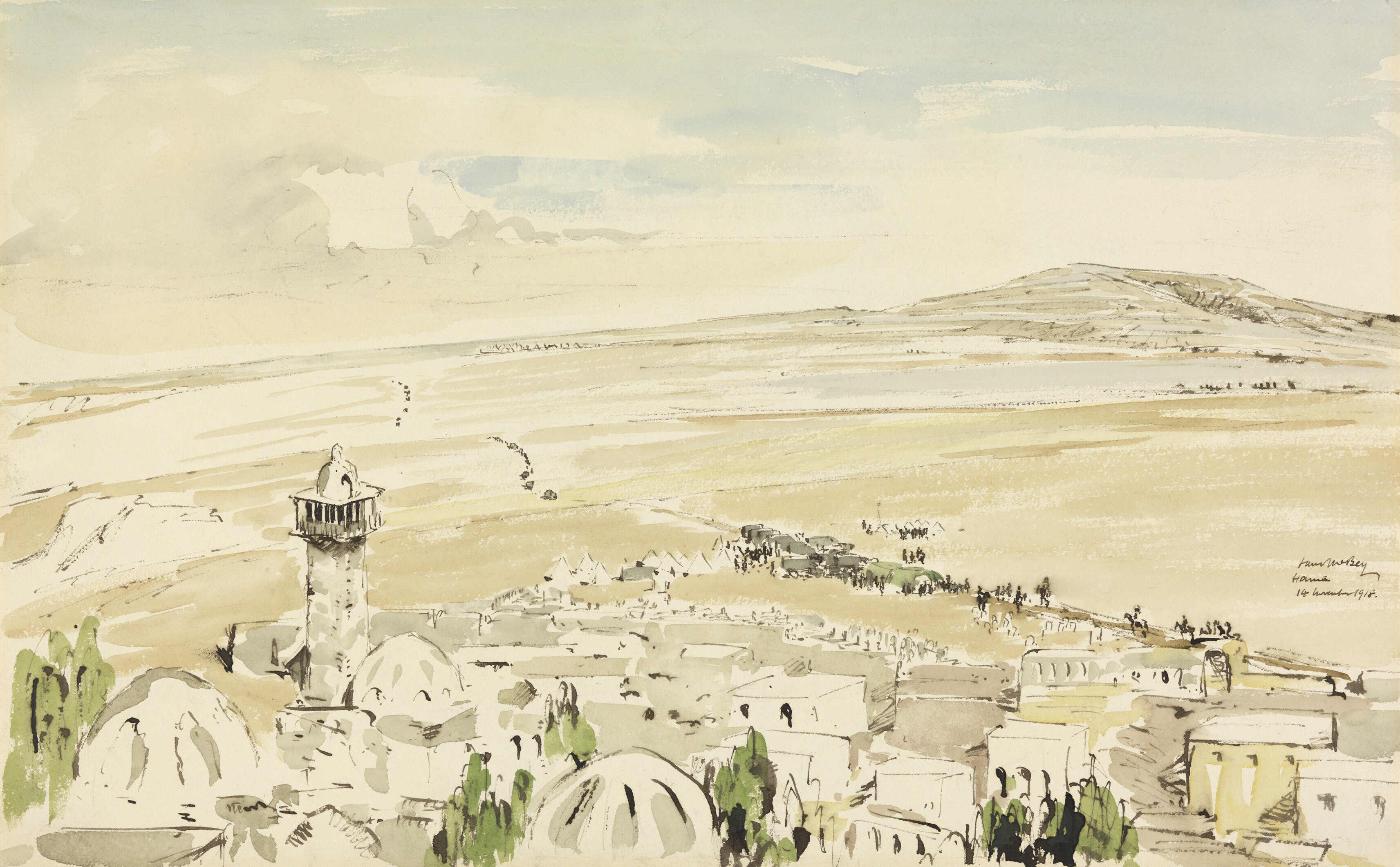
مدينة حماة، ضمَّها عمادُ الدين الزنكي إلى دولته سنة 524هـ المُوافقة لِسنة 1130م.

أدرك عمادُ الدين الزنكي أنَّهُ لا يستطيع مُواصلة الجهاد ضدَّ الصليبيين إلَّا إذا ضمَّ دمشق والمُدن المُحيطة بها إلى أملاكه، وأقام محور الموصل - حلب - دمشق، لِأنَّ قطع الشَّام عن الجزيرة الفُراتيَّة كان يجعلهُ مُحتاجًا إلى سهليّ البقاع وحوران، لِتموينه بِالحُبُوب، بِالإضافة إلى هدفٍ سياسيٍّ يعود إلى وُجُود مملكة بيت المقدس في الجنوب. وحتَّى يُحقق هذا الهدف كان عليه أن يضم حماة وحِمص أولًا، الواقعتين على الطريق المُؤدي إلى دمشق، نظرًا لِما يمنحه ذلك من قواعد عسكريَّة هامَّة، ومراكز لِلتموين لا يُمكن الاستغناء عنها عند القيام بِهُجُومٍ ضدَّ المدينة الأخيرة، أو فرض الحصار عليها.
ورأى عمادُ الدين أن يستعمل الأساليب والمُناورات السياسيَّة لِضم حماة وحِمص، ويتجنَّب ما أمكن استعمال القُوَّة. فأرسل إلى الأتابك بوري بن طغتكين صاحب دمشق يُخطره بِنيَّته في مُحاربة الصليبيين، ويلتمس منه المُساعدة، فكتب بوري إلى ابنه سونج في حماة يأمره بِالخُروج مع عسكره لِمُساعدة عماد الدين، كما أرسل من دمشق قُوَّةً عسكريَّةً مُؤلَّفة من خُمسُمائة فارس، لِتنضم إلى الجُيُوش الإسلاميَّة. رحَّب عماد الدين بِقُدوم سونج، وأحسن لقاءه، لكنَّهُ لم يلبث أن قبض عليه، وعلى عددٍ من أُمرائه وقادته، وأرسلهم إلى حلب، ثُمَّ تقدَّم مُسرعًا إلى حماة، مُنتهزًا خُلُوِّها من الدفاعات، ودخلها في شهر شوَّال سنة 524هـ المُوافق لِشهر أيلول (سپتمبر) سنة 1130م، وسلَّمها لِحليفه خير خان صاحب حِمص، الذي كان يُرافقه في عمليَّاته.
ويبدو أنَّ هذه الخُطوة كانت خدعة من عماد الدين الزنكي لِيُطمئن حليفه قبل أن يضربه. وفعلًا، انقلب عليه بعد ذلك، فقبض عليه، وأمر بِمُراسلة أهل حِمص لِتسليمه المدينة قبل أن يُرسله إلى حلب، ثُمَّ أسرع بِمُهاجمتها. لكنَّ أهل حِمص أغلقوا أبواب مدينتهم في وجهه، ودافعوا عنها بِبسالةٍ، فاضطرَّ إلى فكِّ الحصار عنها بعد أربعين يومًا، وعاد إلى حلب، حيثُ أرسل سُجناءه إلى الموصل. وشكَّل فشل عمادُ الدين أمام حِمص ضربةً قويَّةً عرقلت وحدة المُسلمين في شماليّ الشَّام بضع سنوات.

### التوسُّع فيديار بكروفتح الأثارب

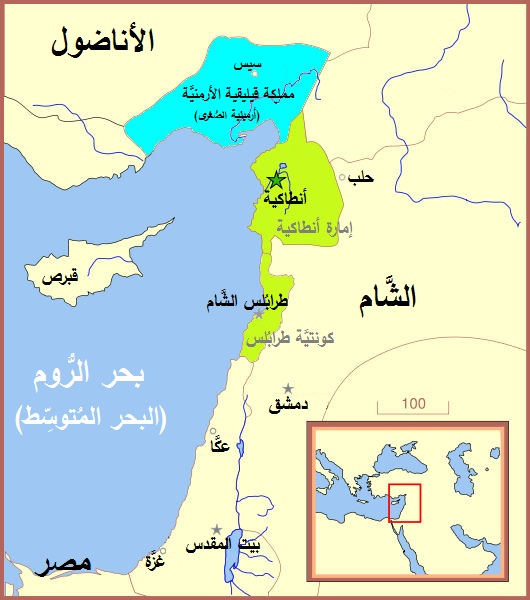
مملكة قيليقية الأرمنيَّة وإمارة إنطاكية الصليبيَّة على الخريطة.

مهَّد ضمُّ نصيبين الطريق أمام عمادُ الدين الزنكيّ لِتحقيق أهدافه في ديار بكر بعد أن تأكَّد من عجز الحُكَّام المحليين عن مُواجهته، إذ غدا هذا الموقع قاعدة انطلاقٍ لِلانتشار في المنطقة. ومن جهتهم، أدرك أُمراء هذا الإقليم مدى خُطُورة توسُّع عماد الدين على أملاكهم، فتداعوا في سنة 524هـ المُوافقة لِسنة 1130م، إلى عقد حلفٍ لِلوقوف في وجهه، اشترك فيه الأميران الأرتقيَّان حُسامُ الدين تمرتاش وابن عمِّه رُكنُ الدولة داود بن سُقمان، وانضمَّ سعد الدولة أبو منصور الإيكلدي صاحب آمُد إلى الحلف، بِالإضافة لِعددٍ كبيرٍ من أُمراء التُركمان المُوالين لِداود بن سُقمان. ولمَّا سمع عمادُ الدين بِحُشود الأُمراء، قرَّر مُباغتة القوم قبل أن يتهيأوا لِلقتال. فانطلق على رأس أربعة آلاف مُقاتل، والتقى بهم بِالقُرب من بلدة دارا بين نصيبين وماردين، التابعة لِتمرتاش، وانتصر عليهم. كانت النتيجة الفوريَّة لِلمعركة سيطرة عمادُ الدين الزنكي على عددٍ من المواقع القريبة كحصن سرجي ودارا. وحتَّى يُعرقل توغُّله في المنطقة، قرَّر داود مُهاجمة جزيرة ابن عُمر التابعة لِلموصل، ممَّا دفع عمادُ الدين إلى ترك ديار بكر والتوجُّه إليه لِإيقافه عند حدِّه، لكنَّهُ لم يتمكَّن من التوغُّل بعيدًا بِسبب وُعُورة المسالك، وانتشار التُركمان في المنطقة، فاكتفى باستقطاب السُكَّان في الجهات التي بلغها ثُمَّ قفل عائدًا.

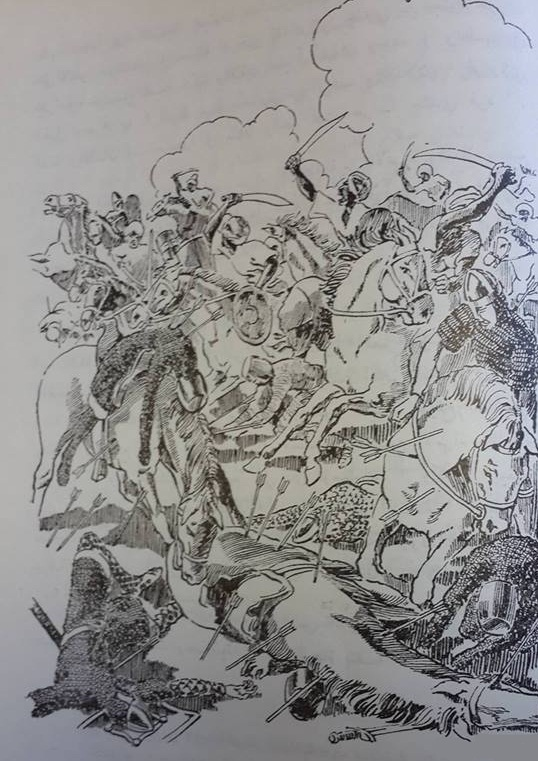
قتال المُسلمين والصليبيين في معركةٍ طاحنةٍ بِالأثارب. كان من نتيجة المعركة أن سيطر المُسلمون على حصن الأتارب وبرز عمادُ الدين الزنكي كقائدٍ مُجاهدٍ ضدَّ الصليبيين.

لم تكد سنة 524هـ المُوافقة لِسنة 1130م تنتهي حتَّى كان عمادُ الدين الزنكيّ قد أنهى مُعظم مُشكلاته وحُروبه ضدَّ أُمراء ديار بكر، وامتدَّت سيادته المُطلقة على الشَّام حتَّى حُدُود حِمص. وصودف أن اجتازت إمارة أنطاكية الصليبيَّة - في نفس السنة - ظُرُوفًا صعبةً كادت تنتهي بِسُقُوطها في يد المُسلمين بِقيادة عماد الدين، أو بِخُضُوعها لِطاعته على الأقل، وذلك أنَّ أميرها بوهيموند الثاني كان يطمع في أن يُعيد لِإمارته كُل البلاد التي كانت تشملها في قيليقية، بعد أن ضعُفت مملكة أرمينية الصُغرى وتكاثرت متاعبها الداخليَّة بعد وفاة ملكها طوروس الأوَّل وابنه قُسطنطين بعد عدَّة أشهر. فظنَّ بوهيموند الثاني أنَّ اللحظة قد حانت لاسترداد البلاد التي تبعت إمارته سابقًا، فزحف على رأس جيشٍ صغيرٍ في شهر ربيع الأوَّل سنة 524هـ المُوافق لِشهر شُباط (فبراير) سنة 1130م، بِمُحاذاة نهر جيحان نحو هدفه، فاستنجد ملك أرمينية ليون الأوَّل بِالأمير إيلغازي الدانشمندي، فسار الأخير بِجيشه وقابل الصليبيين في سهل عين زربة وأفنى جيشهم عن بُكرة أبيه، وقتل بوهيموند وأرسل رأسه إلى الخليفة العبَّاسي أبو منصور الفضل المُسترشد بِالله. بعد مقتل الأمير الأنطاكي، اختلف الصليبيُّون على تعيين خلفٍ له، ووقعت ثورة في المدينة، فانتهز عمادُ الدين الزنكي فُرصة اختلال أوضاع الإمارة وقرَّر البدء بِمُهاجمة المواقع الصليبيَّة، مُستهدفًا أدناها وأشدَّها خطرًا على كيانه السياسي في حلب. فخرج على رأس جيشه وعسكر أمام حصن الأثارب، وهو من أمنع الحُصُون الصليبيَّة المُتاخمة لِحلب حيثُ دأب الصليبيُّون على مُضايقة الحلبيين الذين كانوا يُقاسمونهم كافَّة أعمالها الغربيَّة، ويقومون بِغاراتٍ مُستمرَّةٍ عليهم، وقد حشدوا فيه خيرة فُرسانهم نظرًا لِخُطُورة موقعه وأهميَّته بِالنسبة لِأهدافهم في المنطقة. جمع الصليبيين جموعًا ضخمةً لِنجدة الحصن لمَّا عرفوا بِعزم المُسلمين استرجاع حصن الأثارب، فتوافدوا براجلهم وفارسهم، فلمَّا رأى المُسلمون كثرتهم أشاروا على عماد الدين بالانسحاب وعدم اللقاء. ارتأى عمادُ الدين، بعد وُقوفه على الوضع العسكري، أن يخوض المعركة بعيدًا عن الأثارب، ففكَّ الحصار عن الحصن وابتعد عنه، فتبعهُ الصليبيُّون، واصطدم الطرفان في رحى معركةٍ قاسيةٍ، انتهت بانتصار المُسلمين ومصرع عدد كبير من عساكر الصليبيين، ومن بقي حيًّا وقع في الأسر. اتجه عمادُ الدين بعد المعركة إلى الحصن وفتحهُ عنوةً، وأسر أفراد حاميته، ثُمَّ أمر بتخريبه كي يقطع على الصليبيين كُل أمل بِاستعادته واتخاذه قاعدةً تُهدد أمن المُسلمين في حلب، ثُمَّ تقدَّم نحو حارم، الواقعة على طريق أنطاكية، وضرب الحصار عليها، فبذل لهُ أهلها نصف دخل بلدهم، والتمسوا مُهادنته، فأجابهم إلى ذلك، ثُمَّ قفل عائدًا إلى حلب، لِيستعد لِجولةٍ أُخرى مع الصليبيين، وقد ذاعت شُهرته على أنَّهُ بطل المُسلمين في جهادهم ضدَّ الصليبيين.

### ضم أربيل والصراع مع العبَّاسيين

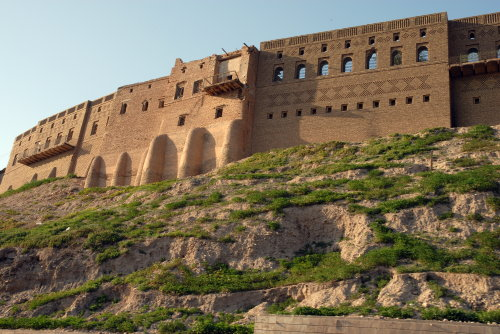
قلعة أربيل، استلمها عمادُ الدين الزنكي من السُلطان مسعود بن مُحمَّد السُلجُوقي مُقابل دعمه إيَّاه لِلحُصول على عرش السلاجقة في العراق.

أدَّت وفاة السُلطان السُلجوقي محمود بن مُحمَّد في سنة 525هـ المُوافقة لِسنة 1131م إلى نزاعاتٍ أُسريَّةٍ من أجل الفوز بِسلطنة الدولة السُلجُوقيَّة في العراق، اشترك فيها عمادُ الدين الزنكيّ والخليفتان المُسترشد والرَّاشد بِحُكم موقع كُلٌ منهم السياسي. وفي خضم النزاعات السُلجُوقيَّة، سعى كُل طامع في السُلطة في العراق إلى استقطاب عماد الدين الزنكي للاستفادة من قُدراته العسكريَّة. ففي سنة 526هـ المُوافقة لِسنة 1132م، استمالهُ مسعود بن مُحمَّد بن ملكشاه، حاكم أذربيجان، لِمُساعدته في المُطالبة بِعرش السلاجقة في العراق، ووعده بِتقليده مدينة أربيل الحصينة، الواقعة شرقيّ الموصل، وتمَّ الاتفاق بينهما على أن يتوجَّه عماد الدين الزنكي إلى بغداد ويطلب من الخليفة المُسترشد بِالله إقامة الخِطبة لِمسعود، والاعتراف به سُلطانًا على العراق. وافق عمادُ الدين على هذاالمُقترح كي يُتيح لِنفسه موقعًا هامًّا قد يُساعده في المُستقبل على التوغُّل شرقًا، وتُعدُّ أربيل بِمثابة الباب الشرقي الذي يصل الموصل بِفارس والشرق، ونُقطة الدفاع الرئيسيَّة في الطريق الذاهب غربًا باتجاه الشَّام. ولا شكَّ أنَّ عماد الدين أدرك أهميَّة موقعها بِالنسبة لِمشاريعه، فتسلَّمها وعيَّن عليها نائبًا من قِبله. تقدَّم الزنكيّ بعد ذلك إلى بغداد لِفرض سُلطة مسعود بن مُحمَّد، فرأى الخليفة العبَّاسي أنَّ في ذلك تحديًا لِسُلطته، وكان يُجاهد للانعتاق من الطوق السُلجُوقي وانتزاع استقلاليَّة القرار العبَّاسي المركزي، لِذلك توجَّه إلى تكريت لِإيقاف التقدُّم الزنكي. التقت القُوَّات الزنكيَّة بِنظيرتها العبَّاسيَّة عند قصر المعشوق على الجهة المُقابلة لِسامرَّاء، وانتهى اللقاء بِهزيمةٍ واضحةٍ لِعماد الدين الزنكي، وأسر عدد كبير من قُوَّاته، فانسحب بعد المعركة إلى تكريت حيثُ أكرم حاكمها نجمُ الدين أيُّوب وفادته، وسهَّل لهُ سبيل عودته إلى الموصل. خِلال هذه الفترة، كان السُلطان سنجر بن ملكشاه يُراقب تطوُّرات الأحداث السياسيَّة في العراق، بهدف انتهاز فُرصة لِلتدخُّل والهيمنة على مُقدَّرات الأُمُور وإخضاع سلاجقة العراق لِإشرافه المُباشر. وحتَّى يدعم موقفه، استقطب عماد الدين الزنكي إلى صفِّه وطلب منهُ الاستيلاء على بغداد وإقامة الخِطبة فيها له ولِخليفته طُغرُل بن مُحمَّد بن محمود، وتعهَّد بِإضافة شحنكيَّة بغداد إليه، أي إلى عماد الدين. فوافق عمادُ الدين على هذا العرض لاعتقاده بِأنَّ النصر سيكون حليف سنجر، وبذا يستطيع أن يُحقق مزيدًا من مطامحه. هُزم الزنكيين مُجددًا على يد الخليفة عندما حاول عمادُ الدين السيطرة على بغداد لِلمرَّة الثانية، فتراجع إلى الموصل، كما تمكَّن مسعود بن مُحمَّد من القضاء على مُنافسيه وجلس على عرش سلاجقة العراق بِمُوافقة السُلطان سنجر في شهر صفر سنة 527هـ المُوافق فيه شهر كانون الأوَّل (ديسمبر) سنة 1132م. نتيجةً لِهذا، تدهورت العلاقات بين عماد الدين وبين الخِلافة العبَّاسيَّة والسلطنة السُلجُوقيَّة، غير أنَّهُ خرج من هذا الصراع وقد تعرَّف على عائلة بني أيُّوب، ممَّا سيكون لهُ أثرٌ كبير في تطوُّر هذه العائلة وازدياد نشاطها السياسي، كما اتسعت شهرته كأميرٍ ذي قُوَّةٍ مُؤثرةٍ في الصراع الدائر في المنطقة. ولم يدم الخِلاف بين عماد الدين والخِلافة العبَّاسيَّة طويلًا بِسبب مصلحتهما المُشتركة وعدائهما لِلسُلطان مسعود، فعُقد صُلحٌ بين الخليفة والأمير الزنكي في مطلع سنة 528هـ المُوافقة لِأواخر سنة 1133م، وتبادلا الهدايا، وعاود عمادُ الدين تأكيد طاعته وولائه لِلخليفة.

### مُهاجمة أنطاكية وفتح بعرين

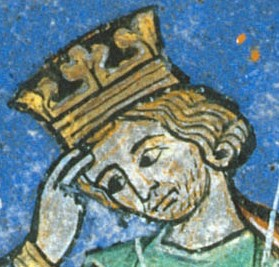
فولك ملك بيت المقدس.

استعان عمادُ الدين الزنكي، خلال فترة انغماسه في أحداث العراق، بِنائبه على حلب سوار بن ابتكين لِمُهاجمة معاقل الصليبيين واسترداد ما تيسَّر من البلاد المُحتلَّة منهم، مُستغلًا أوضاع الصليبيين المُتدهورة. شجَّع سوار بن ابتكين جماعاتٌ مُختلفةٌ من التُركمان المُغامرين على الدُخُول في خدمته، واستخدمهم في قتال الصليبيين استجابةً لِلمطلب الإسلامي العام، فهاجم إمارة إنطاكيَّة في شهر رجب سنة 527هـ المُوافقة لِشهر أيَّار (مايو) سنة 1133م، كما هاجم تل باشر التابعة لِكونتيَّة الرُّها. واستبدَّ الجزع بِأهل أنطاكية الذين استنجدوا بِفولك ملك بيت المقدس، لِإنقاذهم. وتقدَّم هذا الملك نحو مُعسكر المُسلمين في قنَّسرين، وقام ليلًا بِهُجُومٍ مُفاجئٍ على المُعسكر، فأرغم سوارًا على الانسحاب، إلَّا أنَّ الانتصار لم يكن تامًّا، ففي الاشتباكات التي أعقبت ذلك، دمَّر المُسلمون عددًا من القُوَّات الصليبيَّة، غير أنَّ فولك نجح في دُخُول أنطاكية قبل أن يعود إلى فلسطين في صيف سنة 1133م. ولم يكد يُغادرها حتَّى تجدَّدت غارات سوار على مُمتلكاتها. خِلال هذه الفترة، حاول عماد الدين ضمَّ دمشق إلى دولته مُستغلًّا تذمُّر الدمشقيين من صاحب المدينة شمسُ المُلُوك إسماعيل بن بوري بن طُغتكين، وسبب ذلك أنَّهُ كان قد ركب طريقًا شنيعًا من الظُلم وصادر أموال أهل البلد وأعيانها، وبالغ في العُقُوبات، وظهر منهُ بُخلٌ زائد ودناءة نفس. ثُمَّ كاتب عمادُ الدين الزنكي لِيُسلِّم إليه دمشق ويحُثُه على سُرعة الوصول وغايته استخدامه في القضاء على المُعارضة الدمشقيَّة لِحُكمه، وأخلى المدينة من الذخائر والأموال، وأرسل إلى زنكي يحُثُّه على الوُصُول وحذَّره إن أهمل المجيء سلَّم البلد إلى الصليبيين. فامتغص أصحاب أبيه وجدِّه منه، وذكروا الحال لِوالدته صفوة المُلك زُمُرُّد خاتون، فساءها وأشفقت منه ووعدتهم بالرَّاحة من هذا الأمر. ثُمَّ أمرت غلمانها بِقتله فقتلوه في شهر ربيع الآخر سنة 529هـ المُوافق فيه أوائل شهر شُباط (فبراير) سنة 1135م. ضمَّ عماد الدين مدينة الرقَّة وهو في طريقه إلى دمشق، ولمَّا بلغ المدينة سالِفة الذِكر رفض أهلها تسليمها وأصرّوا على المُقاومة، فضرب الحصار عليها، لكن لم يلبث أن وصل رسول الخليفة المُسترشد بِالله يأمر عماد الدين بِفك الحصار عن دمشق ومُصالحة صاحبها الجديد، ففعل ما أُمر به في آخر شهر جُمادى الأولى سنة 529هـ المُوافق فيه شهر آذار (مارس) سنة 1135م، وانصرف إلى قتال الصليبيين في أنطاكية.
سار عمادُ الدين على رأس كُل جُيُوشه إلى أنطاكية، بعد أن أنهى مشاكله مع أتابكيَّة دمشق، وهو يعقد العزم على استردادها لِلمُسلمين، بينما أخد نائبه سوار بن ابتكين  يُهدد تل باشر وعينتاب وأعزاز التي شكَّلت الخط الدفاعي الذي يحمي أنطاكية من هجمات المُسلمين، فقطع سُبُل الاتصال بين جُيُوش أنطاكية والرُّها. وتجاوز عمادُ الدين في زحفه ما يقع على الحد الشرقي لِأنطاكية من الحُصُون، أمثال كفرطاب ومعرَّة النُعمان وزردنا، ففتحها الواحدة بعد الأُخرى، وبِذلك فقدت أنطاكية معاقلها على الحُدُود. ورأى عماد الدين أنَّ خير وسيلةٍ يستدرج بها الصليبيين وتُتيح لهُ تولِّي زمام المُبادرة، هو أن يتظاهر بِمُهاجمة حصن بعرين الصليبي الضخم الواقع على المُنحدرات الشرقيَّة لِجبال النُصيريَّة، والذي يحرس المنفذ المُؤدِّي إلى البقيعة. وإذ ضرب الحصار عليه لم يكن بِوسع ريموند الثاني أمير أنطاكية التصدي له بِمُفرده، فأرسل إلى بيت المقدس يطلب النجدة من الملك فولك. وفعلًا هرع هذا الملك بِكُل ما استطاع أن يحشده من الرجال لِلحاق بِريموند حتَّى بلغا سويًّا حصن بعرين. ويبدو أنَّ الرحلة كانت شاقَّة، فقد أصاب جُنُودهما التعب والإرهاق، فاستغلَّ عماد الدين سوء أوضاعهما وفاجأهما. ودارت بين الطرفين رحى معركة شديدة انتهت بانتصار المُسلمين، ولقي مُعظم الصليبيين مصرعهم في ساحة المعركة، ووقع آخرون في الأسر، منهم ريموند الثاني، بينما فرَّ فولك إلى الحصن. ضرب المُسلمون حصارًا شديدًا على الحصن المذكور حتَّى استبدَّ اليأس بِالملك فولك وانقطعت عنهُ أنباء العالم الخارجي وتناقصت مؤونته، في الوقت الذي كانت فيه مناجيق المُسلمين تقذف أسوار القلعة ليلًا ونهارًا، الأمر الذي أرغمه على طلب الصُلح، فأجابهُ إليه عمادُ الدين وسمح لهُ ورجاله بِالخُروج إلى حيثُ يشاؤون، وتسلَّم الحصن.

### ضم دقوقا وشهرزور
ضمَّ عمادُ الدين الزنكيّ دقوقا في سنة 531هـ المُوافقة لِسنة 1137م عنوةً، ودخل بعد ثلاث سنوات قلعة شهرزور الواقعة وسط سهلٍ واسعٍ يمتد من أربيل إلى همذان، ويقطنه الكُرد. وقد ارتبط هذا الضمُّ بِالمدى الذي وصلت إليه العلاقات بين الأمير قفجاق بن أرسلان تاش التُركماني حاكم شهرزور، وبين السُلطان السُلجوقي مسعود، فخشي عمادُ الدين الزنكي أن يتنازل الأمير التُركماني عن بعض أملاكه لِلسُلطان ومنها شهرزور فيغدو مُجاورًا لِإمارة الموصل، فيُشكِّل عندئذٍ خطرًا جديًّا عليه.

### الحملة الصليبيَّة البيزنطيَّة على الشَّام

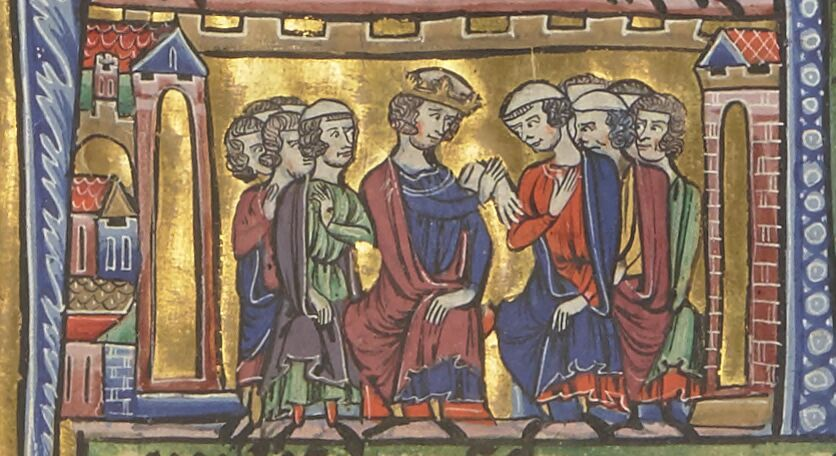
مُنمنمة أوروپيَّة تُصوِّر الإمبراطور البيزنطي يُوحنَّا الثاني كومنين يتباحث مع ريموند پواتييه في إعلان حملةٍ مسيحيَّةٍ مُشتركةٍ ضدَّ المُسلمين في الشَّام، بعد أن سيطر الروم على أنطاكية.

عندما علم الصليبيُّون بِالشَّام بِحصر الملك فولك في بعرين، ومن ثُمَّ سُقُوط هذا الحصن الإستراتيجي بِيد المُسلمين، أرسلوا طالبين النجدة من قيصر الروم الإمبراطور يُوحنَّا الثاني كومنين والغرب الأوروپيّ. فتوجَّه عددٌ من القساوسة والرُّهبان إلى بلاد الروم والإفرنج وما والاها من بلادٍ مسيحيَّةٍ، مُستنصرين حُكَّامها على المُسلمين، وأعلموهم أنَّ عماد الدين بعد سيطرته على الحصن لا بُدَّ أنَّهُ سيملك جميع بلادهم في أسرع وقتٍ لِعدم الحامي عنها، وأنَّ المُسلمين ليس لهم إلَّا قصد بيت المقدس بعد ذلك. أضف إلى ذلك، كانت أميرة أنطاكية أليس بنت بلدوين المقدسيَّة قد عرضت على الإمبراطور البيزنطي زواج ابنتها قسطنس من ابنه عمانوئيل لقاء مُساندتها في صراعها على عرش الإمارة مع والدها والنُبلاء الآخرين، وقد صادف هذا العرض قُبُولًا حسنًا من قِبل الإمبراطور، لِأنَّ ذلك يعني دُخُول أنطاكية، في تبعيَّة بيزنطة، وهي ما تسعى إليه جاهدةً مُنذُ الحملة الصليبيَّة الأولى، وهو الأمر الذي لم يُقِّرُه بقيَّة الزُعماء الصليبيين، لِذلك سارعوا بِتزويج قسطنس من ريموند پواتييه. وقد غضب يُوحنَّا من هذا الزواج الذي تمَّ دون استشارته لِأنَّ أنطاكية تابعة له من الناحية الإسميَّة، وبِذلك أضحى الصدام وشيكًا بين يُوحنَّا وريموند. بِالإضافة إلى ذلك، كان الإمبراطور يُوحنَّا كومنين حدَّد السياسة البيزنطيَّة في الشرق الأدنى، عند اعتلائه العرش، على أن يُعيد الحُدود الآسيويَّة لِلإمبراطوريَّة إلى ما كانت عليه قبل الفتح الإسلامي في الأناضول على يد السلاجقة، وطرد سلاجقة الروم من تلك البلاد، وطرد الأرمن من قيليقية، وإجبار الصليبيين في أنطاكية على الاعتراف بِسيادة الإمبراطوريَّة، واستعادة عدد من المواقع الإسلاميَّة في شماليّ الشَّام. كما أنَّ توطيد النُفُوذ اللاتيني الكاثوليكي في الشَّام كان يضُر بِالمصالح البيزنطيَّة الأرثوذكسيَّة الدينيَّة والتجاريَّة والعسكريَّة، لِذلك قرَّر الإمبرطور مُهاجمة الشَّام. خرج البيزنطيُّون إلى قيليقية في سنة 531هـ المُوافقة لِسنة 1137م، وسارت جُيُوشهم بِمُحاذاة الساحل الجنوبي لِآسيا الصُغرى باتجاه الشرق، ففاجؤا الأرمن والصليبيين وسيطروا على عين زربة وأضنة والمصيصة وطرسوس. ولمَّا فرغ الإمبراطور البيزنطي من السيطرة على القلاع الأرمنيَّة في قيليقية، تابع زحفه نحو الجنوب، فاجتاز الإسكندرونة، وعبر الدُرُوب الشاميَّة إلى أنطاكية وضرب الحصار عليها حتَّى أجبر صاحبها ريموند پواتييه على الخُضُوع وطلب الصُلح، بعد حُصُوله على مُوافقة الملك فولك. بعد سيطرة الروم على أنطاكية، جرت مُباحثات بينهم وبين الصليبيين أدَّت إلى اتفاقٍ بينهم على توحيد الجُهُود العسكريَّة وتوجيهها لِلقيام بِحملةٍ مسيحيَّةٍ كُبرى ضدَّ مُسلمي الشَّام بِهدف تحطيم قُوَّة الزنكيين في حلب، والقضاء على إمارة بني مُنقذ في شيزر، وانتزاع حِمص من أتابكة دمشق، وإقامة إمارة صليبيَّة تشمل الجهات الداخليَّة من الشَّام بما فيها حلب وشيزر وحماة وحِمص، وتعيين ريموند پواتييه أميرًا عليها على أن يترك إقليم أنطاكية لِلبيزنطيين.

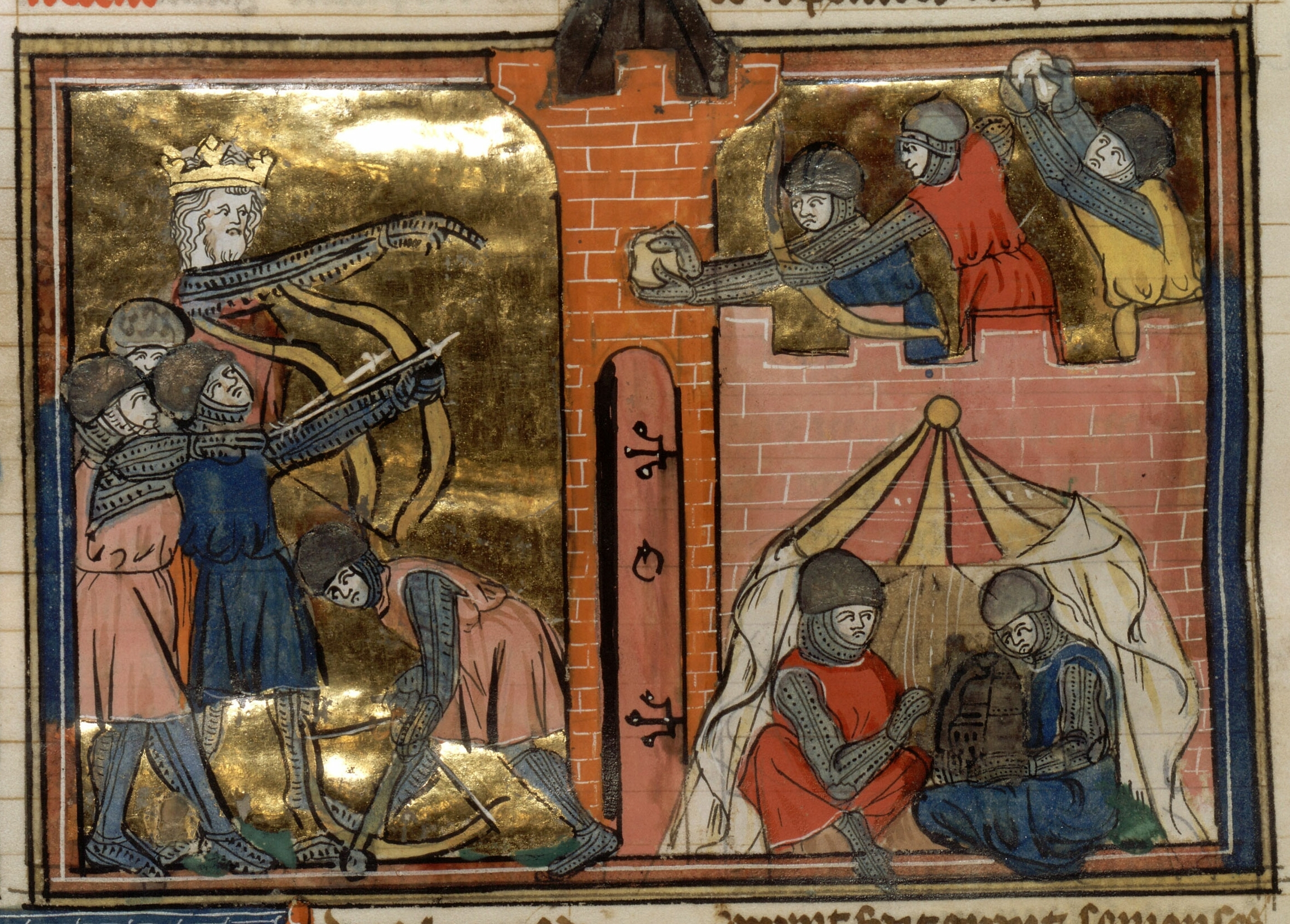
مُنمنمة فرنسيَّة ترجع لِسنة 1338م تُصوّرُ الإمبراطور البيزنطي يُوحنَّا الثاني كومنين وهو يتولَّى قيادة وإرشاد الجيش المسيحي المُحاصر لِمدينة شيزر، بينما يجلس حليفاه ريموند پواتييه وجوسلين الثاني في الخيمة دون أن يقوما بجُهدٍ يُذكر.

ويبدو أنَّ أخبار هذا الاتفاق قد تسرَّبت إلى أهالي حلب الذين قاموا بِأعمال التحصين وحفر الخنادق، كما أنَّ الأمير سوار بن ابتكين هاجم الجيش البيزنطي أثناء عودته من أنطاكية إلى قيليقية لِقضاء فصل الشتاء وظفر بِسريَّةٍ وافرة العدد من الجُنُود الروم، فقتل وأسر منهم، ودخل بهم إلى حلب. وفي شهر رجب سنة 532هـ المُوافق فيه شهر نيسان (أبريل) سنة 1138م، غادر الإمبراطور البيزنطي قيليقية في طريقه إلى الشَّام، ولمَّا وصل إلى أنطاكية انضمَّ إليه أميرها وجوسلين الثاني كونت الرُّها، فضلًا عن كتيبةٍ من الداويَّة، ثُمَّ عبرت القُوَّات المُتحالفة أراضي المُسلمين واحتلَّت قرية البلاط، وظهرت أمام بزاعة واحتلَّتها بعد حصارٍ دام سبعة أيَّام. ولا شكَّ في أنَّ الوقت الذي أضاعهُ النصارى في الاستيلاء على بزاعة سبَّب لهم خسارة كبيرة، لأنَّهُ أفقد حركتهم عُنصُر المُفاجأة، وأتاح لِلمُسلمين في حلب بِعامَّة، وعمادُ الدين الزنكي بِخاصَّة، فُرصةً طيِّبةً للاستعداد، فتحرَّز الناس وتحفظوا وكاتبوا عماد الدين بِذلك. كان عمادُ الدين الزنكي آنذاك قد ضمَّ حِمص إلى دولته بعد أن تزوَّج من صفوة المُلك زُمُرُّد خاتون، وكان يأمل من هذا الزواج أن يحصل على دمشق أيضًا لما رآه من تحكيمها فيها، إلَّا أنَّ هذا لم يحصل بسبب فُقدان زُمُرُّد خاتون مكانتها السياسيَّة العالية في المدينة وانتقال السُلطة الفعليَّة فيها لابنها محمود وحاشيته. وعندما علم الزنكي بأنباء زحف النصارى، أرسل فورًا بعض قُوَّاته لِتعزيز حامية حلب، وما أن وصلها الجيش البيزنطي الصليبي وهاجمها حتَّى تبيَّن لهم أنَّها منيعة الاستحكامات، فانصرفوا عنها بعد ثلاثة أيَّامٍ من الحصار، وزحفوا جنوبًا فاستولوا على الأثارب ومعرَّة النُعمان وكفرطاب، وأضحوا على أبواب شيزر المدينة الإسلاميَّة الكُبرى ذات الحصانة الطبيعيَّة، والتي تُسيطرُ على حوض نهر العاصي. هاجمت القُوَّات المُتحالفة المدينة المذكورة باندفاعٍ ملحوظ، وضربتها بِالمناجيق، فألحقت بها أضرارًا بالغةً وخرَّبت بعض أنحائها، فسار عمادُ الدين لِنجدتها، وأخذت عساكره تُناوش الرُّوم والصليبيين وتتخطَّف جُنُودهم، حتَّى دبَّ اليأس في نُفُوس المُتحالفين، فرفعوا الحصار عنها بعد ثلاثةٍ وعشرين يومًا، وما لبث عمادُ الدين أن استردَّ جميع البلاد والحُصُون التي وقعت بِأيديهم، فلم تتحقق الأهداف البيزنطيَّة والصليبيَّة من هذه الحملة، واعتُبرت فاشلة.

### ضم بعلبك

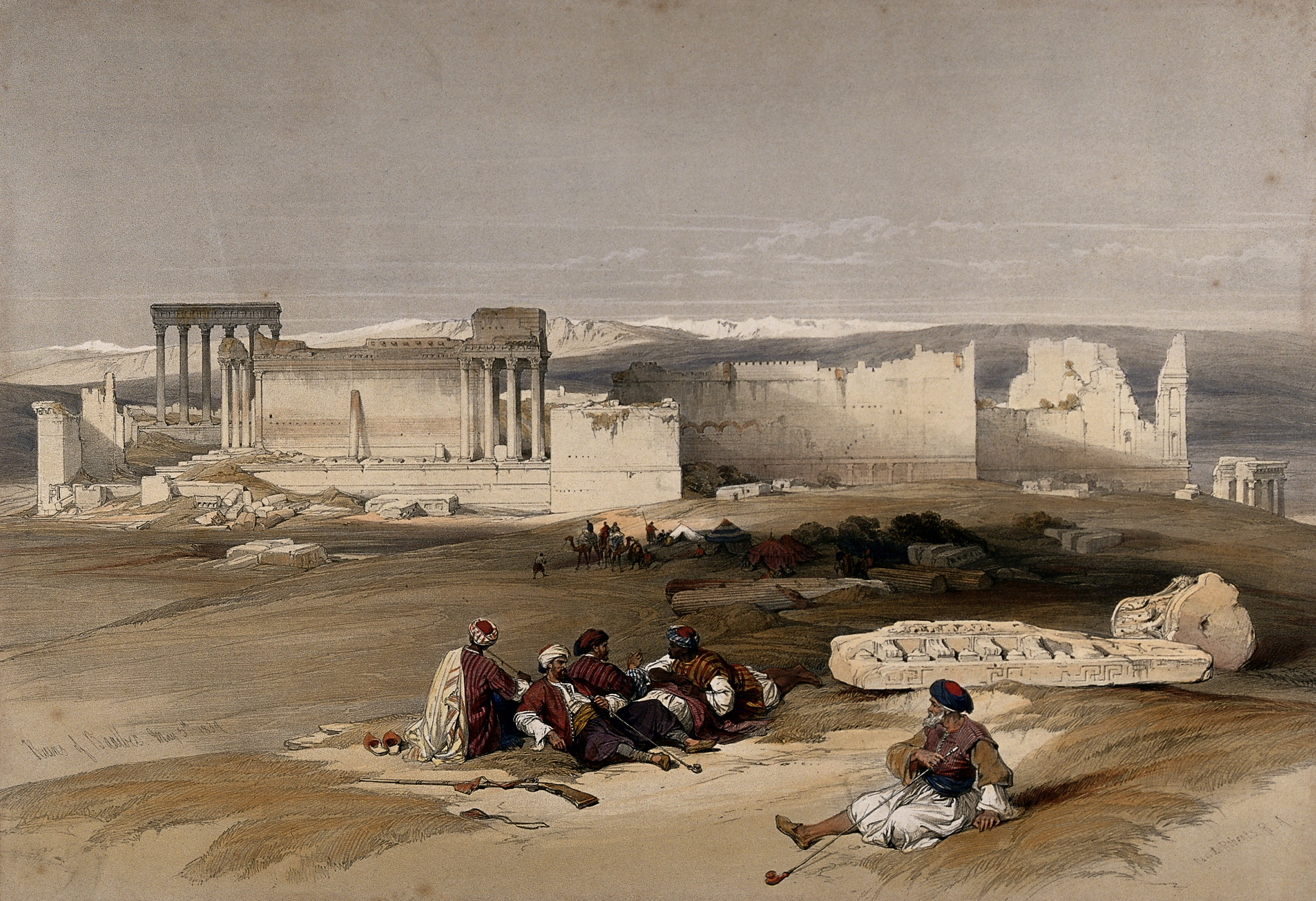
رسمٌ لِأطلال بعلبك القديمة التي سيطر عليها الزنكيُّون في مُحاولةٍ لِفصل دمشق عن مُحيطها تمهيدًا لِضمِّها.

شهدت دمشق خِلال شهر شوَّال سنة 528هـ المُوافق لِشهر حُزيران (يونيو) 1129م، تطوُّراتٍ سياسيَّةٍ مُتسارعة أدَّت إلى مقتل أتابكها شهاب الدين محمود على أيدي رجاله، وتنصيب أخٍ لهُ غير شقيق هو جمالُ الدين مُحمَّد، صاحب بعلبك. والرَّاجح أنَّ مُعينُ الدين أُنُر، الذي كان من مماليك طُغتكين ثُمَّ أصبح من حاشية شهاب الدين محمود ومن المُقرَّبين إليه، كان وراء هذه الأحداث بِهدف السيطرة على الأتابك الجديد والتفرُّد باسمه بِالسُلطة الفعليَّة. وفعلًا حقَّق أُنُر هدفه بعد أن فوَّض إليه الأتابك أُمُور المدينة وأقطعهُ بعلبك. وهكذا ازداد نُفُوذ أُنُر بِشكلٍ لم يكن في صالح عماد الدين الزنكيّ، كما عزَّ على زُمُرُّد خاتون، التي كانت تُقيمُ في حلب، أن يُقتل ابنها ويحُل محلُّه في حُكم دمشق ابن ضُرَّتها، فأرسلت إلى عماد الدين، وكان في الموصل، تستدعيه طالبة الثأر لِولدها والسيطرة على دمشق. كما أنَّ أخ الأتابك القتيل، المدعو بهرام شاه، عزَّ عليه أن يتجاهله أُنُر بعد مقتل أخوه شهاب الدين محمود، فلجأ إلى حلب، ومنها سار إلى الموصل، طالبًا مُساعدة عماد الدين الزنكي. وبِذلك تهيَّأت لِعماد الدين الزنكي فُرصةً أُخرى لِلتدخُّل في شؤون دمشق وضمِّها إلى دولته في سبيل توحيد الصف الإسلامي في الشَّام لِمُواجهة الصليبيين. فأعدَّ جيشًا خرج على رأسه في شهر ذي القعدة سنة 533هـ المُوافق فيه شهر تمُّوز (يوليو) سنة 1139م، قاصدًا دمشق لاقتحامها قبل أن تستتب الأُمُور فيها، ولمَّا أثبتت التجربة سابقًا أنَّ السيطرة على دمشق ليست بِالأمر الهيِّن، بعد أن أخلص أهلها لأتابكتهم البوريين وقاوموا حصارات الزنكيين، رأى عماد الدين أن يضرب حصارًا شديدًا على المدينة ويعزلها عن بقيَّة مُمتلكاتها، لِذلك هاجم بعلبك، التي كانت إقطاعًا لِأُنُر، ودخلها في شهر صفر سنة 534هـ المُوافق فيه شهر تشرين الأوَّل (أكتوبر) سنة 1139م، ووضع يده عليها. ظلَّ عمادُ الدين قابعًا في بعلبك حتَّى شهر ربيع الأوَّل سنة 534هـ المُوافق فيه شهر تشرين الثاني (نوڤمبر) سنة 1139م، أعاد خلالها تنظيم أُمُورها الإداريَّة، وعيَّن عليها نجمُ الدين أيُّوب، ثُمَّ زحف نحو دمشق وضرب الحصار عليها مُجددًا، لكنَّهُ فشل في اقتحامها هذه المرَّة أيضًا، فضعُفت نفسه وضاق صدره، ثُمَّ فكَّ الحصار عنها وانسحب إلى حِمص لمَّا بلغه استعانة أُنُر بِالصليبيين لِيُساعدوه على فك الحصار عن المدينة.

### استرداد الرُّها

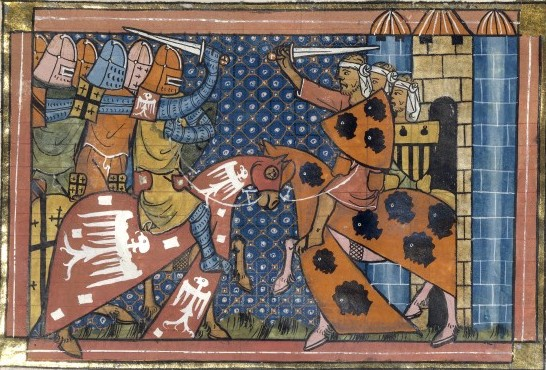
مُنمنمة فرنسيَّة تُصوِّرُ اقتحام المُسلمين لِّلرُّها وقضائهم على الحُكم الصليبي فيها بعد حوالي نصف قرنٍ من احتلالها.

بعد فشل الحملة البيزنطيَّة الصليبيَّة، وضمّ بعلبك، انصرف عماد الدين الزنكي في السنوات الأربع التالية إلى العمل على إتمام خطَّته بِتوحيد المُسلمين في الشرق الأدنى كي يكون أكثر قُدرةً على مُجابهة الصليبيين. فقام بعدَّة عمليَّات عسكريَّة في جهات الجزيرة الفُراتيَّة ضمَّ فيها بلاد الأكراد الهكاريَّة والمهرانيَّة المُمتدَّة عبر هكارية إلى الشمال من نهر الخابور، والمنطقة الجبليَّة المُتاخمة لِجزيرة ابن عُمر. وفي سنة 538هـ المُوافقة لِسنة 1143م، تُوفي الإمبراطور البيزنطي يُوحنَّا الثاني كومنين، ولم يلبث التحالف الصليبي البيزنطي أن تصدَّع بِوفاته، وتحوَّل الموقف بين الروم والصليبيين إلى عداءٍ سافر، كما تُوفي الملك فولك مُخلِّفًا ولدين هُما بلدوين، الذي كان في الثالثة عشرة من عُمره، وعمُّوري، الذي لم يتجاوز السابعة، فتولَّت الملكة ميليسندا الحُكُم، ونصَّبت ابنها بلدوين قيِّمًا معها. والواضح أنَّ ولاية ميليسندا جلبت ضررًا بالغًا على أوضاع الصليبيين، فتلاشت بتولِّها الحُكم المكانة الرفيعة التي كانت لِملك بيت المقدس بِصفته سيدًا أعلى لِلإمارات الصليبيَّة، ولم يولِ أُمراء شماليّ الشَّام اهتمامًا كبيرًا لِسيادة امرأة أو طفل، كما أنَّ ميليسندا لم تهتم بِالمصالح الصليبيَّة العامَّة، بل اتصفت بِالتقلُّبات السياسيَّة، وانهمكت بِنسج المُؤامرات، فضلًا عن انشغالها بِصد هجمات أتابكة دمشق. أتاحت هذه المُستجدات لِعماد الدين أن يستأنف جهاده ضدَّ الصليبيين من جديد، فأخذ يُراقب تطوُّر المُنازعات بين الأُمراء الصليبيين واتساع الشقاق بينهم وبين الروم، وقرَّر نقل نشاطه الجهادي إلى إمارة الرُّها المُوغلة في أراضي المُسلمين، فشرع في سنة 538هـ المُوافقة لِسنة 1143م، بِمُهاجمة المواقع والحُصُون الصليبيَّة العائدة لِكونتيَّة الرُّها، والمُنتشرة في المناطق القريبة من ماردين، فاسترجع أغلبها للمُسلمين، ومنها: جملين والموزر وتل موزن وغيرها من حُصُون إقليم شبختان، وهو أحد أقاليم ديار بكر، فعزل كونتيَّة الرُّها عُزلةً تامَّة، ولم يعد أمامه إلَّا أن يتوجَّه إليها بجيشه. اتجه عمادُ الدين ناحية الرُّها بجيشه الكثيف، فبلغها في شهر جُمادى الآخرة سنة 539هـ المُوافق فيه أواخر شهر تشرين الثاني (نوڤمبر) سنة 1144م، وحاصرها. ولمَّا ذاعت أخبار حصار المُسلمين لِلرُّها بِقصد استرجاعها، تطوَّع الكثير من الناس من أهالي الموصل والجزيرة الفُراتيَّة وديار بكر والشَّام وساروا بِسلاحهم لِلقتال تحت راية الزنكيين، واستقدم عمادُ الدين أدوات حصارٍ جيِّدة ومُتطوِّرة، وأغلق كُل المداخل المُؤدية إلى المدينة سدًّا مُحكمًا، فمنع بِذلك الدُخُول إليها أو الخُرُوج منها، وترتَّب على ذلك أن عانى المُحاصرون من النقص الشديد في المُؤن والتجهيزات. تولَّى الدفاع عن الرُّها هيوج الثاني رئيس أساقفة اللاتين الكاثوليك، وشاركه باسيل أُسقُف يعاقبتها، ويُوحنَّا أُسقُف الأرمن، وقد أبديا تضامنًا قويًّا مع الصليبيين في الدفاع عن أسوار المدينة وقلعتها. أمَّا الكونت جوسلين الثاني فكان قد خرج من المدينة قبل الحصار على أمل مُباغتة المُسلمين وإيقافهم، لكنه فشل، ولمَّا رأى أنَّ قُوَّاته لم تكن على ما يكفي من القُوَّة لِمُجابهة المُسلمين، قبع في تل باشر على أمل أن تُقاوم استحكامات الرُّها الضخمة الحصار، لكنَّ ذلك لم يحصل، ففي 26 جُمادى الآخرة المُوافق فيه 23 كانون الأوَّل (ديسمبر)، انهار جانبٌ من السُور بِفعل الضرب الشديد والمُتواصل طيلة أربعة أسابيع، فاندفع المُسلمون إلى داخل المدينة، وأجهزت عساكر عماد الدين على الفارِّين من الجُنُود الصليبيين، ووقع الباقون في الأسر، ودخل عمادُ الدين المدينة بعد يومين راكبًا في موكب النصر، وأعطى الأمان لِلمسيحيين الوطنيين من أرمنٍ وسُريانٍ ورومٍ، وأعاد لهم ما خسروه من سبيٍ وغنائم، بينما لم يغفر لِلمسيحيين الغربيين، فأمر بإعدام رجالهم وبيع نسائهم رقيقًا.

### مقتل عماد الدين

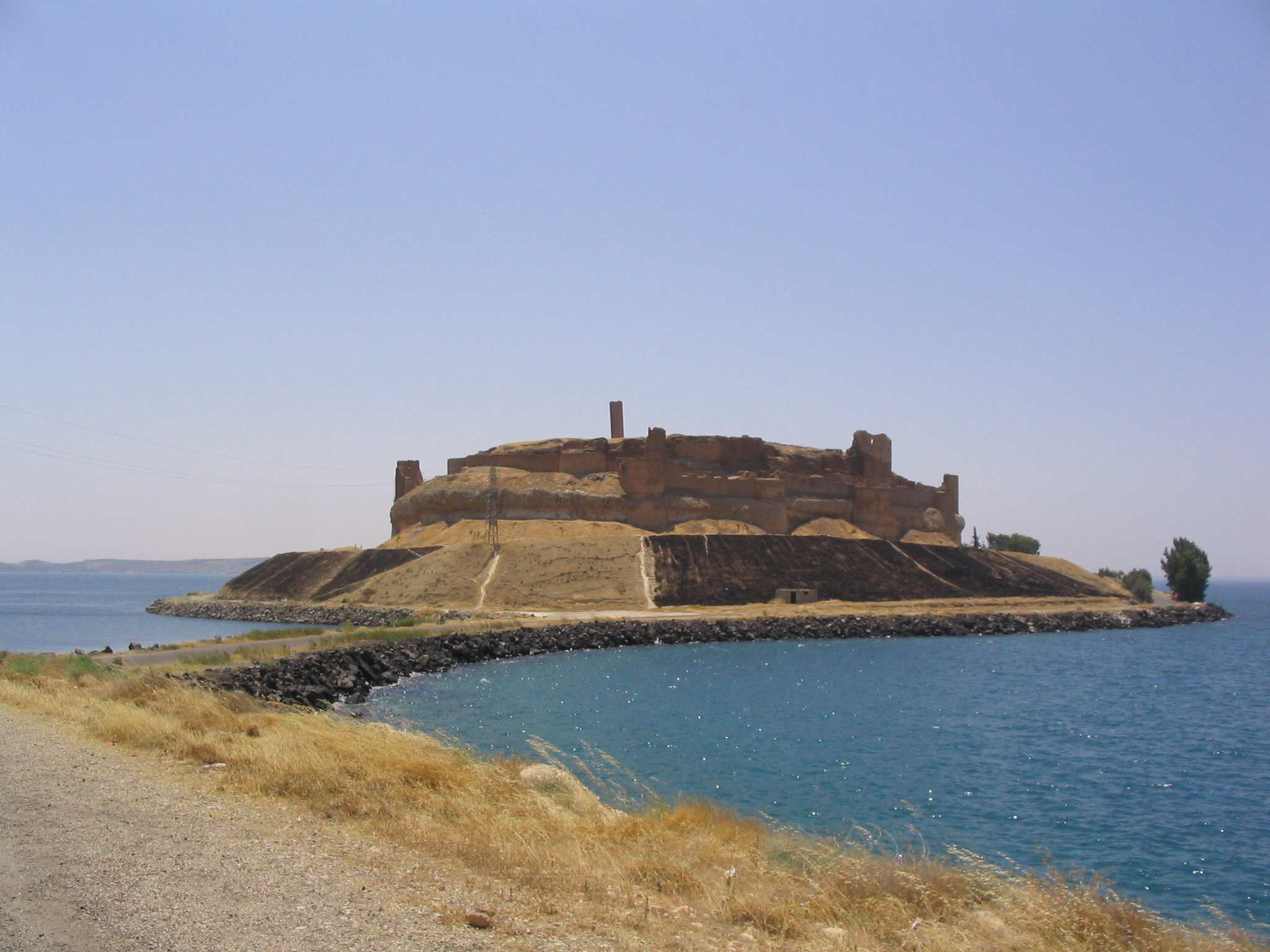
قلعة جعبر، التي شهدت مقتل عماد الدين الزنكي على يد أحد مماليكه، في أثناء حصاره لها.

اختار عمادُ الدين الزنكي في صيف سنة 540هـ المُوافقة لِسنة 1146م إخضاع قلعة جعبر الواقعة على الفُرات بين بالس والرقَّة، قرب صفِّين، على الطريق إلى دمشق. وكانت هذه القلعة تُشكِّلُ مركز إمارة بنو عُقيل الصغيرة، لكنَّ وضعها الجُغرافي كان مُتداخلًا مع الممالك الزنكيَّة الجديدة، الأمر الذي دفع عماد الدين إلى ضمِّها قبل أن يُعاود الكرَّة على دمشق، وبخاصَّةً أنَّ أميرها عز الدين علي بن مالك بن سالم العُقيلي رفض الاعتراف بِسيادته. حاصر عمادُ الدين القلعة ، وضيَّق عليها دون أن يتمكَّن من امتلاكها. ثُمَّ جرت مُفاوضات مع حاكمها، وافق عماد الدين بنتيجتها على تسلُّم مبلغ ثلاثين ألف دينار مُقابل فك الحصار عنها. وما أن وصل الرسول إلى المُعسكر الزنكي حاملًا المبلغ حتَّى ردَّهُ عماد الدين من حيثُ جاء بعد أن وردتهُ أنباء تُشير إلى قُرب سُقُوط القلعة. وأرسل في الوقت نفسه حملة عسكريَّة بِقيادة علي الكُجُك (كوجك) لِحصار قلعة فنك، المُجاورة لِجزيرة ابن عُمر، وهي لِلأكراد اليشنويَّة. وبينما كان يُحاصرها، حدث في مساء 6 ربيع الآخر 541هـ المُوافق فيه 15 أيلول (سپتمبر) 1146م، أن دخل أحد مماليك عماد الدين عليه وهو نائم، وقتله. وهرب القاتل بعد الحادثة إلى القلعة وأعلم سُكَّانها بِحقيقة الأمر، ففتحوا لهُ الأبواب، وما أن انتشر نبأ الاغتيال في المُعسكر حتَّى اضطرب أمر الجيش الزنكي وسادت الفوضى صفوفه، فاضطرَّ قادته إلى فك الحصار والرحيل. وقيل أنَّ قاتل الزنكي كان بُرطل من قِبل سالم بن مالك العُقيلي لِيقوم بِفعلته هذه، وقيل أيضًا أنَّهُ كان سكرانًا.

### انقسام الدولة الزنكيَّة

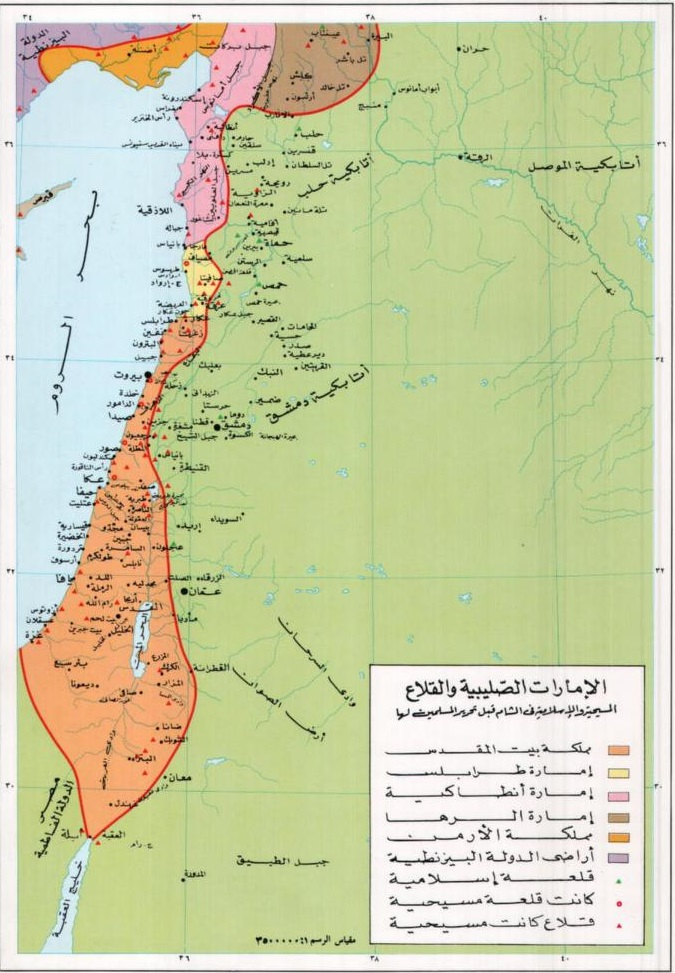
خريطة تُظهر أتابكيَّتا حلب والموصل بعد انقسام الدولة الزنكيَّة، وتظهر أيضًا أتابكيَّة دمشق والإمارات الصليبيَّة.

ترك عمادُ الدين الزنكيّ أربعة أولادٍ من الذُكُور هم: سيف الدين غازي، وهو أكبرهم، ثُمَّ نُورُ الدين محمود، ونصرة الدين أمير أميران، وأبو المُلُوك قُطبُ الدين مودود وهو أصغرهم. لم يُصادف هؤلاء الإخوة صُعُوبة في الاحتفاظ بِمُلك أبيهم بِفضل مُساعدة اثنين من رجال عماد الدين الأوفياء هُما: جمالُ الدين مُحمَّد الأصفهاني، رئيس الديوان، وصلاح الدين الياغسياني الأمير الحاجب. وكان الأوَّل في عداد الحملة التي حاصرت قلعة جعبر، فأدَّى دورًا كبيرًا في الحفاظ على البلاد وإبقائها في أيدي أولاد عماد الدين. اتصل الأميران فور إعلامهما بِنبأ الاغتيال، بِالأمير زين الدين عليّ الكُجُك بن بكتكين، نائب عماد الدين الزنكي في الموصل، وأخبراه بِحادثة الاغتيال، وأشارا عليه بِأن يستدعي ابنه سيف الدين غازي من شهرزور، حيثُ كان يُقيم، وقام هذا الأخير فعلًا باستدعائه. أمَّا الابن الثاني نور الدين محمود، فإنَّهُ كان بِصُحبة والده، فأخذ خاتمه من يده ويمَّم وجهه شطر حلب ودخلها في شهر ربيع الآخر سنة 541هـ المُوافق فيه شهر أيلول (سپتمبر) سنة 1146م، وأخضع جميع ما كان لِأبيه في الشَّام، مثل الرُّها وحرَّان وسروج وحِمص وحماة، والتحق صلاح الدين الياغسياني بِخدمته لِيُدبِّر أُمُور دولته. وكانت مدينة حماة تحت حكمه وهي إقطاعه من عماد الدين الزنكي، فلمَّا استقرَّ نُور الدين محمود في حلب أخذها منه وعوَّضه عنها بِحمص. والتحق جمال الدين الأصفهاني بِخدمة سيف الدين غازي بعد أن ضلَّل الملك ألب أرسلان السُلجُوقي الطامع في حُكم الموصل لِيُبعده عن التوجُّه إليها بانتظار وُصُول غازي لاستلام الحُكُم، وبعد أن استقرَّ في الحُكم أعاد تعيين علي الكُجُك نائبًا وواليًا على المدينة، واتخذ الأصفهاني وزيرًا تقديرًا لِجُهُوده في المُحافظة على البلاد. وافق السُلطان السُلجُوقي مسعود بن مُحمَّد على ما استقرَّت عليه الأُمُور في الموصل، وأرسل الخُلع إلى غازي. ومن الجدير بِالذكر أنَّ حاكم الموصل الجديد كان لا يُفارق مقر السلطنة السُلجُوقيَّة بناءً على أمر والده عماد الدين، ومن أجل ذلك سارع السُلطان مسعود بِالاعتراف بِحُكمه. أمَّا الأخوين الآخرين فلم يُشكلا أيَّة عقبة في اقتسام الإرث الزنكي، فقد كان قُطب الدين مودود في رعاية أخيه غازي الأوَّل في الموصل في حين حكم نُصرة الدين أمير أميران حرَّان تابعًا لِأخيه نور الدين محمود. وهكذا انقسمت مملكة عماد الدين الزنكي إلى قسمين: القسم الشرقي تحت حُكم ابنه الأكبر غازي ومقرُّه الموصل، والقسم الغربي تحت حُكم ابنه نور الدين محمود ومقرُّه حلب، وكان نهر الخابور هو الحد الفاصل بين أملاك الأخوين.

### التصدي لِلحملة الصليبيَّة الثانية

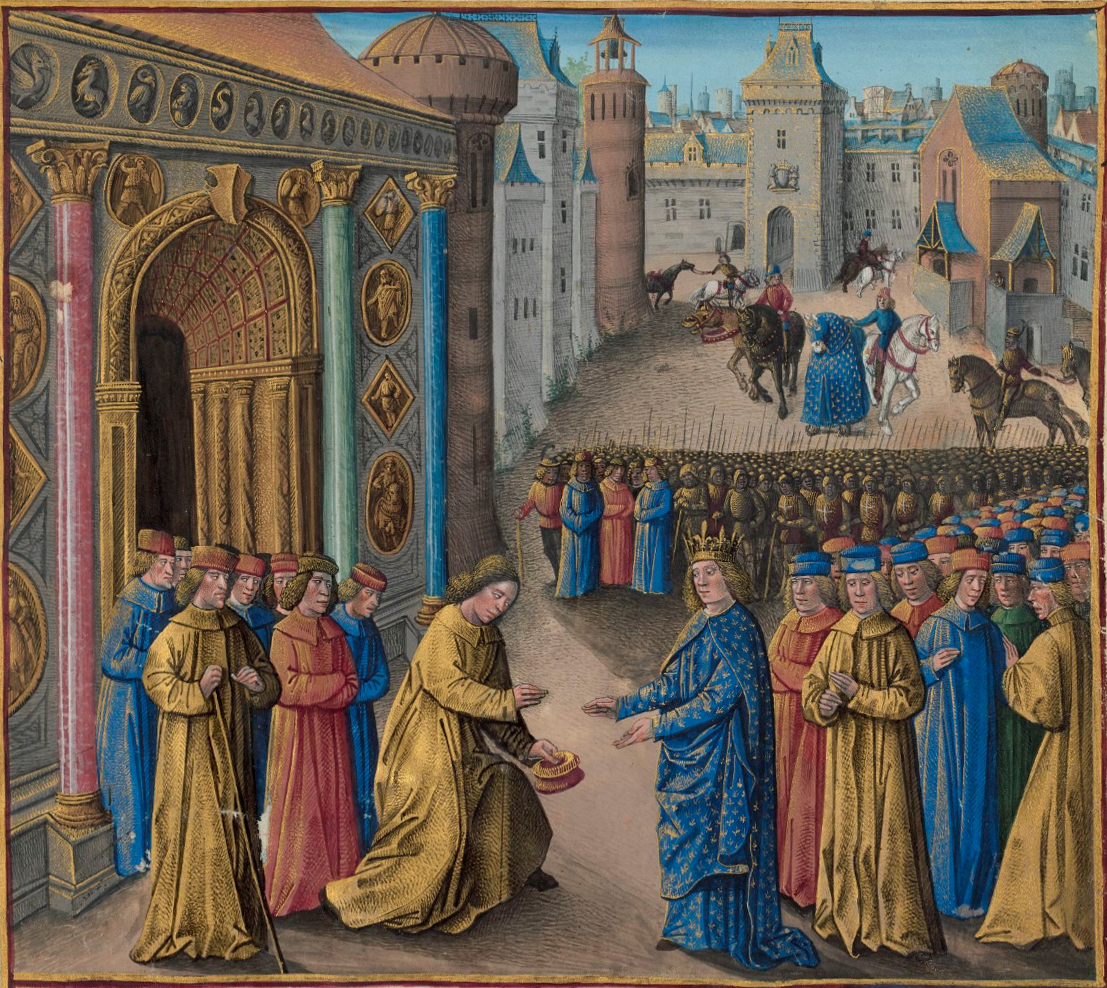
أمير أنطاكية ريموند پواتييه يستقبل الملك الفرنسي لويس السابع.

كان لِسُقُوط الرُّها في أيدي المُسلمين ردَّة فعل عنيفة في الغرب الأوروپي، وباعثًا على السُرعة في إرسال حملةٍ صليبيَّةٍ جديدةٍ، بعد أن أثار سُقُوطها الرُّعب في النُفُوس، لا بسبب المكانة الدينيَّة التي تتمتع بها هذه المدينة في تاريخ المسيحيَّة فحسب، بل لأنها كانت أيضًا أوَّل إمارة أسسها الصليبيُّون في الشرق الأدنى، فجاء سُقُوطها إيذانًا بِتزعزُع البناء الكبير الذي شيَّدهُ الصليبيُّون في الحملة الصليبيَّة الأولى في المشرق الإسلامي، وأدرك الغرب الأوروپي أنَّهُ إذا لم يُسارع إلى ترميم ذلك البناء فإنَّهُ لن يلبث أن ينهار. لِذلك، سارع البابا إيجين الثالث إلى إصدار مرسومٍ بابويٍّ، عُرف عند المُؤرخين باسم مرسوم «كما أسلافنا» (باللاتينية: Quantum praedecessores)، في يوم 1 كانون الأوَّل (ديسمبر) 1145م، دعا فيه إلى قيام حملةٍ صليبيَّةٍ ثانية. تألفت الحملة الصليبيَّة سالفة الذِكر من جيشين كبيرين ينتميان إلى أكبر دولتين في أوروپَّا الغربيَّة: مملكة فرنسا والإمبراطوريَّة الرومانيَّة المُقدَّسة، وقادها أكبر عاهلين كاثوليكيين هُما كونراد الثالث إمبراطور ألمانيا، ولويس السابع ملك فرنسا، وخرج الجيش الألماني أولًا مُتجهًا نحو المشرق، ولمَّا عبر إلى آسيا الصُغرى قرَّر كونراد الثالث ألَّا ينتظر مجيء الفرنسيين وأن يسير نحو قونية عاصمة سلاجقة الروم، فكانت تلك غلطةً عظيمة كادت أن تُكلِّفه جيشه، إذ تصدَّى له المُسلمون وأفنوا مُعظم الجيش الألماني في معركةٍ طاحنة، وانسحب كونراد بما تبقَّى من رجاله نحو نيقية حيثُ اجتمع بِالملك الفرنسي. ومن نيقية خرج الجيش الفرنسي وتابع تقدُمه حتَّى بلغ أنطالية، ومنها عبر البحر إلى السُويديَّة فأنطاكية فبلغها في شهر ذي الحجَّة سنة 542هـ المُوافق فيه شهر آذار (مارس) سنة 1148م. استقبل ريموند پواتييه، صاحب أنطاكية، الملك لويس السابع بِالحفاوة والترحاب، وكذلك فعل كُلٌ من جوسلين الثاني صاحب الرُّها وريموند الثاني كونت طرابُلس، وقد أمل كُلٌ من هؤلاء أن يُسخِّر الحملة الصليبيَّة لِصالحه، فاقترح ريموند پواتييه أن تُهاجم الحملة حلب وتقضي على نور الدين محمود بعد أن وطَّد مُلكه على امتداد الطرف المسيحي المُمتد من الرُّها إلى حماة، قبل أن يشرع بِمُهاجمة الصليبيين ويُكمل رسالة والده. ومن جهته، حاول جوسلين الثاني استغلال الحملة لِمُهاجمة الرُّها واسترجاعها لِلصليبيين بما أنَّ سُقُوطها في يد المُسلمين كان الدافع الأساسي لانطلاق الحملة الصليبيَّة الثانية. أمَّا ريموند الثاني كونت طرابُلس فأراد تسخير الحملة في استرداد البلاد التي فتحها المُسلمون في سنة 534هـ المُوافقة لِسنة 1140م. غير أنَّ الملك الفرنسي رفض هذه الاقتراحات كُلُّها، وقال أنَّ قسمه الصليبي يُجبره على أن يذهب إلى بيت المقدس أولًا ويحُج إلى القبر المُقدَّس قبل أن يبدأ في أيَّة حملة.
استقبل نُبلاء بيت المقدس وأُمرائها وحُكَّامُها الملك الفرنسي وجُنُوده، وجرت بينهم مُفاوضات حول وجهة الحملة، وتقرَّر أن تكون دمشق لِقطع الصلة نهائيًّا بين المُسلمين في الشَّام والجزيرة الفُراتيَّة، والمُسلمين في مصر، على الرُغم من أنَّ أتابكيَّة دمشق كانت آنذاك على صلاتٍ جيِّدةٍ مع مملكة بيت المقدس وتُشاطرها عداوة الزنكيين، فكانت تلك الخُطوة دافعًا وسببًا وراء ارتماء الدمشقيين في أحضان نور الدين الزنكي. زحف الصليبيُّون إلى بانياس الحولة ومنها إلى دمشق، وهاجم أفرادها الغوطة، وانتشروا في البساتين والحدائق الواقعة إلى الجهة الجنوبيَّة من المدينة، فناوشهم الأهالي واستعدوا لِقتالهم بحال اقتحموا دمشق، وأرسل حاكمُ المدينة مُعينُ الدين أنُر، في الوقت نفسه، يستنجد بِأمير الموصل سيف الدين غازي ويستصرخه ويُخبره بِشدَّة بأس الإفرنج. لبَّى سيفُ الدين غازي نداء الاستغاثة، فخرج من الموصل على وجه السُرعة، وعبر الفُرات على رأس جيشٍ كبيرٍ، مُصطحبًا معه أخاه نُور الدين محمود، ونزل الأخوان في مدينة حِمص، واجتمع لديهما سبعون ألف مُقاتل.

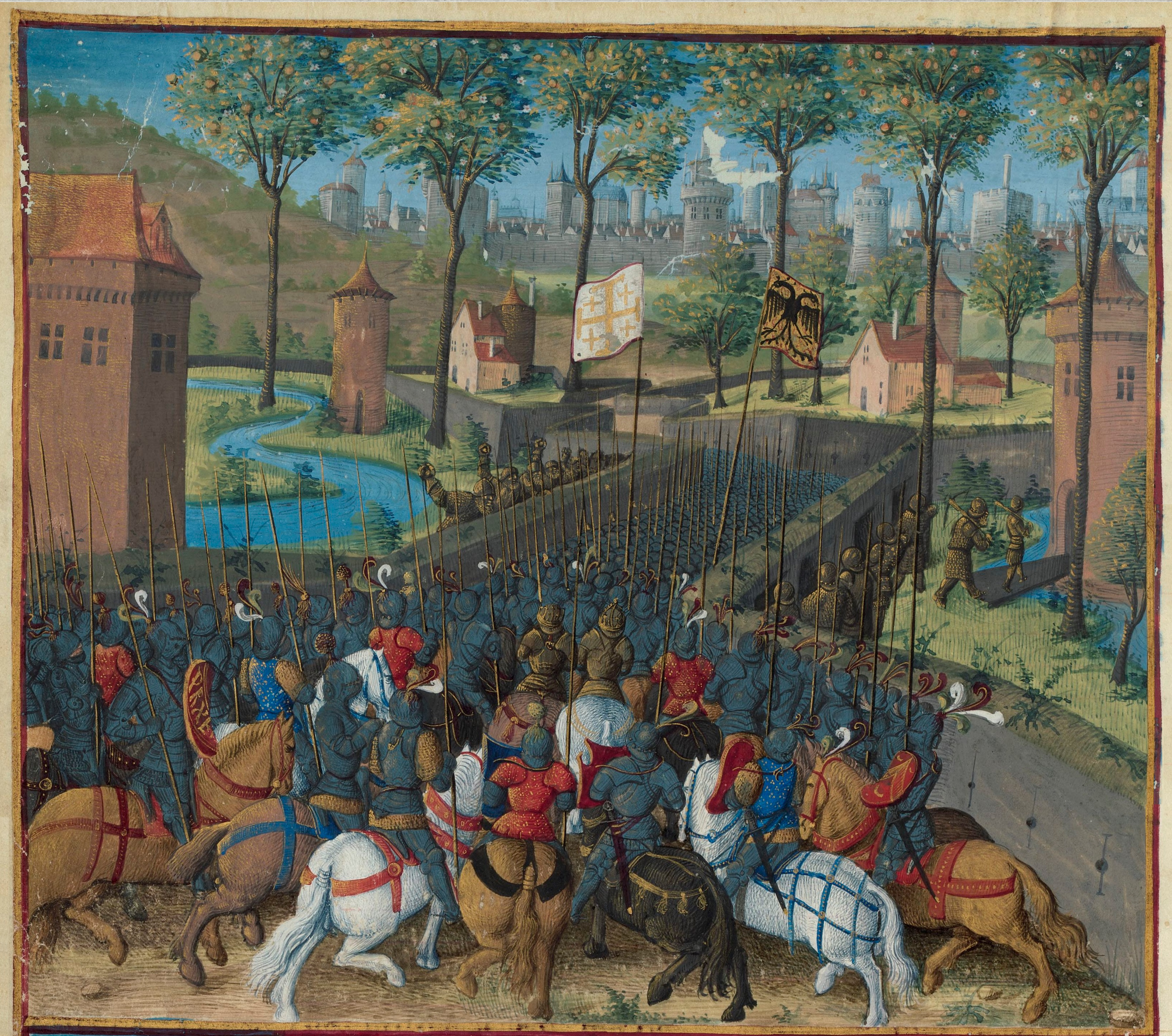
الصليبيُّون يُحاصرون دمشق في شهر ربيعٍ الأوَّل 543هـ المُوافق فيه شهر تمُّوز (يوليو) 1148م.

ولمَّا كان أُنر مشهورًا بِتقلُّباته السياسيَّة وبِتحالُفه مع مملكة بيت المقدس ضدَّ الأُمراء المُسلمين المُجاورين، حفاظًا على نُفُوذه في دمشق، فقد طلب منهُ سيف الدين غازي ضماناتٍ تمنعهُ من أن يغدُر به أو أن يعقد صُلحًا مُنفردًا مع الصليبيين، فطلب منهُ تسليم دمشق إلى أحد نُوَّابه حتَّى ينتهي القتال ويرحل الصليبيُّون عن المدينة ثُمَّ يُعيدُها إليه، وأرسل في الوقت نفسه يُنذر الصليبيين بِفك الحصار عن دمشق والرحيل عنها. ويبدو أنَّ هذا الشرط كان ثقيلًا على أُنر، وهو يعلم جيدًا نيَّة الزنكيين في ضم دمشق، فعمل على التخلُّص من هذا الموقف الحرج الذي فرضه عليه الصليبيُّون دون الاستعانة بِقُوَّات الزنكيين وقُبُول شرط سيف الدين غازي، فتجاهل الرد عليه وأرسل إلى الصليبيين يُهددهم بأنهم إن لم يرحلوا عن دمشق سلَّمها إلى سيف الدين، وحينها سيندمون.
وإذ كان الجيش الصليبي في وضعٍ حرجٍ أمام دمشق بسبب الخلافات والشقاقات بين أفراد الحملة من جهة والصليبيين القُدماء المُقيمين في الشَّام من جهةٍ أُخرى، ولم يُتوقَّع قُدُوم إمدادات، ورأى القادة الإفرنج أنَّ الزنكيين لو دخلوا في معركةٍ مع الصليبيين فسوف يُفنى الجيش الصليبي عن بُكرة أبيه أو يحُل به الدمار، وستنتقل دمشق إلى حوزة نور الدين محمود العدو الرئيسي في الشَّام؛ ممَّا حملهم على فك الحصار والرحيل عن دمشق في فجر يوم الأربعاء 8 ربيع الأوَّل 543هـ المُوافق فيه 28 تمُّوز (يوليو) 1148م، بعد حصارٍ دام خمسة أيَّام. وهكذا ساهمت القُوَّات الزنكيَّة من الموصل وحلب، بِشكلٍ غير مُباشر، في إرغام الصليبيين على الرحيل عن دمشق.

### الحملة ضدَّ إمارة أنطاكية

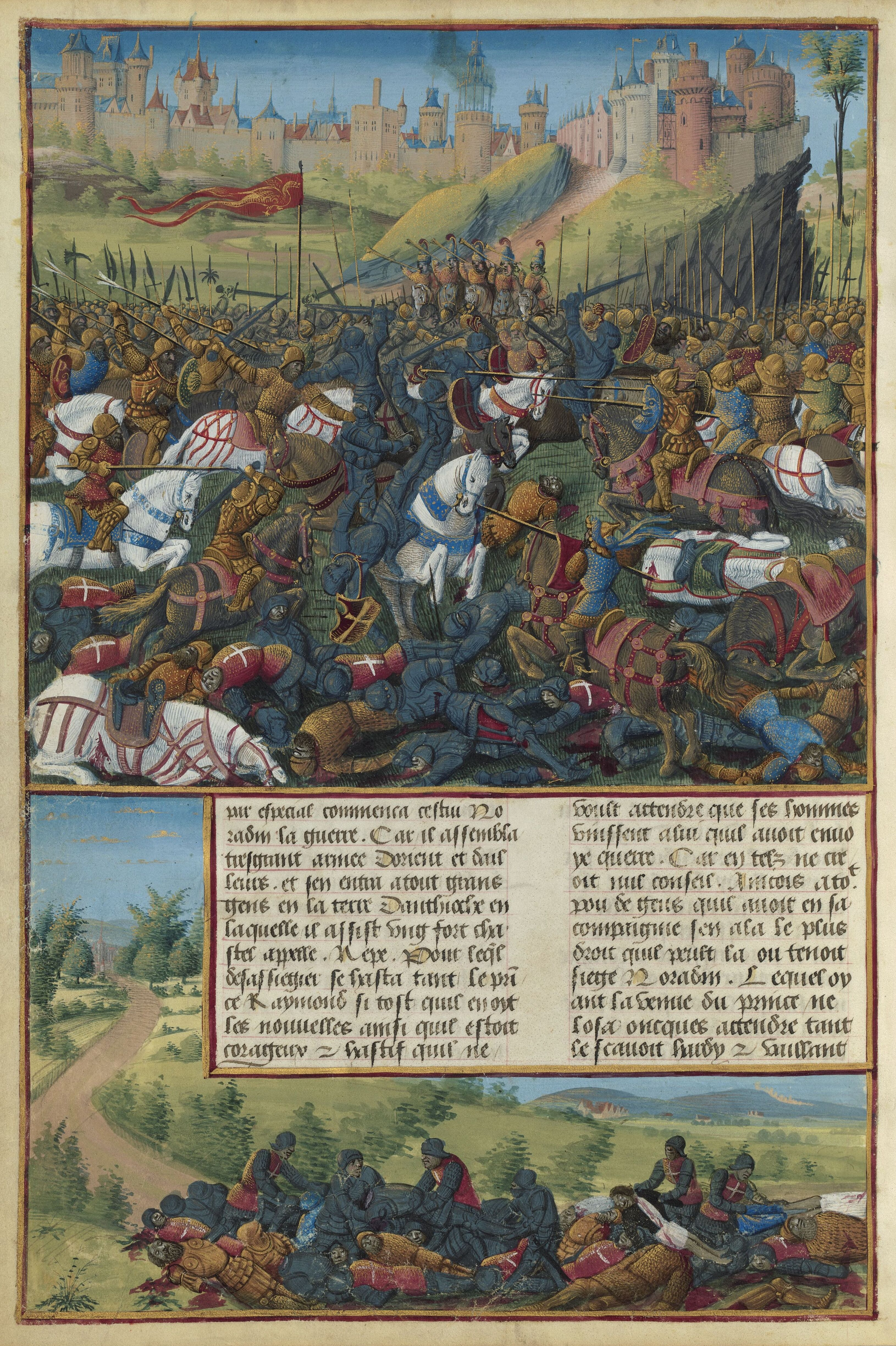
اشتباك المُسلمين والصليبيين في معركة إنِّب.

اتجه نُورُ الدين محمود عقب فشل الحملة الصليبيَّة الثانية، وانسحاب الجُيُوش الصليبيَّة من أمام دمشق إلى إمارة أنطاكية، بِهدف فتح معاقلها، ولِمُعاقبة صاحبها ريموند پواتييه الذي أشار بأن تتجه الحملة الصليبيَّة الثانية ضدَّ حلب، معقل نور الدين. وقد حدث أثناء حصار دمشق أن خرجت قُوَّة عسكريَّة إسلاميَّة من حلب، وأغارت على إمارة أنطاكية، فاستغلَّ ريموند غياب نُور الدين محمود عن حلب وقرَّر الانقضاض على المدينة، فجمع عساكره عند بُحيرة العُمق، قُرب حلب، واستعان بِطائفة الحشيشيَّة الباطنيَّة الذين يُكنُّون الكراهيَّة لِنُور الدين محمود. كان نور الدين آنذاك يُهاجم حصن العُريمة، فتوجَّه بعد فراغه من مُنازلة الحصن لِمُلاقاة ريموند، وذلك في شهر جُمادى الأولى سنة 543هـ المُوافق فيه شهر أيلول (سپتمبر) سنة 1148م. ودارت بين الطرفين رحى معركة قاسية عند مكانٍ يُعرفُ بِـ«يغرى» إلى الشمال الشرقي من بُحيرة العُمق، انتهت بانتصار المُسلمين، وقُتل عددٌ كبيرٌ من رجال ريموند، ووقع آخرون في الأسر، وأرسل نُورُ الدين بعض الغنائم والأسرى إلى أخيه سيف الدين وإلى الخليفة العبَّاسي في بغداد، وإلى السُلطان مسعود السُلجُوقي. ودخل، في هذه الأثناء، السُلطان مسعود بن قلج أرسلان صاحب سلاجقة الروم، على الخط السياسي، وهو عازمٌ على توسيع سلطنته باتجاه قيليقية ووادي الفُرات حتَّى يتسنَّى لهُ الانفتاح على الشَّام، وتأمين حصَّته من جرَّاء تقطيع أوصال الأراضي الصليبيَّة في كونتيَّة الرُّها وغربيّ الفُرات. وقرر هذا السُلطان القيام بِهُجُومٍ على مُرعش، فتجهَّز ريموند پواتييه لِلقائه، فما كان منهُ إلَّا أن طلب من نُور الدين محمود مُهاجمة مُمتلكاته حتَّى يُخفف الضغط عن قُوَّاته، فاستجاب نور الدين لِطلبه. اجتاح الزنكيُّون القُرى التابعة لِإمارة أنطاكية، وأغار في ربيع سنة 543هـ المُوافقة لِسنة 1149م، على الإقليم المُحيط بِحارم على الضفَّة الشرقيَّة لِنهر العاصي، ودمَّر ما فيها من قُرى استوطنها الإفرنج ومواليهم، واتجه جنوبًا لِيُحاصر قلعة إنِّب على الضفَّة الشرقيَّة لِنهر العاصي قُرب معرَّة النُعمان، فخرج ريموند پواتييه وحُلفاؤه الحشَّاشين بِزعامة عليّ بن وفا لِلتصدي له، وقد أخطأ ريموند پواتييه عندما أرسل مددًا إلى حامية إنِّب فتناقص عدد أفراد جيشه البالغ أربعة آلاف فارس وألف راجل، فمالت الكفَّة إلى المُسلمين الذين بلغ تعداد جيشهم ستَّة آلاف فارس، ولمَّا أدرك نور الدين ما أضحى عليه الجيش الصليبي من ضعف، زحف باتجاهه، والتقى الجمعان في المُنخفض قُرب عين مُراد، في السهل الواقع بين إنِّب ومُستنقع الغاب، فدارت بينهما رحى معركةٍ شديدة انتصر فيها المُسلمون ودُمِّر الجيش الصليبي تدميرًا، ولقي كُلٌ من ريموند پواتييه وعليّ بن وفا مصرعهما، فكان ذلك نصرًا إسلاميًّا واضحًا، ابتهج به المُسلمون ابتهاجًا كبيرًا في كُلٍ من الشَّام والعراق ومصر والأناضول. اضطربت أحوال أنطاكية بعد تدمير جيشها ومقتل أميرها سالف الذِكر، فاستغلَّ نور الدي محمود هذه الأوضاع القلقة وأغار على أراضي الإمارة لِتتم لهُ السيطرة على الوادي الأوسط لِنهر العاصي، ففتح أرزجان وتل كشفان وأرتاح وحارم، ثُمَّ توجَّه نحو الغرب حيثُ ظهر أمام أسوار أنطاكية وضرب الحصار عليها، وامتدَّت غاراته حتَّى بلغت السُويديَّة، ميناء أنطاكية الرئيسي، كما حاصر حصن أفامية حتَّى اضطرَّ أهله إلى طلب الصُلح والأمان، فمُنحوا إيَّاه وسلَّموا البلد لِلمُسلمين. وحيثُ أدرك نور الدين صُعُوبة فتح مدينة حصينة كأنطاكية دون استعدادٍ كافٍ، وبِخاصَّة أنَّ المدينة ستتلقَّى نجدات سريعة من مملكة بيت المقدس وكونتيَّة طرابُلس، وبلغهُ في نفس الوقت وفاة كُلٍ من مُعين الدين أنُر المُهيمن على أُمور دمشق، وسيف الدين غازي صاحب الموصل، اضطرَّ إلى مُغادرة شماليّ الشَّام لِينصرف إلى الأوضاع التي استجدَّت على أثر وفاة هذين الحاكمين، فعقد هدنةً مع إيميري الليموجي، بطريرك أنطاكية اللاتيني، وانسحب بِقُوَّاته.

### الصراع بين الأخوين قُطُب الدين ونُورُ الدين
تُوفي سيف الدين غازي أمير الموصل  في شهر جُمادى الآخرة سنة 544هـ المُوافق فيه شهر تشرين الأوَّل (أكتوبر) سنة 1149م، بعد أن حكم ثلاث سنوات وشهرًا وعشرين يومًا، وخلفه أخوه قُطب الدين مودود فتسلَّم ما كان لِأخيه من البلاد التابعة لِدولة الموصل، وسانده الأميران جمال الدين الأصفهاني وزين الدين عليّ الكُجُك. تعرَّضت العلاقات بين الموصل وحلب في بداية حُكم قُطب الدين مودود لِأزمةٍ خطيرة، كادت أن تسبب في اندلاع الحرب بين الأخوين، وسط تربُّص الصليبيين، وترقُّب الخلافة العبَّاسيَّة والسلطنة السُلجُوقيَّة؛ لولا أن تدارك أتابك الموصل الأمر، ووضع حدًا لِلنزاع مع أخيه. ويبدو أنَّهُ كان لِأُمراء الموصل نصيبٌ في إذكاء روح التباغض بين الأخوين بِفعل تنافسهم على النُفُوذ. فقد رأى بعض هؤلاء، وفي طليعتهم المُقدَّم عبد الملك صاحب سنجار، أنَّ نور الدين محمود أحق بِولاية الموصل من أخيه قطب الدين مودود لأنه أكبر سنًا منه، ومن جهةٍ أُخرى كان هذا الأمير يخشى من تصاعد نُفُوذ كُلٌ من جمال الدين الأصفهاني وزين الدين علي الكُجُك. ودعا عبد الملك، نور الدين محمود لِتسلُّم الحُكم في الموصل عقب وفاة سيف الدين غازي. ويبدو أنَّ صاحب حلب داخله الطُمُوح، إذ كان يعُد نفسه صاحب الحق الشرعي في خِلافة أخيه، وراودته فكرة ضم إمارة الموصل إلى إمارة حلب لِإتمام الجبهة الإسلاميَّة المُتحدة في مُواجهة الصليبيين، لِذلك أسرع إلى سنجار يصحبه سبعون فارسًا من أكابر دولته وأُمرائه وفيهم أسد الدين شيركوه ومجد الدين أبي بكر ابن الداية، وما أن وصلها حتَّى تسلَّمها. سبَّب دُخُول نور الدين محمود مدينة سنجار ردَّة فعل عنيفة في الموصل، إذ عدَّ قطب الدين مودود هذا العمل بِمثابة اعتداء مُباشر على أملاكه، لِذلك تجهَّز لِلخُرُوج بعساكره نحو المدينة المذكورة لِوضع حدٍ لِتحدِّيات أخيه، واصطحب معه وزيره الأصفهاني وأمير جيشه الكُجُك، وعسكر في تل يعفر. وأرسل الأميران الأصفهاني والكُجُك كتاب احتجاج إلى نور الدين محمود ينكران عليه إقدامه على ضم سنجار، وأنذراه بِالحرب إن لم يرحل عن المدينة. لكنَّ صاحب حلب لم يعبأ بِهذا الإنذار، ورفض التخلِّي عن سنجار من حيث أنَّهُ أكبر من أخيه مودود ويحق له تدبير أُمُوره، ولِأنَّ قُدومه كان نُزولًا عند رغبة أُمراء الموصل الذين يكرهون استئثار الأميرين المذكورين بِالنُفُوذ، كما يبدو أنَّ قسمًا من جيش الموصل انفصل وانضمَّ إلى جيش نور الدين، ممَّا أضعف موقف قُطب الدين وأُمرائه المُوالين له. تجاه هذا الوضع السياسي، اضطرَّ قُطب الدين مودود إلى مُصالحة أخيه كي لا يُتيح الفُرصة لِلصليبيين بِأن يتوسعوا على حسابهما، بِالإضافة إلى أنَّهُ سوف يُحرِّك أطماع الخِلافة العبَّاسيَّة والسلطنة السُلجُوقيَّة، الأمر الذي يُؤدي إلى اختلال موازين القوى في المنطقة لِصالح هؤلاء. ونتيجةً لِلمُفاوضات التي جرت بين الجانبين تقرَّر أن يتنازل قُطب الدين عن حِمص والرَّحبة والرقَّة لِنُور الدين مُقابل أن يرحل عن سنجار، لِأنَّ هذه المدينة أقرب المواقع إلى الموصل، وأهم معاقل الجزيرة الفُراتيَّة تأثيرًا على أوضاعها. وفعلًا، رحل نور الدين محمود عن سنجار بعد أن أخذ ما كان فيها من الأموال والذخائر التي تركها فيها والده عماد الدين، لِلإنفاق على عساكره الكثيرة التي تتحمَّل عبء مُواجهة الصليبيين. وانتهت بِذلك الأزمة بين الأخوين وعاد الوفاق بينهما، واتحدا لِمُقاومة الصليبيين.

### تصفية كونتيَّة الرُّها

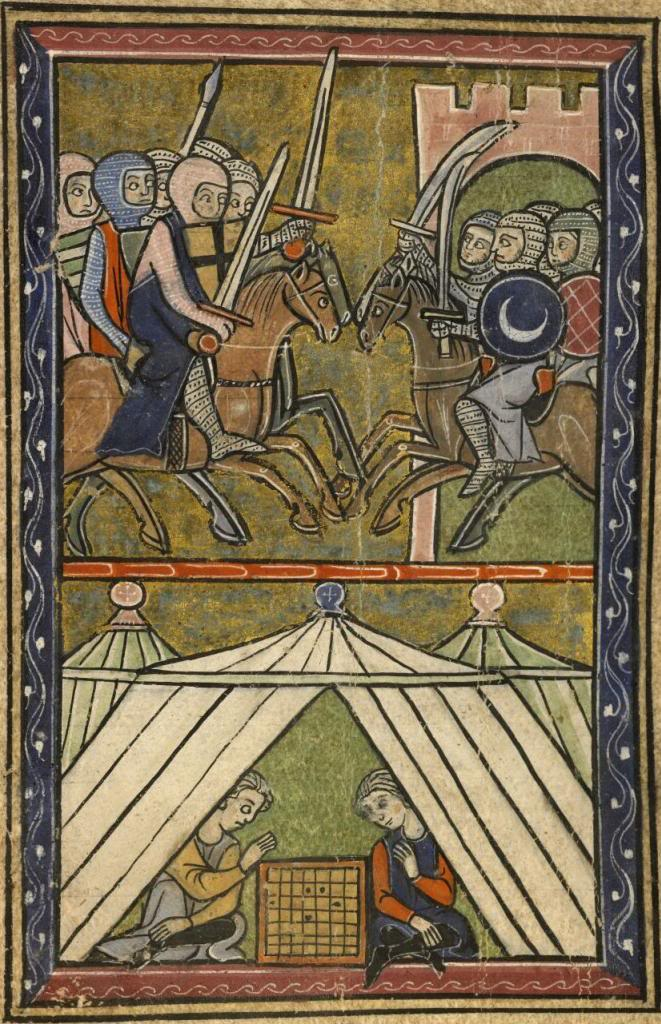
مُنمنمة فرنسيَّة تُصوِّر اقتتال المُسلمين والصليبيين بينما يقبع جوسلين الثاني في خيمته.

في الوقت الذي فشلت فيه الحملة الصليبيَّة الثانية في تحقيق أهداف الصليبيين في الشَّام، كان جوسلين الثاني كونت الرُّها لا يزال قابعًا في قاعدته تل باشر، يُشرفُ على بقيَّة المعاقل التابعة لِكونتيَّته وهي سميساط وقلعة الروم ودُلُوك والراوندان وقورس، ثُمَّ مُرعش وأعزاز من ناحية الشمال على حُدود إمارة أنطاكية. ومن الواضح أنَّ الصليبيين على الرُغم من وُجود جوسلين الثاني، افتقروا، بعد مقتل ريموند پواتييه أمير أنطاكية، إلى رجُلٍ قويٍّ يقودهم ويتولَّى الدفاع عن مصالحهم في الأطراف الشماليَّة من العراق والشَّام، لِأنَّ حاكم الرُّها لم يكن على مُستوى الأحداث، فلم يستطع النُهُوض بِذلك العبء، لِما عُرف عنه من حُب الترف والدعة. وبدلًا من أن يقوم هذا الرجل باسترداد مُمتلكاته التي خسرها مُؤخرًا، أخذ يُغير على الأديرة الواقعة عند أطراف نهر الفُرات.
أتاح هذا الفراغ القيادي في الجبهة الصليبيَّة، لِلأطراف الإسلاميَّة، وهم الأراتقة وسلاجقة الروم والزنكيين؛ تصفية بقايا كونتيَّة الرُّها. وقد تمكَّن الأراتقة خلال هذه المرحلة، من استعادة بعض المواقع الصليبيَّة القريبة من إمارتهم مُستغلين ضعف المعاقل الباقية من كونتيَّة الرُّها نتيجة الضربات التي تلقَّتها من نور الدين محمود، ومن مسعود بن قلج أرسلان سُلطان سلاجقة الروم، فنجحوا في استعادة بابولا وكركر وحصن منصور وسميساط والبيرة وقورس وكفرسوت. كما تمكَّن سُلطان سلاجقة الروم من فتح عينتاب ودُلُوك وكيسوم وبهسنا ورعبان، أمَّا نورُ الدين فقد جمع عساكره وتوجَّه في شتاء سنة 544هـ المُوافقة لِسنة 1150م لِقتال جوسلين الثاني، فهزمه وانتزع منه تل باشر وأعزاز، ولم يلبث صاحب الرُّها أن وقع في أيدي بعض التُركمان نتيجة كمينٍ نصبوه له، فأرسلوه إلى نور الدين الذي أمر بِسجنه في قلعة حلب بعد أن سمل عينيه، ومات في سجنه هذا بعد تسع سنواتٍ، أي سنة 554هـ المُوافقة لِسنة 1159م.
ترك وُقُوع جوسلين الثاني في الأسر ما تبقَّى من حطام كونتيَّة الرُّها دون مُدافع، فسقطت كُّلُّها في أيدي المُسلمين في عمليَّاتٍ عسكريَّةٍ مُتتالية، وبِذلك زالت كونتيَّة الرُّها من الوُجُود، وعادت أراضيها إلى ديار الإسلام، الأمر الذي هيَّأ لِنور الدين محمود فُرصة التدخُّل في أُمُور دمشق، والعمل على ضمِّها إلى الجبهة الإسلاميَّة في الشَّام.

### ضم دمشق

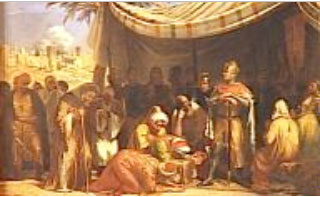
بلدوين الثالث يتسلَّم عسقلان من حاميتها.

استغلَّ بلدوين الثالث ملك بيت المقدس الأوضاع المُضطربة والفوضى السياسيَّة القائمة في الدولة الفاطميَّة (مُنذُ النصف الأوَّل من القرن الثاني عشر الميلادي) لِيُوجِّه نشاطه الحربي إلى مصر ويقضي على أحد أبرز معاقل المُسلمين الذي يُمثِّلُ خزَّانًا بشريًّا هائلًا يُمكن أن يُهدد الصليبيين في الشَّام بحال اتحد المُسلمون في البلاد سالِفة الذِكر وفي مصر، وكي يُمهِّد لِهذه العمليَّة كان لا بُدَّ لهُ من الاستيلاء على عسقلان، وهي القاعدة الوحيدة التي بقيت لِلفاطميين بِفلسطين، ويتخذها قاعدةً للانطلاق نحو مصر، فظهر أمام أسوارها في شهر ذي الحجَّة سنة 547هـ المُوافق فيه شهر آذار (مارس) سنة 1153م، وحاصرها بضعة أشهر حتَّى اضطرَّت حاميتها إلى التسليم لقاء الأمان، ودخل الصليبيُّون إلى المدينة يوم 30 جُمادى الأولى 548هـ المُوافق فيه 22 آب (أغسطس) 1153م. قوي الصليبيُّون بِمُلكهم عسقلان، وأصبحوا على جانبٍ كبيرٍ من البأس، فطمعوا بِدمشق، واستضعفوا حاكمها مُجيرُ الدين أبُق البوري، وتابعوا الغارات على أعماله، فسارع الأخير ومُستشاريه إلى الارتماء في أحضان الصليبيين حرصًا على سلامتهم، فدخلت المدينة تحت حماية الإفرنج، وتقرَّر أن يدفع الدمشقيُّون ضريبة سنويَّة لهم. كانت ردَّة الفعل قويَّة عند نُور الدين محمود لِسُقُوط عسقلان، إذ فتحت بابًا جديدًا لِلصراع بينه وبين مملكة بيت المقدس، بعد أن خطا الصليبيُّون خُطوةً إلى الأمام نحو أبواب مصر التي لم تكن مُوصدة بِإحكام، كما أثارت هذه الكارثة طُمُوحه لِتوحيد الشَّام - كما أراد والده عماد الدين قبله - عبر القضاء على البيت البوري في دمشق، وقد مالت الكفَّة لِصالح الزنكيين هذه المرَّة بسبب موقف أهالي دمشق من حاكم مدينتهم ومن الصليبيين، إذ ضاقوا ذرعًا بِالأخيرين وقلَّت حُرمة مُجيرُ الدين عندهم بعد أن برهنت الأُسرة البوريَّة على خيانتها لِلمُسلمين. 

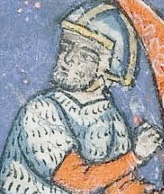
رسمٌ إفرنجيٌّ لِلملك العادل نور الدين محمود الزنكي.

بناءً على هذا، عمل نور الدين على تهيئة الظُروف التي تُمكِّنه من دُخُول المدينة دون مُعارضة أو متاعب يُسببها له البُوريُّون، فتقرَّب من مُجيرُ الدين أبُق وأوهمه بِرغبته في تناسي الماضي، وأظهر لهُ المودَّة، ووصله بِالهدايا حتَّى وثق به. وحرص في الوقت نفسه على الإيقاع بينه وبين كبار رجال دولته المُعارضين لِلمشروع الزنكي بِضم دمشق إلى الجبهة الإسلاميَّة المُوحدة، والذين كانوا يُوالون الصليبييين، فكان يبعث إليه بِرسائل بين الحين والآخر يُخبره بِأنَّهُ  تلقَّى عُروضًا من بعض أُمراء دمشق لِلتدخُّل ضدَّه، ولكنَّهُ رفض ذلك حرصًا على المودَّة التي يُكنَّها له. نجحت خطَّة نور الدين في تحقيق الأهداف التي أُعدَّت لِأجلها، فقد وقع الخلاف بين مُجيرُ الدين أبُق وأعوانه، فقبض على كثيرٍ من رجال دولته وقتل بعضهم وسجن بعضًا، وأبعد البعض الآخر عن مناصب الإدارة، كما قتل مُستشاره المُقرَّب عطاء بن حفَّاظ السلمي، الذي كان من أشد الناس دهاءً وجُرأة وحرصًا على استقلال دمشق، فوقف على أهدف نور الدين محمود ومراميه وتصدَّى له، لِذلك سعى نور الدين لِلإيقاع به عند مُجير الدين أبُق الذي لم يحجم عن قتله، وهلَّل أهالي دمشق لِهذا وفرحوا لِأنَّ المقتول كان قد مدَّ يده في الظُلم، وأفرط بِالاحتجاب، وقصَّر في قضاء الأشغال، فنهب العوام بُيُوته وبُيُوت أصحابه ما أن أُعدم. واستمرَّت حالة الغليان الشعبي في دمشق نتيجة إقدام مُجير الدين أبُق على إنزال العقاب ببعض الأهالي ظنًا منه أنَّهم يتآمرون عليه، ففقد الأخير عطف الخاصَّة والعامَّة من أهل المدينة، الذين تحوَّلت أنظارهم إلى الزنكيين كمُخلصين، حتَّى أنَّ الشاعر ابن مُنير الطرابُلسي قال قصيدةً يمدحُ فيها نُورُ الدين، ويذكُرُ لهُ دمشق، ويُحرِّضه على أخذها:

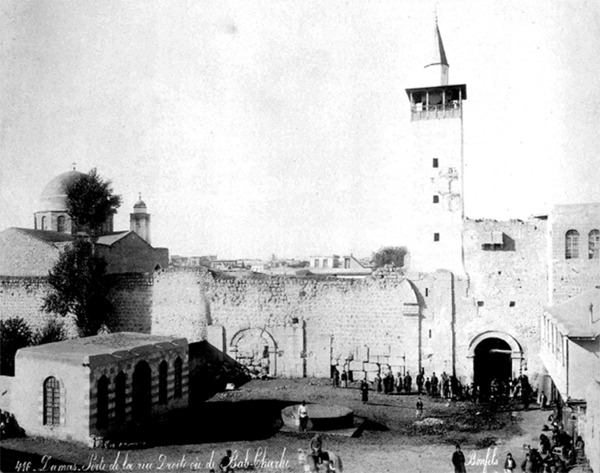
باب شرقي، أحد أبواب مدينة دمشق كما بدا سنة 1880م. دخل الزنكيُّون إلى المدينة من خلاله.

ولمَّا أيقن نُورُ الدين محمود من تأزُّم الوضع الداخلي، وأنَّ الظُرُوف باتت مُهيَّئةً لِتدخُّله، وأنَّهُ لن يُواجه مُقاومة داخليَّة، راسل الأحداث في دمشق، ووعدهم بِالإحسان إليهم ورفع الظُلم عن الناس، واستقطبهم إلى جانبه، فوعدوه بِالتسليم إليه. ولمَّا حضر نور الدين إلى دمشق أدرك مُجيرُ الدين أبُق أنَّهُ وقع في الفخ، فرفض فتح الأبواب وتسليم المدينة، وأرسل يستنجد بِحُكَّام مملكة بيت المقدس، مُتعهدًا بِمنح بلدوين الثالث الأموال، وقلعة بعلبك، وبعض مناطق سهل البقاع وفيرة الإنتاج، إن هو صدَّ الزنكيين عن دمشق. وفي الوقت الذي أبطأ فيه بلدوين الثالث لِنجدة البوريين، كان نور الدين وجيشه قد دخلوا المدينة عن طريق أعوانه من حرسها وأهلها بعد مُناوشاتٍ مع جيش مُجير الدين أبُق الذي عجز عن دفع الهُجُوم، واحتمى بِالقلعة، ثُمَّ استسلم خِلال بضع ساعات، فأبقى نور الدين على حياته وأقطعهُ حِمص وأعمالها، فتولَّاها بضعة أسابيع ثُمَّ قرَّر أن يُغادرها إلى بغداد حيثُ عاش فيها حتَّى وفاته. أمَّا نُور الدين فقد استقبلهُ أهلُ دمشق بِكُل مظاهر الفرح، فبادر إلى إغراق المدينة بِالمُؤمن، وألغى المُكُوس المفروضة على الخُضار والغِلال، مما جعل الدماشقة، يركنون إليه ويطمئنون إلى حُكمه. وبِضمِّ دمشق، صفت الممالك بِالشَّام لِنُور الدين محمود، وقامت دولة إسلاميَّة مُتحدة قادرة على ضرب الصليبيين في عقر دارهم، وأخذ نجمُ نُور الدين في الصُعُود.

### سنوات القلق (550 - 557هـ \ 1155 - 1162م)
خلا الجو السياسي لِنُور الدين محمود بعد ضمِّ دمشق لِينصرف إلى تحقيق الشطر الثاني من الإرث الزنكي وهو جهاد الصليبييين وطردهم من ديار المُسلمين واسترجاع البلاد التي احتلُّوها. وتوضَّحت لهُ خطَّة هذا الجهاد بعد أن شكَّلت مملكة بيت المقدس حجر عثرة في طريق إتمام الوحدة الإسلاميَّة، لِذلك اتجه تفكيره الجديد نحو هذه المملكة لِلقضاء عليها أو إضعافها تحسبًا لما قد تقوم به من دورٍ لِحماية نفسها وحماية الإمارات الصليبيَّة الأُخرى منه. لكن كان هُناك من الدوافع ما منعهُ من الاسترسال في مُهاجمتها؛ ذلك أنَّهُ انصرف إلى ترتيب أوضاع دولته بِالإضافة إلى بُرُوز مشاكل مع سلاجقة الروم، مما يُضعضع وحدة المُسلمين، لِذلك رأى نفسه أنَّهُ بحاجةٍ إلى هدنةٍ تسمح لهُ بِتوطيد نُفُوذه في البلاد التي ضمَّها، في الوقت الذي كان فيه بلدوين الثالث لا يرغب هو الآخر في القيام بِأعمالٍ عدائيَّةٍ ضدَّ الزنكيين، إلى أن يتمكَّن من إيقاف الموجات الحربيَّة الآتية من مصر، وبِخاصَّةٍ الغارات التي كان يشُنُّها الأُسطول الفاطمي على سواحل الشَّام الخاضعة لِمملكة بيت المقدس. بناءً على هذا، هادن نور الدين مملكة بيت المقدس وانصرف إلى علاج المُشكلات الداخليَّة. شهدت السنوات السبع المُمتدة بين سنتيّ 550 و557هـ المُوافقة لما بين سنتيّ 1155 و1162م، وفاة السُلطان مسعود بن قلج أرسلان السُلجوقي صاحب قونية، وخلفه ابنه عز الدين قلج أرسلان الذي واجه في مُستهل حياته السياسيَّة مشاكل كثيرة لعلَّ أهمها ثورة أخيه شاهنشاه ضدَّ حُكمه، فاستغلَّ جيرانه الدانشمنديُّون والبيزنطيُّون والأرمن والزنكيُّون انشغاله بِالصراع الداخلي، وحاول كُلٌ منهم السيطرة على قسمٍ من دولة سلاجقة الروم، فحرص نور الدين على ضم البلاد التي كانت ضمن كونتيَّة الرُّها السابقة وأخذها سلاجقة الروم بعد سُقُوط الكونتيَّة المذكورة، خوفًا من سُقُوطها في أيدي الصليبيين أو البيزنطيين، فضمَّ عينتاب ورعبان ودُلُوك، لكنَّهُ لم يلبث أن أعادها لِلسُلطان السُلجوقي قلج أرسلان بعد أن استقام لهُ الأمر ووطَّد مُلكه.

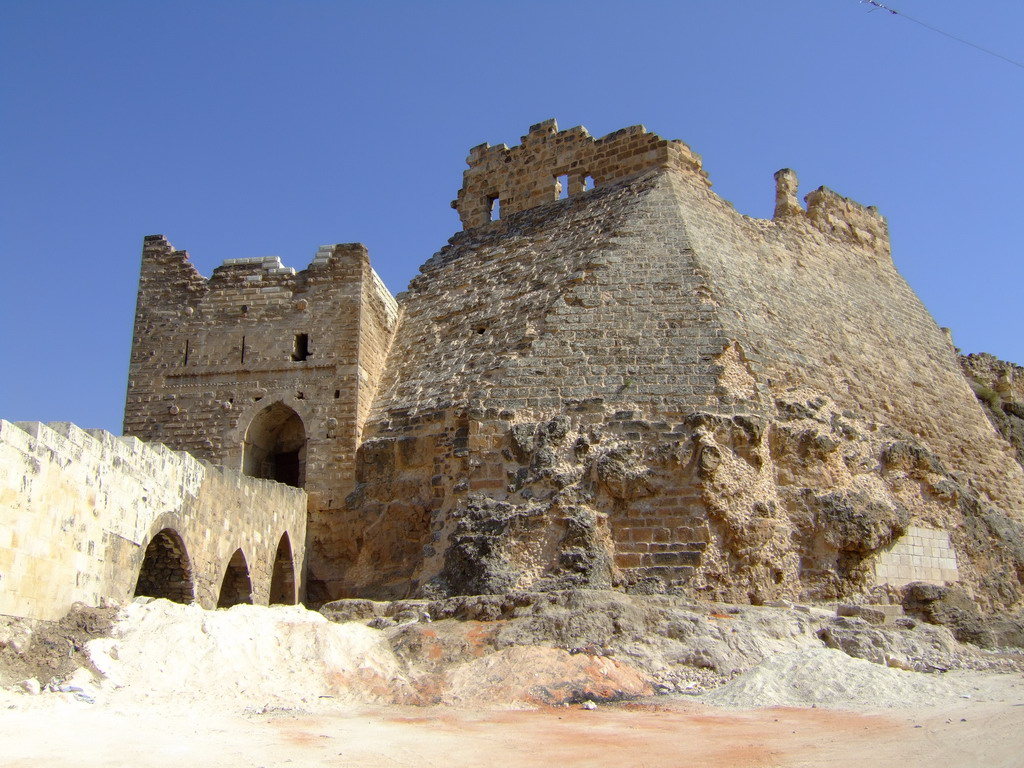
قلعة شيزر. دُمِّرت على رأس من كان فيها من أُمراء بني مُنقذ خِلال الزلزال العظيم الذي ضرب الشَّام سنة 552هـ المُوافقة لِسنة 1157م.

شهدت هذه الفترة أيضًا بُزُوغ نجم الفارس الصليبي أرناط، الذي تزوَّج قسطنس أميرة أنطاكية، وأصبح بِمُوجب هذا الزواج حاكم تلك الإمارة. واشتهر أرناط عند المُؤرخين بِشدَّته على المُسلمين وقلَّة حفظه لِلعُهُود معهم، فما أن تولَّى الإمارة حتَّى أرسل، في أوائل سنة 551هـ المُوافقة لِسنة 1156م، قُوَّةً عسكريَّةً هاجمت حلب وعاثت فسادًا في بعض أعمالها، فهاجمه نور الدين وأجبره على المُهادنة. وفي هذه السنة أيضًا، ضربت الشَّام سلسلة من الزلازل توالت في تلاحُقٍ وقُوَّةٍ كأنما مادت الأرض بمن عليها. فابتداءً من شهر شعبان، وقعت سلسلة من الزلازل شعر بها الناس في سائر أنحاء بلاد الشَّام، استمرَّت حتَّى شهر شوَّال، بلغت نحو الأربعين زلزلة، فانهدمت مواقع كثيرة في حلب وحماة وأفامية وانهارت منازل كثيرة. تجدَّد وُقُوع الزلازل ابتداءً من شهر صفر سنة 552هـ المُوافق فيه شهر نيسان (أبريل) سنة 1157م، واستمرَّت بِشكلٍ مُتقطِّعٍ حتَّى شهر ذي القعدة المُوافق فيه شهر كانون الأوَّل (ديسمبر)، وتعرَّض وادي نهر العاصي لِزلزلةٍ بالغة العُنف حيثُ بلغ الضرر في حماة من الشدَّة ما حمل المُؤرخين على أن يُطلقوا عليها اسم «زلزال حماة»؛ فقد انهدمت حماة وقلعتها وسائر دورها ومنازلها، وانهارت المنازل في حلب وكفرطاب وأفامية وشيزر، فمات عشرات الآلاف من الناس، وطالت أضرار الزلزال كلُ من دمشق وحِمص ومعرَّة النُعمان وطرابُلس الشَّام وبيروت وصُور. وتوالى وُقُوع الزلازل في سنة 553هـ المُوافقة لِسنة 1158م، إنما لم تكن بِالشدَّة نفسها، وقد شُغل المُسلمون والصليبيُّون جميعًا بِهذه الزلازل وانصرفوا إلى عمارة ما تخرَّب أو تهدَّم من المُدن والقلاع، فتوقفت بِذلك العمليَّات العسكريَّة لِفترةٍ من الزمن. 

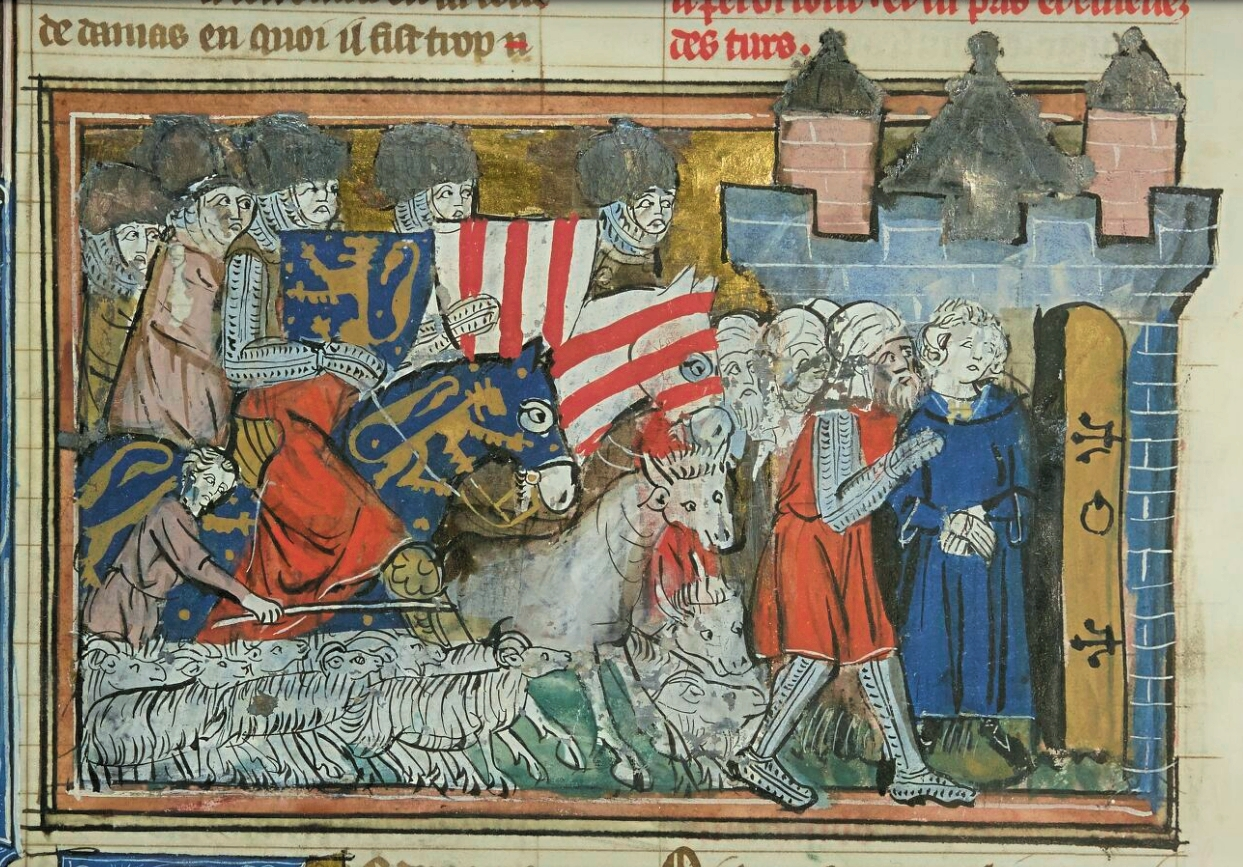
مُنمنمة إفرنجيَّة تُصوِّر اقتياد أرناط إلى السجن في حلب، وخلفه الأنعام (الماشية) التي غنمها من غاراته على الرُعاة.

وفي الفترة المُمتدَّة بين سنتيّ 552 و553هـ المُوافقة لِما بين سنتيّ 1157 و1158م، أُصيب نُور الدين محمود بمرضٍ خطيرٍ أشرف بسببه على الموت، فأوصى بانتقال مُلكه إلى أخيه قطب الدين مودود، وجمع أُمرائه وأخبرهم بِذلك وأوصاهم بِالطاعة له، على أنه لم يلبث أن شُفي من مرضه، لكنَّهُ قرَّر رُغم ذلك أن يجعل ولاية العهد لِقُطب الدين بِسبب سداد رأيه وصحَّة اعتقاده وعدله بين أهالي الموصل. خلال هذه الفترة كذلك، حاول الصليبيُّون والبيزنطيُّون استغلال مرض نور الدين لِإنشاء تحالُفٍ جديدٍ ضدَّ المُسلمين في الشَّام، لكنَّ فكرة هذا التحالف باءت بِالفشل، واضطرَّ الصليبيُّون إلى الاعتماد على أنفُسهم في صراعهم مع المُسلمين، فأغار بلدوين الثالث على نواحي دمشق وحوران وعاث فسادًا في نواحيها، واستباح لِجُنده كُل البلاد المُمتدة من بُصرى حتَّى دمشق، كما أغار أرناط صاحب أنطاكية على أعمال مُرعش، فقتل الكثير من الرُعاة وسلبهم أغنامهم وأبقارهم وجمالهم وخُيُولهم، وبينما كان عائدًا إلى أنطاكية، وقع في كمينٍ نصبه له نائب حلب مجدُ الدين بن الداية، فأُسر مع عددٍ من رجاله وأُلقي بهم في السجن، مما أدَّى إلى اضطراب أحوال إمارة أنطاكية بعد أن فقدت حاكمها. وفي يوم 20 صفر 557هـ المُوافق فيه 10 شُباط (فبراير) 1162م، تُوفي ملك بيت المقدس بلدوين الثالث بعد أن مرض لِفترةٍ وجيزة، فاقترح أعوان نور الدين محمود عليه أنَّ الوقت قد حان لِلقيام بِهُجُومٍ عامٍ على الصليبيين، غير أنَّهُ رفض قائلًا أنهُ لن يُزعج قومًا يندبون فُقدان ملكهم.

### استرجاع حارم ومُهاجمة طرابُلس الشَّام

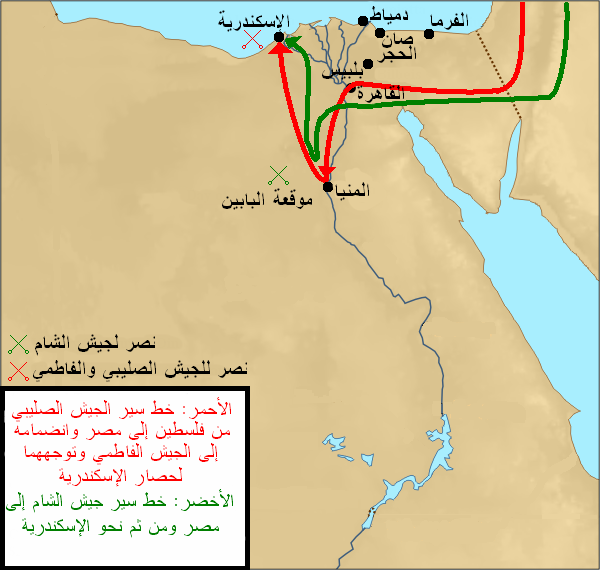
خط سير جيش الشَّام من دمشق إلى مصر ومعاركه مع الفاطميين والصليبيين.

بعد وفاة الملك بلدوين الثالث، تُوِّج أخيه عمُّوري ملكًا في كنيسة القيامة باسم «عمُّوري الأوَّل». وما أن جلس الملك الجديد على عرشه حتَّى قرَّر توسيع رُقعة مُمتلكاته باتجاه مصر واستكمال ما كان بلدوين الثالث قد بدأه حينما استولى على عسقلان، ذلك لأنَّ الانتصارات المُتتالية لِلمُسلمين بِقيادة نور الدين محمود جعلت الكيان الصليبي في طريقه إلى الانهيار، كما أنَّ سيطرة نور الدين على البلاد المصريَّة تعني تعريض الإمارات الصليبيَّة لِلحصار والزوال، لِذلك كان لا بُد لِلصليبيين من أن يُسيطروا على مصر لِضمان سلامتهم. شهدت مصر في تلك الفترة صراعًا على السُلطة بين الطامعين في منصب الوزارة، كان من نتيجته مقتل الوزير طلائع بن رُزَّيك، ثُمَّ ابنه، ثُمَّ تولِّي شاور بن مُجير السعدي وخلعه على يد ضرغام بن عامر اللخمي، فلجأ شاور إلى الشَّام واستنجد بِنُور الدين محمود، فأحسن الأخير استقباله وأكرم مثواه وأنعم عليه، وعلم منه ما آلت إليه الأوضاع في الدولة الفاطميَّة، وفي الوقت نفسه أرسل الوزير الجديد ضرغام بن عامر إلى ملك بيت المقدس مُحاولًا اكتساب تأييده لِيُدافع عنه ضدَّ أي هجوم قد يقوم به شاور بِمُعاونة الزنكيين، فازداد الملك الصليبي طمعًا بِمصر. أرسل نور الدين جيشًا عرمريًّا إلى مصر في شهر جُمادى الآخرة سنة 559هـ المُوافق فيه شهر نيسان (أبريل) سنة 1164م، وجعل أسد الدين شيركوه على رأسه، وأمره بإعادة شاور إلى منصبه والانتقام ممن نازعه في الوزارة، فخرج شيركوه لتنفيذ مُهمته مُصطحبًا معه ابن أخيه يُوسُف بن أيُّوب، وحتَّى يصرف أنظار الصليبيين عن التعرُّض لِلحملة، ويُؤمِّن على حياة أفرادها، قرَّر نور الدين مُهاجمة الأطراف الشماليَّة لِمملكة بيت المقدس المُجاورة لِدمشق لِتحويل أنظار الصليبيين عن مصر.
أرسل نور الدين إلى أخيه قطب الدين مودود صاحب الموصل يطلب منه التعاون على قتال الصليبيين وإشغالهم عن مصر بقدر الإمكان، فلبَّى قطب الدين طلب أخيه وأتى بِعساكر الموصل لِلمُشاركة في الجهاد. ولمَّا بلغت أنباء مسير الزنكيين مسامع الصليبيين، شكَّلوا حلفًا لِمُواجهتهم ضمَّ بوهيموند الثالث أمير أنطاكية، والقمص ريموند الثالث كونت طرابُلس، وقسطنطين كولومان دوق قيليقية البيزنطي، وطوروس الثاني الأرمني، بالإضافة إلى جماعاتٍ من الإسبتاريَّة والداويَّة. وقد أدَّى عسكر الموصل دورًا كبيرًا في هذه الحملة وتحقيق النصر على الجُيُوش الصليبيَّة، وكان علي الكُجُك (كوجك) في مُقدِّمة القادة المُسلمين الذين ظهروا على الصليبيين، فأفناهم قتلًا وأسرًا. وسار الزنكيُّون عقب هذا الانتصار إلى حارم ففتحوها يوم 22 رمضان 559هـ المُوافق فيه 12 آب (أغسطس) 1164م. ولمَّا كان القمص ريموند الثالث كونت طرابُلس قد وقع في الأسر خِلال هذه المعركة، اتفق الأخوان نور الدين وقُطب الدين على مُهاجمة كونتيَّته واسترداد ما أمكن من بلادها، فأغارا على النواحي المُحيطة بِحصن الأكراد، ثُمَّ اتجها بِقُوَّاتهما إلى الشمال الشرقيّ من طرابُلس، ونزلا على عرقة، وحاصرا جبلة وخرَّباها، ثُمَّ فتحا العريمة وصافيتا، ثُمَّ قصدا بانياس السَّاحل، وخرَّبا سور قلعة هونين، واكتفيا بِذلك. وعاد قُطب الدين مودود بِجيش الموصل، بعد انتهاء الأعمال العسكريَّة، بعد أن أقطعه نور الدين محمود مدينة الرقَّة على الفُرات.

### ضم مصر وسُقُوط الدولة الفاطميَّة

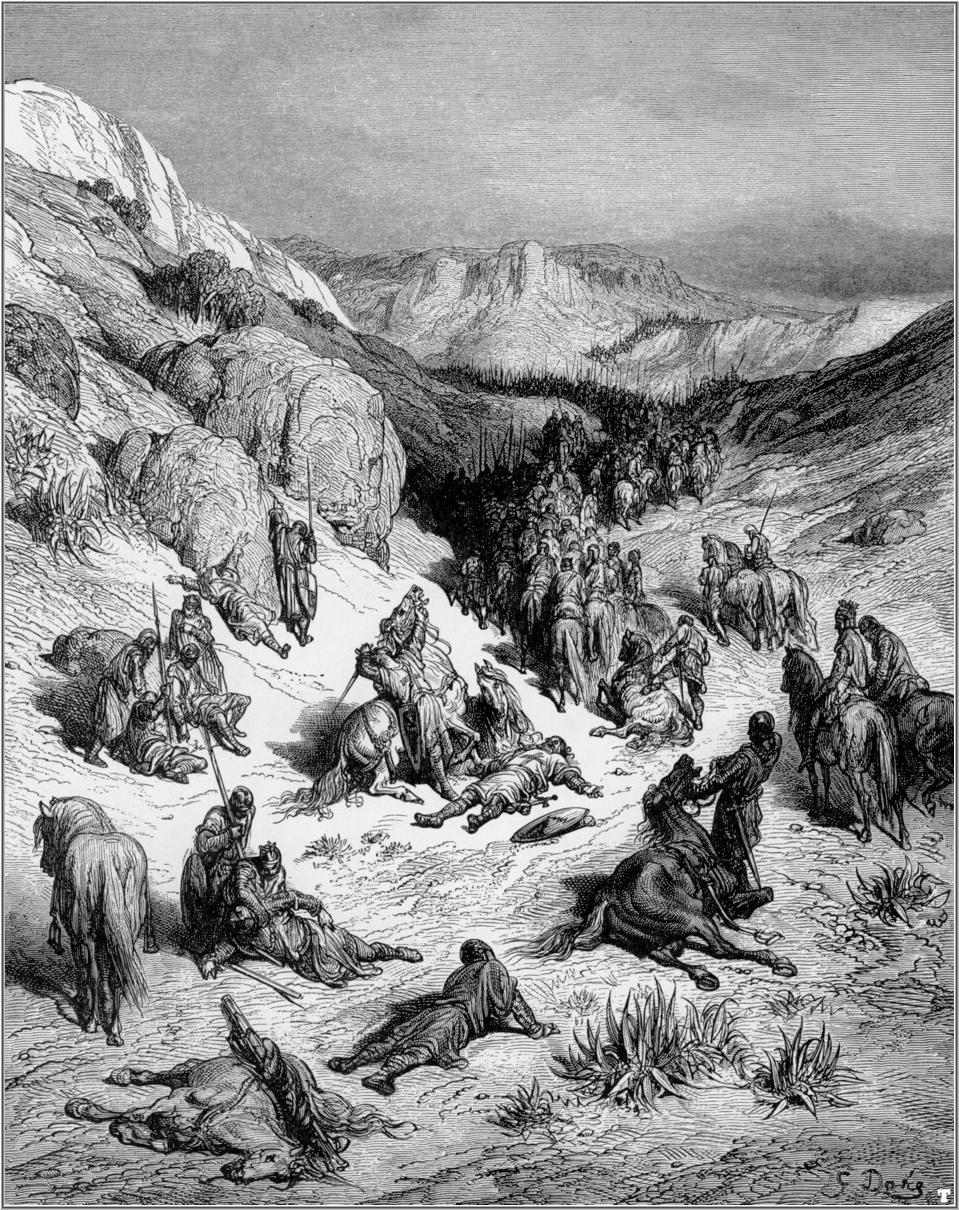
جيش الشَّام أثناء زحفه على مصر.

أنزل أسد الدين شيركوه هزيمةً ساحقةً بالوزير الفاطمي ضرغام انتهت بِقتله وتفرُّق أعوانه، وأعاد شاور إلى منصبه في الوزارة مُجددًا، وأقام مُعسكرًا لِجيش الشَّام خارج أسوار القاهرة، وأرسل إلى نور الدين يُبشِّره بِالنصر. ولمَّا ضمن شاور عودته إلى منصب الوزارة، غدر بأسد الدين وأساء مُعاملة الناس، وتناسى وعوده التي أقطعها لِنُور الدين وهي تحمُّل نفقات الحملة وتأمين إقامة شيركوه وجيش الشَّام في مصر، وطلب من الأخير مُغادرتها، فرفض شيركوه وقرَّر أن يتحصَّن مع جيشه في مدينة بلبيس، فما كان من شاور إلَّا أن راسل ملك بيت المقدس يطلب منه إنقاذه من جيش الشَّام وطردهم من مصر. استجاب الملك الصليبي لِطلب شاور وسار إلى مصر في شهر رمضان سنة 559هـ المُوافق فيه شهر آب (أغسطس) 1164م، وضرب الحصار على بلبيس بِالتعاون مع الجيش الفاطمي، ولمَّا أيقن نور الدين أنَّ جيش الشَّام الموجود في مصر غير قادر على الصمود بوجه جيش بيت المقدس، هاجم مُمتلكات الصليبيين وضغط عليها حتَّى أجبر الملك عمُّوري بِالدُخول في مُفاوضات لِلانسحاب من البلاد المصريَّة، فوافق على ذلك وتقرَّر أن يُغادر الصليبيُّون والزنكيُّون ويُسلِّموا البلاد لِلفاطميين. أمضى نور الدين السنتين التاليتين وهو يقوم بِحملاتٍ عسكريَّة على معاقل الصليبيين ويُحقق النصر تلو الآخر، ولمَّا حلَّت سنة 562هـ المُوافقة لِسنة 1167م، أعدَّ جيشًا آخر بلغ تعداد قُوَّاته ألفيّ فارس، وسلَّم إمارته لِأسد الدين شيركوه مُجددًا، ولمَّا أدرك شاور أنَّ نور الدين أرسل جيشًا إلى مصر، عاود الاستنجاد بِعمُّوري الأوَّل ملك بيت المقدس الذي رحَّب بِدعوة الوزير الفاطمي طمعًا في امتلاك مصر وإبعاد نور الدين محمود وجيوشه عنها والحيلولة دون اتحاد المُسلمين وتطويقهم مملكته، فسيَّر جيشًا صليبيًّا إلى مصر لكنَّ أسد الدين هزمه هزيمةً نكراء في المنيا، ثُمَّ حدث بعد ذلك اتفاق على مُغادرة الجيشين لِمصر مرَّة أُخرى، على أنَّ شاور أبرم اتفاقًا آخر مع الملك الصليبي قضى بِإبقاء حامية صليبيَّة في القاهرة لِلدفاع عنها عند الضرورة، مما أثار استياء الخليفة الفاطمي أبو مُحمَّد عبدُ الله العاضد لِدين الله، على أنَّهُ لم يستطع فعل أي شيء لِسيطرة وزيره على مقاليد الأُمُور.

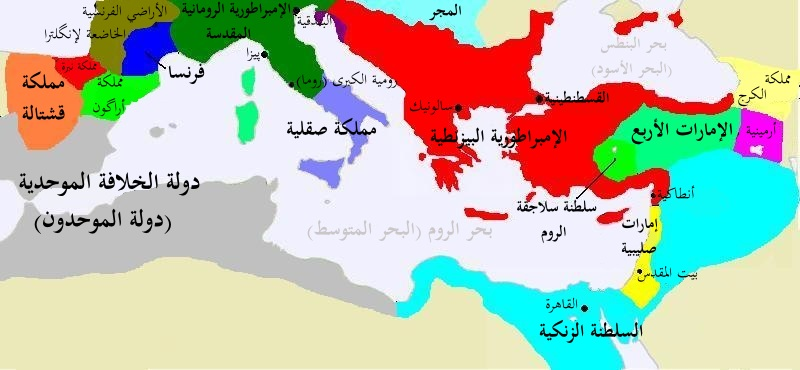
الدولة الزنكيَّة (بِالأزرق) والإمارات والدُول المُحيطة بها عند ضمّ مصر إليها بعد مقتل الوزير الفاطمي شاور بن مُجير السعدي وفشل الحملة الصليبيَّة عليها.

عاود الصليبيُّون الكرَّة على مصر في شهر مُحرَّم سنة 564هـ المُوافق فيه شهر تشرين الأوَّل (أكتوبر) سنة 1168م، ولكن هذه المرَّة دون دعوةً من شاور، مما أثار ارتيابه، وحاول مُراسلة الملك عمُّوري ليفهم غايته من الزحف على الدولة الفاطميَّة، فماطل الأخير بِالرَّد ورشى بعض الأُمراء والقادة لِينقلوا أخبارًا كاذبةً إلى الوزير. وخِلال فترةٍ قصيرة ظهر الصليبيُّون عند أسوار بلبيس وضربوا الحصار عليها طيلة ثلاثة أيَّام، ثُمَّ اقتحموها وأحذثوا مذبحةً مُروِّعة، فقتلوا كُل من صادفوه من الرجال والنساء والأطفال والشُيُوخ، وهدموا منازلهم. جزع شاور من هذا جزعًا شديدًا، وحاول تنظيم مُقاومةٍ لِلدفاع عن مصر، وأمر بِإضرام النار في مدينة الفسطاط كي لا تقع في أيدي الصليبيين، فظلَّت النار تعمل فيها وفي مُنشآتها ومبانيها أربعةً وخمسين يومًا. أمام الهجمة الصليبيَّة الشرسة، وتصرُفات شاور الخرقاء، وطلب بعض الساسة، وأهالي القاهرة أنفسهم، راسل الخليفة الفاطمي نور الدين في الشَّام يطلب منه المدد والعون، فلم يكد هذا الطلب يصل نور الدين حتَّى أسرع بِإرسال أسد الدين شيركوه على رأس جيشٍ قويٍّ إلى مصر، وكانت قُوَّة الجيش هذه المرَّة كافية لِأن يرتد عمُّوري ويعود إلى الشَّام بعد أن يأس من الاستيلاء على مصر يأسًا تامًا. وحاول شاور الغدر بِأسد الدين شيركوه بعد أن قرَّبه الخليفة إليه ومنحهُ كافَّة الصلاحيَّات تقريبًا، فأرسل يستدعي الصليبيين مُجددًا لِمُساعدته، لكنَّ صلاح الدين يُوسُف، ابن أخ شيركوه، وبعض القادة العسكريين الآخرين كعز الدين جُرديك، فطنوا لِلأمر، فقبضوا على شاور وأعلموا الخليفة الفاطمي بِمُخططه، فما كان منه إلَّا أن أصدر الأمر بِإعدامه، وعيَّن أسد الدين شيركوه مكانه. وبِإعدام شاور زالت أهم عقبة تحول دون توحيد مصر والشَّام، وفقد الصليبيُّون كُل مُناصريهم في البلاد، ولمَّا كان الوزير هو المُتحكِّم الفعلي في شؤون الدولة الفاطميَّة، فإنَّ أسد الدين أصبح صاحب الأمر والنهي في الديار المصريَّة، وبِذلك أصبحت مصر جُزءًا من الدولة الزنكيَّة بِحُكم الأمر الواقع. لم يعش أسد الدين شيركوه طويلًا بعد أن تولَّى الوزارة، إذ تُوفي بعد شهرين في 22 جُمادى الآخرة 564هـ المُوافق فيه 23 آذار (مارس) 1169م، فاختار الخليفة العاضد لِدين الله صلاح الدين يُوسُف لِيخلف عمّه، فخلع عليه الوزارة ولقَّبهُ بِـ«الملك الناصر صلاحُ الدين والدُنيا»، وذلك في 25 جُمادى الآخرة المُوافق فيه 26 آذار (مارس) من نفس السنة. وبِتولّي صلاحُ الدين منصب الوِزارة في مصر، كآخر وزيرٍ سُنيٍّ في الدولة الفاطميَّة، وصل المدُّ السُنيّ الذي بدأهُ السلاجقة قبل نحو مائة سنة، وأكمله ورثتهم الزنكيّون، إلى مصر.

### سيطرة نور الدين على الموصل

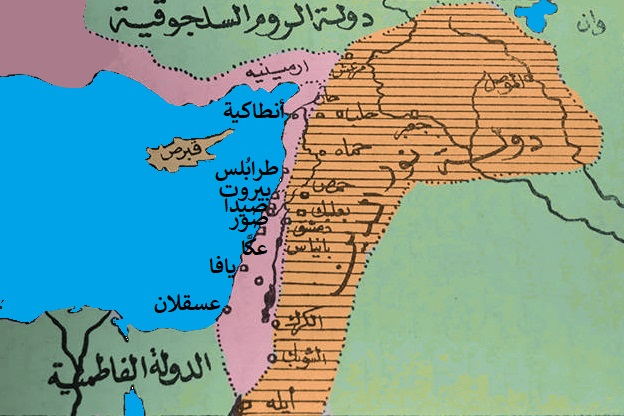
خريطة تُصوَّر امتداد الدولة النوريَّة نحو الموصل والجزيرة الفُراتيَّة.

بعد تمام السيطرة على مصر، انصرف نور الدين محمود إلى ما كان يجري في الطرف الشرقي لِمملكته من أُمُور. إذ تُوفي يوم 22 ذي الحجَّة 565هـ المُوافق فيه 7 أيلول (سپتمبر) 1170م أخوه قُطب الدين مودود أمير الموصل، فتنازع ولداه عمادُ  الدين، وهو البكر، وقد تعرَّض لِمُؤامرةٍ بِهدف إبعاده عن الحُكم لِأنَّهُ كان مُتوافقًا في الرأي مع عمِّه نور الدين محمود ومُتزوجًا من ابنته، وسيف الدين غازي الذي سانده وزيره فخرُ الدين عبد المسيح، وأرملة قطب الدين مودود. وكان أن اتجه عمادُ الدين إلى حلب لِطلب مُساعدة عمِّه، وشكى لهُ تحكيم فخر الدين عبد المسيح وما جرى لِإبعاده عن منصبه الحق. والواقع أنَّ نور الدين محمود أنِف من ازدياد نُفُوذ عبد المسيح وتحكُّمه بِأُمُور الموصل على حساب ابن أخيه سيف الدين غازي، وشقَّ عليه إبعاد عماد الدين عن خلافة والده، لِذلك قرَّر التوجُّه إلى الموصل لِتسوية المُشكلة، وأرسل إلى الخليفة العبَّاسي الحسن أبي مُحمَّد المُستضيء بِأمر الله يشرح لهُ الهدف من هذا التوجُّه مُؤكدًا شرعيَّته، وأنَّهُ يقصد بيته وبيت والده كونه كبيره ووارثه. وعبر نور الدين الفُرات عند قلعة جعبر في شهر مُحرَّم سنة 566هـ المُوافق فيه شهر أيلول (سپتمبر) سنة 1170م قاصدًا الرقَّة، وكانت من أملاك أخيه سيف الدين غازي، فأذعن نائبها وسلَّمهُ إيَّاها. ثُمَّ تابع زحفه نحو الموصل، فانتزع الخابور كُلُّه، وأخذ نصيبين، ثُمَّ توجَّه إلى سنجار وحاصرها، ووفد عليه أثناء الحصار عددٌ من أُمراء الموصل يستحثونه على القُدُوم إليهم، مما يدل على الانقسام الداخلي في الموصل حول سياسة عبد المسيح، وأشاروا عليه بِترك سنجار، إلَّا أنَّهُ أصرَّ على أخذها، فشدَّد الحصار عليها حتَّى سقطت في يده، فأعطاها إلى ابن أخيه عماد الدين الذي كان يُرافقه في هذه الحملة، ووصلت إليه أثناء الحصار خُلعة الخليفة وإذنه بِدُخول الموصل والجزيرة الفُراتيَّة. وتابع نور الدين زحفه باتجاه الموصل وأرسل إلى ابن أخيه سيف الدين غازي يُوضح لهُ أنَّ الهدف من حملته حفظ المدينة، وإبعاد فخر الدين عبد المسيح عن ولاية المُسلمين بِوصفه مسيحيًّا، بِالإضافة إلى أنَّ تصرُّفاته الخشنة نفَّرت منه الأُمراء. والواقع أنَّ عبد المسيح كان عاجزًا عن الوُقُوف في وجه نور الدين، فاضطرَّ لِلجُنُوح إلى السِّلم، واشترط على نور الدين بقاء الموصل بيد سيف الدين غازي، وأن يُعطيه الأمان لِنفسه وأهله، ويمنحه قطاعًا. استجاب نور الدين لِهذه المطالب، ودخل الموصل في شهر جُمادى الأولى سنة 566هـ المُوافق فيه شهر كانون الثاني (يناير) سنة 1171م، واتخذ عدَّة إجراءات تنفيذيَّة لِترتيب أوضاعها، فأقرَّ سيف الدين غازي على الموصل وجزيرة ابن عُمر، وولَّى مملوكه سعد الدين كمشتكين نائبًا عنه في القلعة، وأمر سيف الدين غازي بِالعودة إليه في تدبير الأُمُور، وانتزع حرَّان ونصيبين والخابور والمجدل من إمارة الموصل وأقطعها لِأُمراء عسكره، ثُمَّ عاد إلى الشَّام مُصطحبًا معه فخر الدين عبد المسيح حيثُ أقطعهُ إقطاعًا كبيرًا. غيَّرت هذه الترتيبات الإداريَّة، التي نفَّذها نور الدين محمود، في الوضع الجُغرافي لِإمارة الموصل، كما تراجع نُفُوذها القيادي بعد أن خسرت بعض البلاد التي اقطتعها منها نور الدين، فخضعت لهُ خُضُوعًا تامًّا، وأضحى سيف الدين غازي مُجرَّد حاكمٍ تابعٍ له، يعمل تحت إشراف نائبه كمشتكين صاحب السُلطة الفعليَّة. وتدليلًا على هيمنته على الإمارة، فقد أُعلنت الخِطبة في جميع مساجد الموصل وأعمالها لِنُور الدين محمود وضُربت السكَّة باسمه.

### وفاة نور الدين

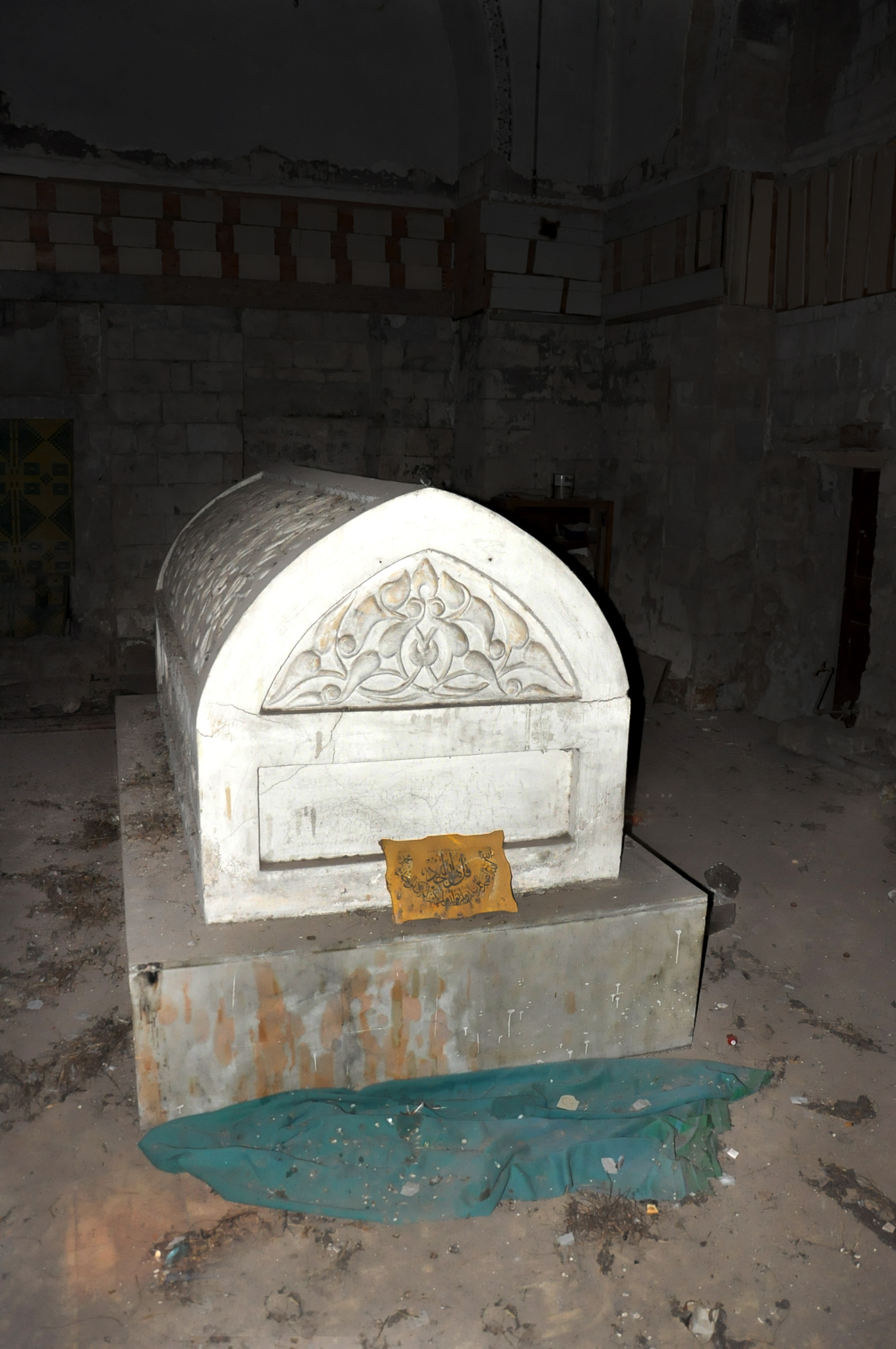
ضريح نُورُ الدين الزنكي في المدرسة النوريَّة بدمشق.

كان صلاحُ الدين الأيُّوبي قد قطع الخِطبة في مصر لِلخليفة الفاطمي العاضد لِدين الله، وأقامها لِلخليفة العبَّاسي المُستضيء بِأمر الله، بناءً على أمرٍ من نور الدين محمود، فعادت مصر بِذلك إلى كنف الدولة العبَّاسيَّة، وكان الخليفة الفاطمي آنذاك مريضًا يحتضر، فلم يشأ صلاحُ الدين إزعاجه ومُضاعفه همّه، فأمر رجاله بألَّا ينهوا إليه بالأنباء. ولم تكد تمضي أيَّام على قطع الخِطبة للفاطميين حتّى تُوفي الخليفة العاضد لدين الله، فكانت تلك نهاية الدولة الفاطميَّة فعليًّا، فزالت من الحياة السياسيَّة بعد أن دامت 262 سنة. تطوَّرت العلاقة بين نُور الدين وصلاح الدين بعد سُقُوط الدولة الفاطميَّة، فدخلت طور الجفاء والتباعد بعد أن كانت حسنة، وذلك بِسبب تخوُّف نور الدين من استقلال ربيبه بِمصر بعد أن كبُرت شعبيَّته وأحبَّهُ الأهالي والتفُّوا حوله، وبِسبب ما أبداه صلاح الدين من حرصٍ على توطيد نُفُوذه في مصر، وكذلك بِسبب اختلافهما في تقييم الوضع السياسي الذي يخدم القضيَّة الإسلاميَّة ضدَّ الصليبيين، فقد كان صلاحُ الدين يُدرك أنَّ بقايا الفاطميين في مصر يُكنُّون العداء لِلزنكيين، وأنَّهم على استعدادٍ للانضمام إلى الصليبيين، لِذلك عمل على توطيد نُفُوذه بِالديار المصريَّة في سبيل قطع الطريق على هؤلاء، على أنَّ نور الدين رأى في ذلك مُحاولةً استقلاليَّةً عن دولته. ازداد الخلاف بين الرجُلين عندما اتفقا على حصار الكرك ورجع صلاح الدين إلى مصر، قبل أن يلتقي بِنُور الدين خوفًا من اضطراب الأوضاع في مصر، ومن أن يعزله سيِّدُه فيما لو أساء فهمه. فعظم الأمر على نور الدين، حتَّى قرر المسير إلى مصر لِخلع صلاح الدين لمَّا شاهد منه الفُتُور في مُحاربة الصليبيين. وفي ربيع سنة 1174م، قدِم نور الدين إلى دمشق لِإعداد حملته على مصر، فبعث يطلب العساكر من الموصل والجزيرة الفُراتيَّة وديار بكر، لكنَّ الأجل كان لهُ بِالمرصاد، فتُوفي يوم الأربعاء 11 شوَّال 569هـ المُوافق فيه 15 أيَّار (مايو) 1174م إثر التهاب لوزتيه وإصابته بِالحُمَّى والاختناق نتيجة ذلك.

### ضم صلاح الدين الأيُّوبي لِلممالك الزنكيَّة

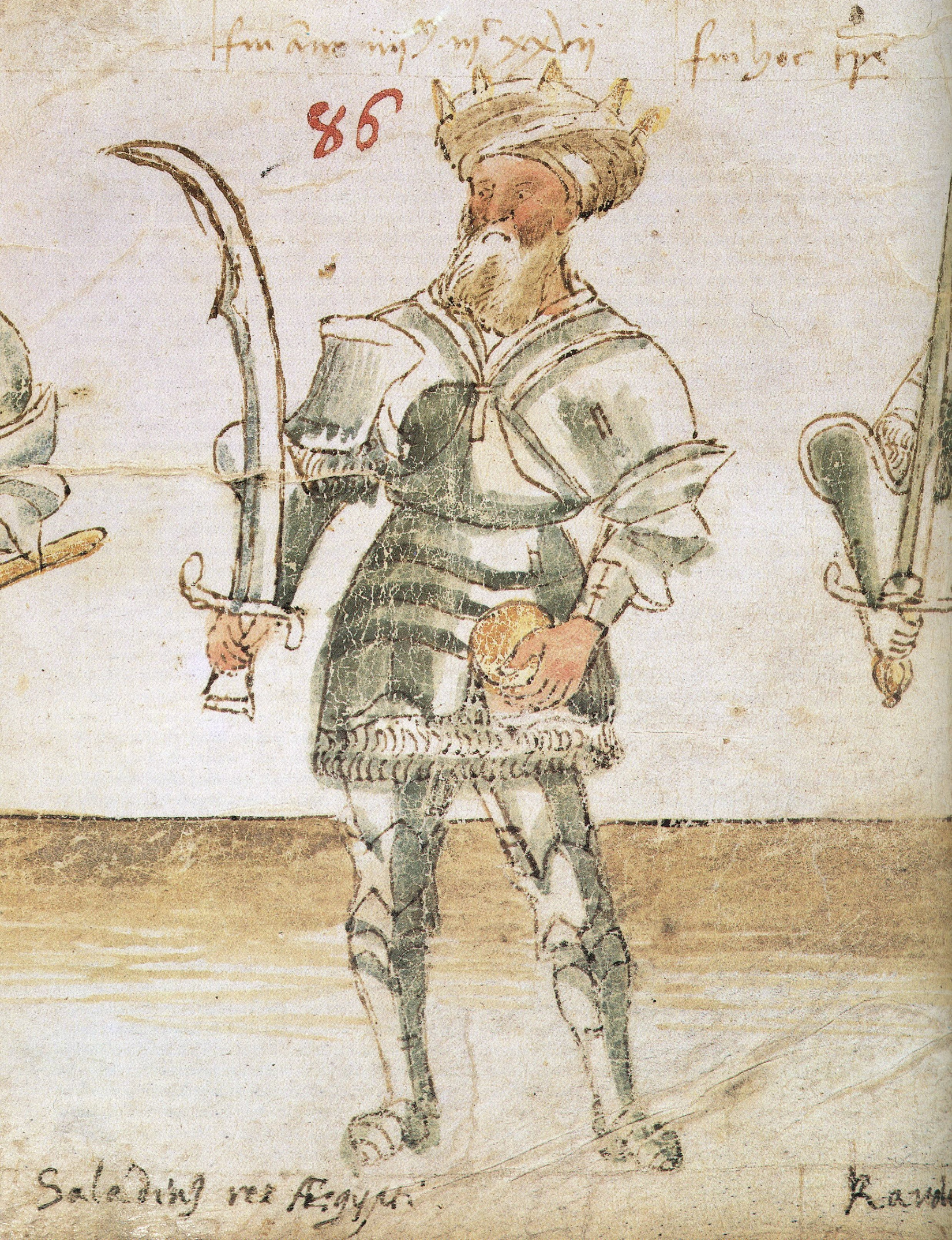
رسم «صلاحُ الدين ملك مصر»، من مخطوطة كتابيَّة تعود للقرن الخامس عشر الميلاديّ.

أثارت وفاة نور الدين محمود مُشكلة تقسيم دولته الواسعة بين ورثته، ممَّا هدَّد الوحدة الإسلاميَّة، وكادت هذه المُشكلة أن تعود بِالمُسلمين إلى حالة التمزُّق والإنقسام التي كانوا عليها قبل أن يبدأ عماد الدين الزنكي جُهُوده لِوضع قاعدة صُلبة لِتوحيد الجبهة الإسلاميَّة والتصدي لِلصليبيين. ولم يكن بين رجال الأُسرة الزنكيَّة من يصلُح أن يكون خلفًا لِنور الدين محمود الذي لم يترك سوى ابنٍ طفلٍ في الحادية عشرة من عُمره اسمه إسماعيل، وابنة صغيرة، وزوجة هي عصمة الدين خاتون ابنة مُعين الدين أنُر. واتفق الأُمراء في دمشق على تنصيب إسماعيل المذكور خلفًا لِوالده، فأجلسوه مكان أبيه في القلعة وحلفوا له وسمُّوه الملك الصالح، وعيَّنوا شمسُ الدين مُحمَّد بن عبد الملك أتابكًا له. وكتبوا إلى وُلاة الأطراف بِإقامة الخِطبة باسمه وبِخاصَّةً صلاح الدين في مصر، موضحين لهُ بِأنَّ مُهمته إنما هي قيادة العساكر ضدَّ الصليبيين، وأنَّ تلك المُهمَّة كانت من تكليف نور الدين محمود، والرَّاجح أنَّهم توقعوا مُعارضته وتخوفوا منه كونه أصبح أشهر وأقوى القادة المُسلمين في المشرق. وقد نصح القاضي كمال الدين الشهرزوري الأُمراء المُحيطين بِالملك الصالح بِضرورة التعاون مع صلاح الدين والانقياد له نظرًا لِقُوَّته وشعبيَّته وانفراده بِحُكم مصر. ويبدو أنَّ هذه النصيحة لم تُجد نفعًا تجاه طُمُوحاتهم، فقد خشوا على مصالحهم، وظنُّوا أنَّ صلاح الدين إذا دخل البلاد أخرجهم منها. في ظل هذه الأوضاع، انتهز سيف الدين غازي، صاحب الموصل، وفاة عمِّه وعمل على توطيد مكاسبه في الجزيرة الفُراتيَّة، فانتزع عدَّة بلاد وضمَّها إلى أملاكه ممَّا ساعد على تفتيت وحدة الدولة الزنكيَّة. كما برز صراعٌ آخر سار في خطٍ مُوازٍ لِصراع أفراد البيت الزنكي بين أقوى اثنين من قادة نور الدين محمود هُما شمس الدين علي ابن الداية في حلب، وشمس الدين مُحمَّد بن عبد الملك في دمشق، فقد أراد الأخير العمل السياسي تحت إمرة الأتابكة الزنكيين، بينما أراد ابن الداية العمل تحت إمرة صلاح الدين بعد توحيد مصر والشَّام. وزاد من حدَّةالانقسامات أنَّ سعد الدين كمشتكين الذي عيَّنه نور الدين نائبًا له في الموصل، شارك في التنافس على الزعامة، فانتقل من الموصل إلى حلب، وتمكَّن عبر الخديعة من نقل الملك الصالح إليها، ثُمَّ اعتقل ابن الداية وحكم حلب، وتفرَّد بِأتابكيَّة الملك الصالح. وهكذا انقسمت الدولة الزنكيَّة إلى ثلاث دُويلات تركَّزت كُلٌ منها حول واحدة من المُدن الرئيسيَّة: الموصل وحلب ودمشق، وظلَّت مصر بِحُكم هذا الوضع معزولة عن الشَّام تحت قيادة صلاح الدين. 

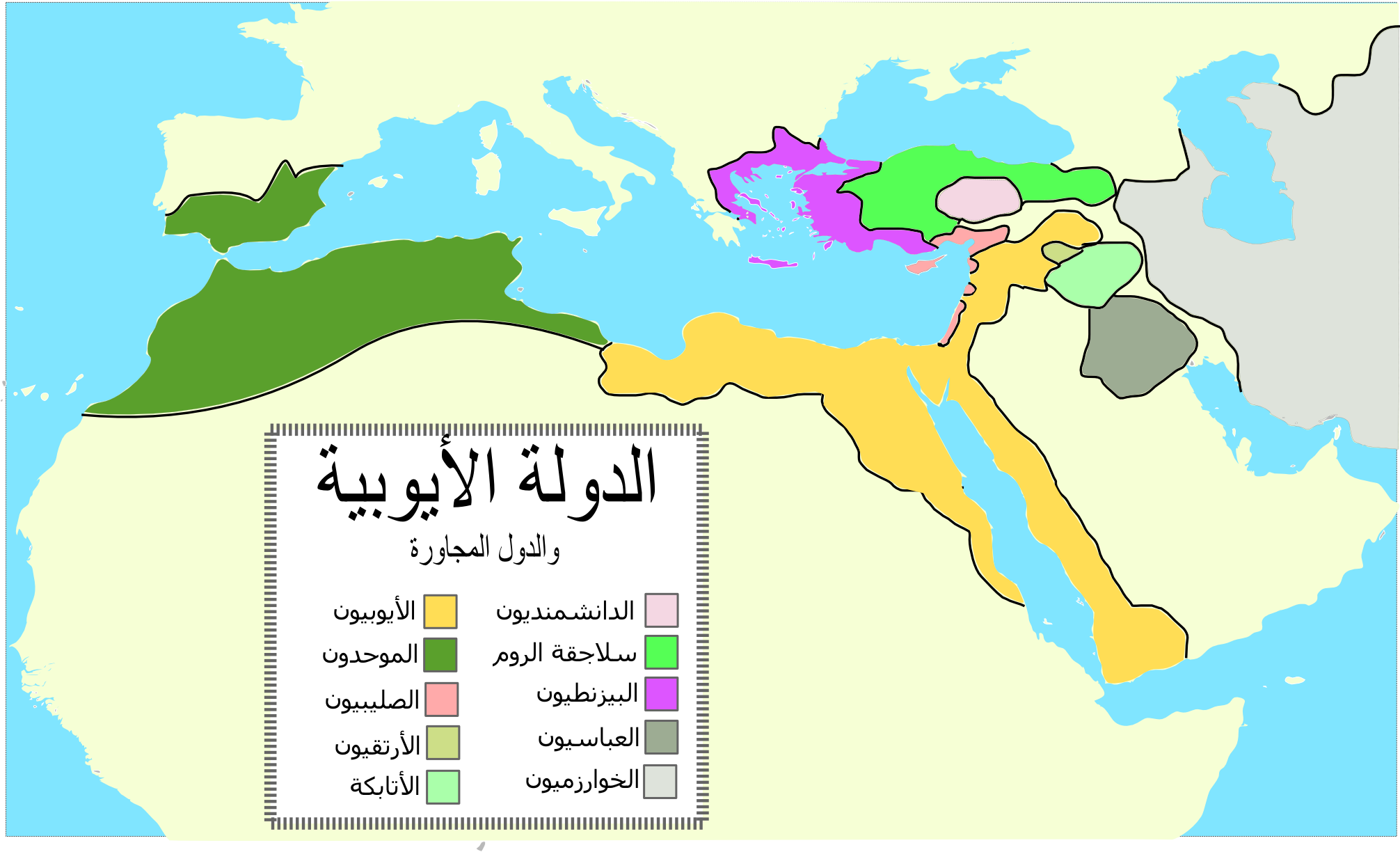
الدولة الأيُّوبيَّة بعد أن ضمَّ صلاح الدين كامل الممالك الزنكيَّة في الشَّام إلى ولايته في مصر. تظهر أيضًا الدُول الأُخرى المُجاورة لِلدولة الأيُّوبيَّة الفتيَّة بما فيها بقايا البلاد الخاضعة لِآخر من بقي من الأُمراء الزنكيين بِالموصل.

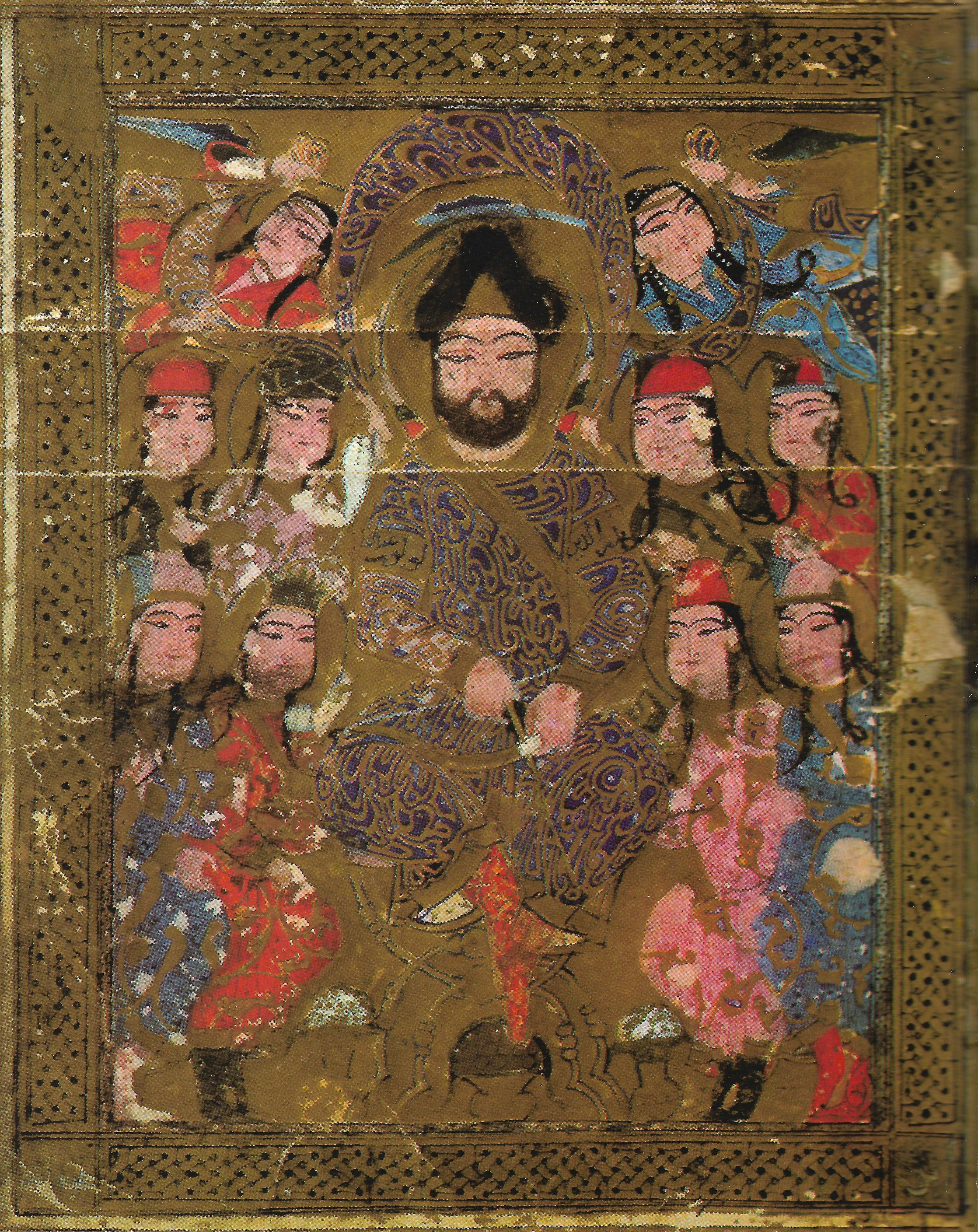
بدرُ الدين لُؤلُؤ، آخر أُمراء الموصل. خضع للمغول بإرادتهِ الحُرَّة فزالت بِذلك آخر ممالك الزنكيين.

بعد ازدياد حدَّة الانقسامات بين المُسلمين في الشَّام والجزيرة الفُراتيَّة، وتهديد البناء الضخم الذي بناه الزنكيين بالانهيار، وهيمنة الأتابك كمشتكين على الملك الصالح إسماعيل، تطلَّع صلاح الدين إلى بسط سيطرته على الشَّام وإعادة الوحدة بينها وبين مصر بِهدف استمرار السياسة التي بدأها عماد الدين الزنكي، وجرى عليها نور الدين محمود، وتشرَّبها صلاح الدين، والتي تقضي بِتوحيد كلمة المُسلمين والقضاء على الصليبيين. لِذلك، أرسل صلاح الدين كتابًا إلى الخليفة العبَّاسي أبو العبَّاس أحمد الناصر لِدين الله يُخبرهُ فيه عزمه المسير إلى الشَّام وعزل الأُمراء المُتخاصمين وتوحيد البلاد وكلمة المُسلمين لأنَّ استرداد بيت المقدس من الصليبيين لن يكون مُمكننًا في ظل هذه الظروف، وذكَّر الخليفة العبَّاسي بما قدَّمه وعمُّه أسد الدين شيركوه من خدماتٍ لِلإسلام والمُسلمين من جهادٍ لِلصليبيين ورد مصر إلى كنف الخلافة العبَّاسيَّة، فأجاز لهُ الخليفة أن يمضي قُدمًا في مشروعه. خرج صلاح الدين من القاهرة في شهر صفر سنة 570هـ المُوافق فيه شهر أيلول (سپتمبر) سنة 1174م، على رأس سبعُمائة فارس، وسار حتَّى دخل بُصرى وصلخد والكسوة، ووصل إلى دمشق يوم الثُلاثاء 29 ربيع الآخر المُوافق فيه 28 تشرين الأوَّل (أكتوبر)، فاستقبله أهلها وجُندُها وقادتها استقبالًا طيِّبًا، ثُمَّ سار إلى حلب وحاصرها بعد أن امتنع كمشتكين عن طاعته، لكنه لم يتمكَّن من دُخُولها، خُصوصًا بعد أن لجأ كمشتكين إلى الحشاشين والصليبيين لِإشغال السُلطان الأيُّوبي عن المدينة، فاضطرَّ صلاح الدين إلى فك الحصار عن حلب وضمَّ حِمص وبعلبك. ولم يكد شهر نيسان (أبريل) ينتهي حتَّى ضمَّ كامل بلاد الشَّام حتَّى حماة شمالًا. دفع هذا النجاح الخِلافة العبَّاسيَّة إلى الإسراع في إرسال الخُلع السُنيَّة والتشريفات العبَّاسيَّة والرايات السوداء، إضافةً إلى التوقيع من الديوان العزيزي بِسلطنة صلاح الدين على مصر والشَّام واليمن والحجاز وجميع ما اشتملت عليه الدولة النوريَّة وما يفتحه بِسيفه. وبِهذا التقليد أضحى صلاح الدين سُلطانًا شرعيًّا بِنظر المُسلمين ووارثًا حقيقيًّا لِلدولة الزنكيَّة وجهاد عماد الدين ونور الدين، وقد أكسبه هذا التقليد مهابة الصليبيين وأُمراء المُسلمين بِعامَّة.

### آخر الأُمراء الزنكيين وزوال الدولة
بقيت حلب في حوزة الملك الصالح إسماعيل حتَّى وفاته في 25 رجب 577هـ المُوافق فيه 4 كانون الأوَّل (ديسمبر) 1181م. وكان قبل وفاته قد أوصى أُمراءه بِتسليم المدينة إلى ابن عمِّه عز الدين مسعود بن مودود أمير الموصل، الذي خلف أخيه سيف الدين غازي. وبِوفاة الصالح إسماعيل انتهى عهد الدولة الزنكيَّة في الشَّام. أمَّا في الموصل، فقد شهد عهد عز الدين مسعود مُحاولة صلاح الدين الأيُّوبي ضم المدينة والجزيرة الفُراتيَّة في سبيل تشكيل جبهة إسلاميَّة مُتحدة لِمُجابهة الصليبيين، كما شهد سلخ الخِلافة لِمدينة دقوقا عن الإمارة. وبعد وفاة عز الدين مسعود، تولَّى نور الدين أرسلان شاه إمارة الموصل، ولم تحدث في عهده أيَّة حوادث ذات أهميَّة سوى مُحاولة الملك العادل أبو بكر الأيُّوبي ضم سنجار إلى دولة أخيه صلاح الدين. وعندما تُوفي نور الدين أرسلان شاه في شهر رجب سنة 607هـ المُوافق فيه شهر كانون الثاني (يناير) 1211م، تولَّى بدرُ الدين لُؤلُؤ تدبير شؤون إمارته بناءً على تكليفٍ منه بِفعل صغر سن وليّ عهده عز الدين مسعود. وبعد وفاة عز الدين مسعود، طلب بدرُ الدين لُؤلُؤ من الخليفة أن يمنحهُ حق الوصاية على نور الدين أرسلان شاه بن عز الدين مسعود لِصغر سن الأخير، فاستجاب لهُ الخليفة وجعل لهُ الحق في النظر في أُمُور دولته. وفي سنة 631هـ المُوافقة لِسنة 1233م، وضع بدرُ الدين لُؤلُؤ حدًا لِحُكم آخر أُمراء الأُسرة الزنكيَّة في الموصل، فأعلن عن وفاة ناصر الدين محمود بن عز الدين مسعود، وتسلَّم الحُكم في الموصل دون أن يخشى أحدًا، وأرسل إلى الخليفة العبَّاسي أبو جعفر المنصور المُستنصر بِالله يطلب منهُ تقليده حُكم الموصل، فاستجاب الخليفة لِطلبه. وقد دام حُكمُ بدر الدين لُؤلُؤ لِلموصل حتَّى سنة 656هـ المُوافقة لِسنة 1258م، عندما خضع لِلمغول الذين اجتاحوا الدولة العبَّاسيَّة وأسقطوا الخلافة الإسلاميَّة، فزالت الدُويلات التي كانت تتبعها وفي مُقدمتها إمارة الموصل.

## الثقافة والمظاهر الحضاريَّة

### الإنشاءات العُمرانيَّة

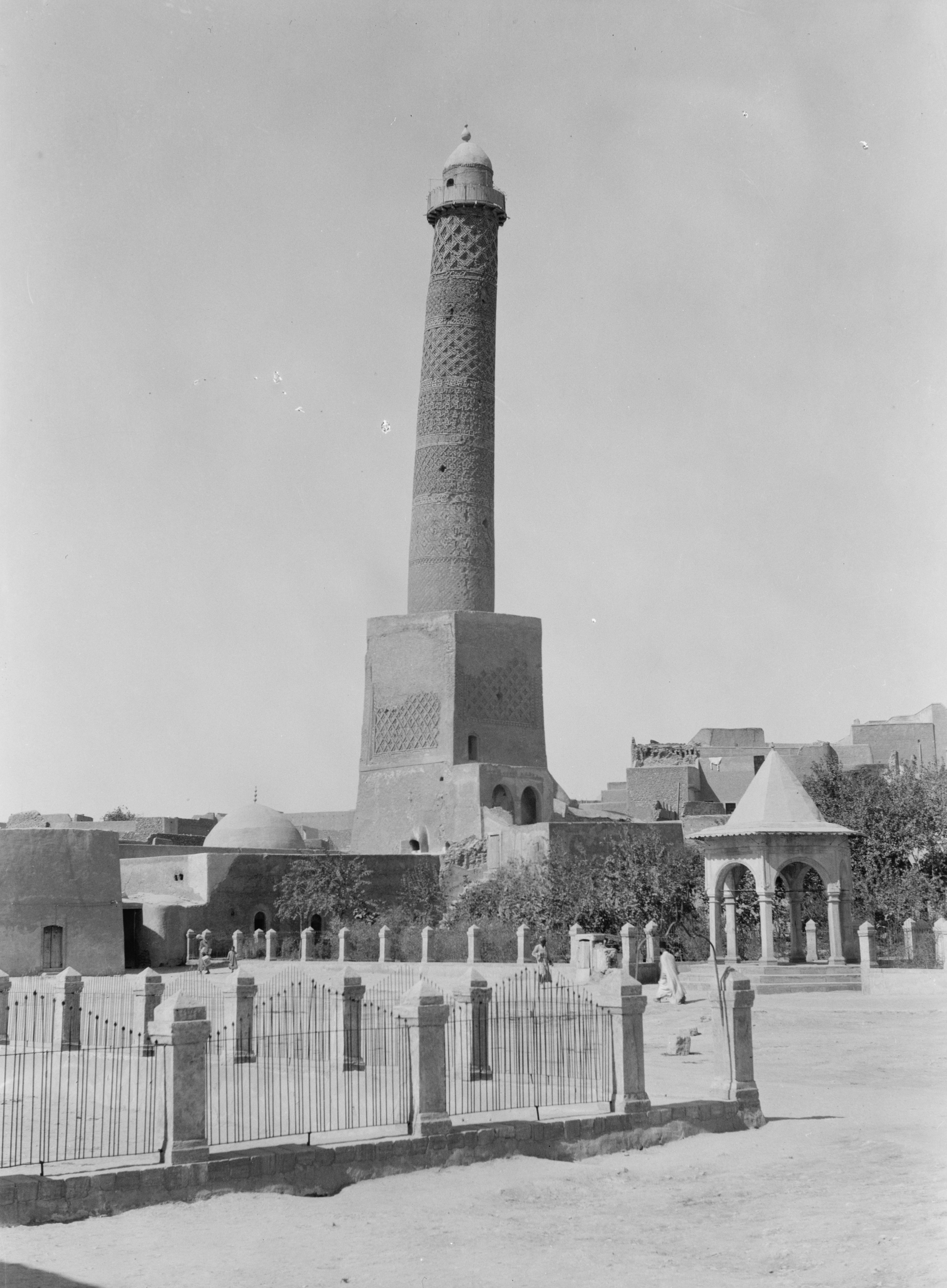
الجامع النوري الكبير في الموصل، وتظهر منارته الحدباء. كان هذا المسجد أبرز المعالم المعماريَّة الزنكيَّة حتَّى تدميره يوم 21 حُزيران (يونيو) 2017م.

حدثت طفرة ونهضة عُمرانيَّة في الكثير من البُلدان التي حكمها الزنكيُّون نتيجة حرص هؤلاء على تعميم ونشر التعليم والثقافة بين الناس، فكان أن بُنيت الكثير من المدارس في طول البلاد وعرضها، كما أنَّ حرص الزنكيين على سلامة الشعب وتقديم الخدمات الاجتماعيَّة تُرجم في ما أُقيم آنذاك من أبنية تؤدي هذا الدور. بُني في هذه الفترة الكثير من الجوامع والبيمارستانات ومن أهمها الجوامع النوريَّة في حماة وحِمص والموصل. وكان البيمارستان النوري من أبرز البيمارستانات في الشَّام ومن أشهر المُنشآت الصحيَّة في العالم الإسلامي. وأعاد الزنكيُّون ترميم الكثير من القلاع والأبواب، من أبرزها: قلعة شيزر وقلعة المضيق وباب الجابية وباب المقام. ومن أبرز رجالات الدولة الزنكيَّة الذين اعتنوا بِعمارة المرافق الحيويَّة ودور العبادة، الوزير جمال الدين الأصفهاني، وزير قُطب الدين مودود في الموصل. فقد كان لِهذا الوزير إنجازات عُمرانيَّة مُهمَّة بمدينة الموصل والأماكن المُقدَّسة في مكَّة والمدينة المُنوَّرة، فعلى صعيد مدينة الموصل والمناطق التابعة لها في سنجار ونصيبين فأنه بنى العديد من الربط وهي عبارة عن أماكن لِلعبادة ولِعقد المجالس العلميَّة والفقهية ولِتوزيع الصدقات. كما أنشأ الجُسور والقناطر وأشهرها ذلك الجسر الذي بناه في جزيرة ابن عُمر، حيثُ استخدم في بناه الحجارة الجيريَّة والرصاص وربطها بِالحديد بين البُنيان، إلَّا أنَّ هذا العمل لم يكتمل بِسبب إلقاء القبض على الأصفهاني بعد كثرة الوشايات من بعض رجال أمير الجيوش زين الدين عليّ الكُجُك، الذين اتهموه بِالإسراف. أمَّا أهم أعماله العُمرانيَّة في الأماكن المُقدَّسة فتتمثل بِتجديده بناء مسجد الخيف بِمنى ومسجد آخر على جبل عرفة فضلًا عن بناءه درجًا لِيُسهَّل عملية صُعُود الحُجَّاج إلى أعلى هذا الجبل، كما أنه قام بإيصال الماء العذب الصالح لِلشُرب إلى هذا الجبل بِعمليَّةٍ صعبةٍ ومُكلفةٍ ماديًّا أيضًا، عن طريق الاتفاق مع قبائل سكنت وادي النُعمان، وهو وادٍ يقـع بين مكَّة والطائف، من أجل السماح بِجريان الماء إلى جبل عرفة في موسم الحج مقابل مـنحهم أموالًا طائلة، كما أنَّهُ أحاط المدينة المُنوَّرة بِسورٍ ليمنع الأعراب من الدخول إليها. وجدَّد أيضًا أبواب المسجد الحرام كُلَّها ومنها باب الكعبة وغطَّاه بِالذهب والفضَّة. ومن أعماله الأُخرى لِخدمة الحُجَّاج المُسلمين إنشائه صهاريج وحفره مواقع لِتتجمَّع بها مياه الأمطار على طول
الطُرق المُؤدية إلى مكَّة والمدينة المُنوَّرة لِغرض توفير المياه لِشُرب واغتسال الحُجَّاج، فضلًا عن إنشائه حمَّامًا ثانيًا في مكَّة لِيستحم بها الحُجَّاج.

### الاقتصاد

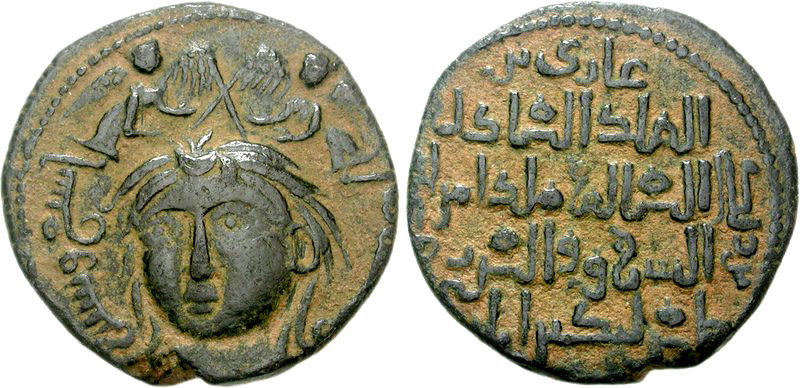
دينارٌ ضُرب في الموصل في عهد سيف الدين غازي بن قُطب الدين مودود.

نظرًا لأنَّ الدولة الزنكيَّة كانت دولة حرب، فقد صيغ اقتصادها ليكون في خدمة المجهود الحربي، فبعد أن كان الإقطاع الإداري هو السائد في الدولة السُلجُوقيَّة، سلف الدولة الزنكيَّة، أصبح الإقطاع العسكري هو النمط الاقتصادي المتبع لدى الدولة الزنكيَّة، و فيما بعد في الدولة الأيُّوبيَّة. اعتمد الزنكيون نظام الإقطاع الحربي لِلصرف على جُيُوشهم خلال جهادهم ضد الصليبيين، مُتبعين بِذلك سياسة الوزير السُلجُوقي نظام المُلك في الاستعاضة عن المُرتبات النقديَّة، بِالإقطاعات من الأراضي لِمُختلف عناصر الجيش، في سبيل الحيلولة دون إرهاق الإدارة الماليَّة بباهظ المُرتبات التي تُصرف لِلجيش. ولم يكن الإقطاعي يتمتع بِمُتحصلات الإقطاع لِفترةٍ طويلة، فكُل ما كان يُوفره هذا النظام هو إعطاءه الحق في أن يجمع لِنفسه وأجناده مجموعةً من الضرائب في مُقابل الواجبات المدنيَّة العسكريَّة التي كان الإقطاعي مُلزمًا بها. بذل نور الدين محمود كُل ما من شأنه تخفيف عناء الحياة الاقتصاديَّة اليومي عن الناس، فكان دائم السعي إلى تخفيض الضرائب والمُكوس إلى الحد الأدنى المُتاح في جميع أنحاء دولته. فعندما دخل دمشق في سنة 549هـ المُوافقة لِسنة 1154م، أصدر منشورًا بِإسقاط المُكوس والضمانات والضرائب والغرامات المفروضة على عددٍ من البضائع والأسواق. وفي سنة 552هـ المُوافقة لِسنة 1157م، أصدر منشوره الشهير الذي ألغى بِموجبه مجموعةً كبيرةً من الضرائب والمُكوس جاوزت المائة وخمسين ألف دينار، وشمل هذا الإجراء كافَّة أنحاء دولته. وفي سنة 569هـ المُوافق فيه سنة 1174م، قام نور الدين محمود بِحملةٍ أُخرى لِإسقاط الضرائب فيما أُطلق عليه «فريضة الأثبان»، وأصدر بِذلك منشورًا من إنشاء العماد الأصفهاني، بحيث لم يبقَ حينذاك من الضرائب سوى الجزية والخِراج و«ما يُحصَّل من قسمة الغلَّات على قوائم المنهج»، ولعلَّ المُراد بِالعبارة الأخيرة فريضة الزكاة. وامتازت أقاليم الدولة النُوريَّة بِخُصُوبة التُربة بِصفةٍ عامَّة وتوافر مصادر الري، سواء من الأنهار أو الأمطار أو الينابيع والآبار، وحرصت الدولة على تشييد شبكة مُحكمة من القنوات لِإيصال مياه الأنهار إلى المناطق المزروعة، وقد أنتج القطاع الفلَّاحي العديد من المحاصيل الزراعيَّة التي دخل بعضها في نطاق التصنيع مثل القطن، وقصب السُكَّر، والسمسم، والزيتون وغيرها.

### الدين

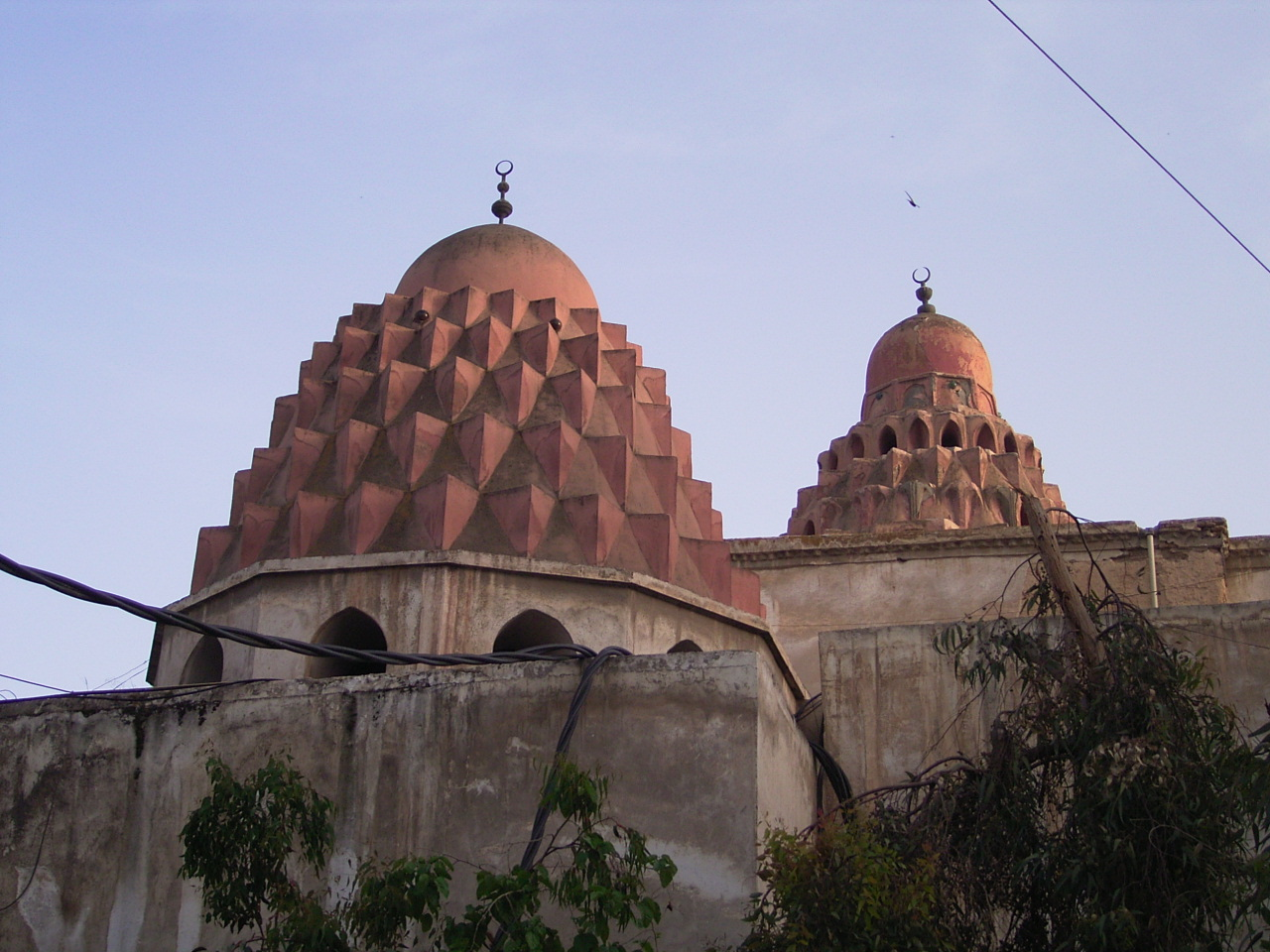
قباب المدرسة النُوريَّة في دمشق.

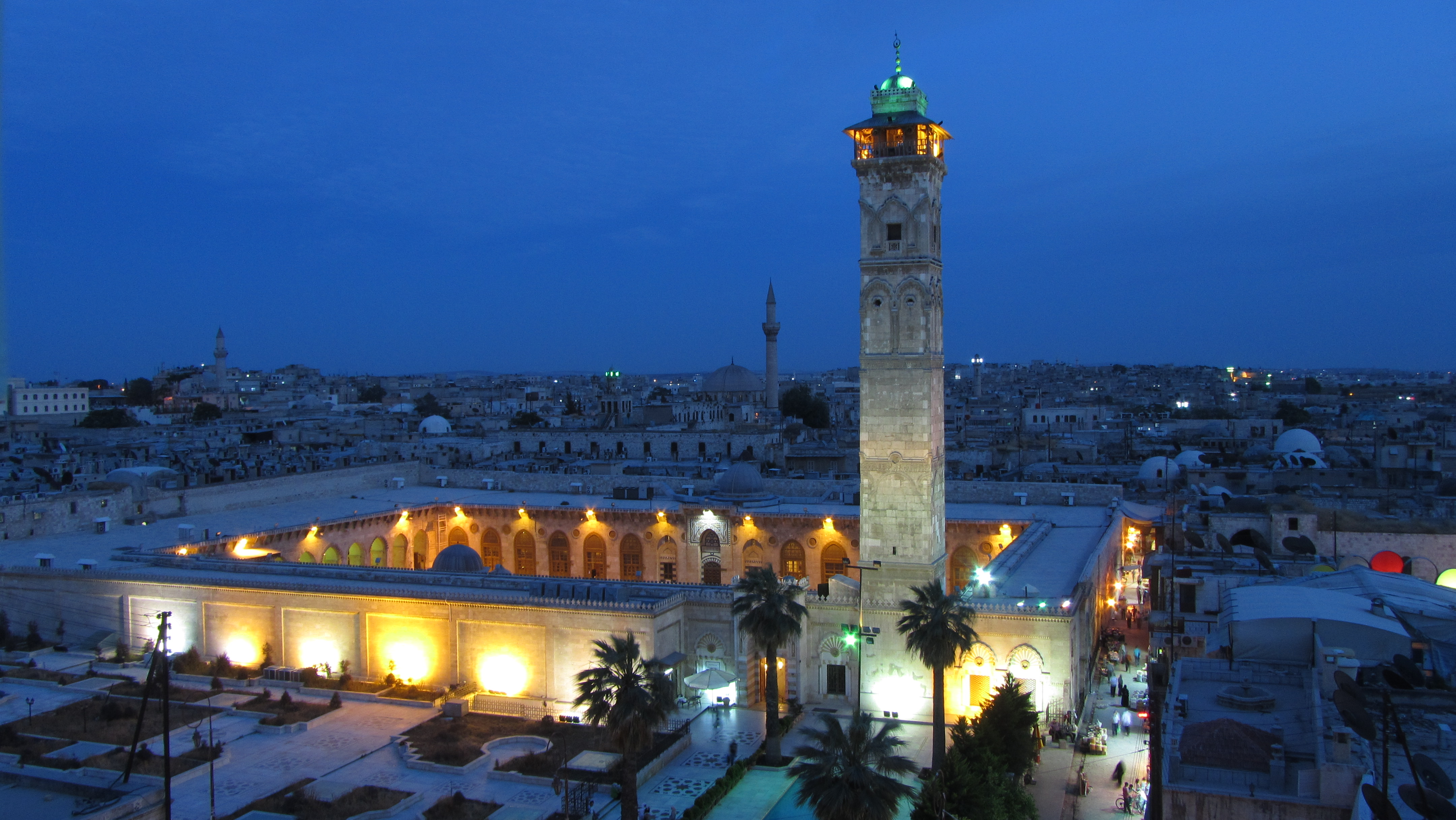
جامع حلب الكبير، أو الجامع الأُموي، أصبح في العهد الزنكي مركزًا لِتدريس المذهبين المالكي والحنبلي.

كانت الغالبيَّة العُظمى من الناس في الدولة الزنكيَّة مُسلمين سُنيين، وكانت هُناك أقليَّة شيعيَّة اثنا عشريَّة في كُلٍ من الموصل وحلب تعود بِجُذورها إلى زمن الحمدانيين، وإسماعيليَّة تعود بِجُذورها إلى العصر الفاطمي. أمَّا الزنكيين أنفسهم فكانوا سُنيين مُلتزمين بِمذهب أبي حنيفة، على أنهم لم يُظهروا تعصُبًا له، فشاعت المذاهب الإسلاميَّة السُنيَّة الباقية: الشافعي والمالكي والحنبلي، في مُختلف أرجاء الدولة. فقد أنشأ نور الدين محمود الكثير من المدارس والرُّبط والمكاتب ودور الحديث، وأنفق المبالغ الطائلة في هذا السبيل، وأوقف عليها الأوقاف السخيَّة لِضمان استمرار أعمالها. وشهدت المُدن والحواضر، وبِخاصَّةً حلب ودمشق، جُهدًا مُستمرًا في بناء المدارس أو توسيع وإصلاح ما كان مبنيًّا منها. ففي حلب كانت المدرسة الحلَّاويَّة، والنفريَّة النوريَّة الشافعيَّة. وجدَّد نور الدين مسجد الغضائري وجعله مدرسةً على المذهب الشافعي، وأوقف في جامع حلب الكبير زاويتين لِتدريس مذهبيّ مالك وأحمد، وزاوية ثالثة لِتدريس الحديث. وأقام في دمشق عددًا من المدارس، أشهرها النوريَّة، خصَّضها لِتدريس المذهب الشافعي، ومدرسة جامع القلعة، والمدرسة العماديَّة التي اشتهرت باسم مُدرِّسها العماد الأصفهاني، والمدرسة الصلاحيَّة بِالقُرب من البيمارستان النوري، وقد نُسبت خطأ إلى صلاح الدين الأيُّوبي، كما بنى دارًا لِلحديث في دمشق هي الأولى من نوعها، وأوقف عليها أوقافًا كثيرة. واقتدى بِنُور الدين قادة جيشه، فأنشأ أسد الدين شيركوه مدرسةً باسمه خُصِّصت لِتدريس المذهب الشافعي، وأقام مجد الدين ابن الداية دارًا لِلحديث ومدرستين، حملتا اسم «المجديَّة» تيمنًا به، وأنشأ جمال الدين ريحان والي القلعة وخادم نور الدين المدرسة الريحانيَّة المُجاورة لِلمدرسة النوريَّة، وأنشأ الأمير جمال الدين بوزان مدرستين، وأنشأت زوجة نور الدين، عصمة خاتون، مدرسة لِأصحاب أبي حنيفة، عُرفت بِالمدرسة الخاتونيَّة. وشهدت باقي القُرى والمُدن، مثل حِمص وحماة وبعلبك ومنبج والرحبة والرُّها ونصيبين، بناء المدارس لِلمذاهب المُختلفة. وكان الأذان بِحلب يُزاد فيه «حيَّ على خير العمل، مُحمَّد وعليّ خيرُ البشر»، مُنذُ أن سيطر الفاطميُّون على المدينة، فلمَّا فتح نور الدين المدرسة الحلَّاويَّة استدعى أبا الحسن عليّ بن الحسن بن محمّد البلخي الحنفي إليها، فجاء ومعه جماعة من الفُقهاء، وألقى بها الدُرُوس، فلمَّا سمع الأذان أمر الفُقهاء بإعادته إلى ما كان عليه قبل أن تدخله المُؤثرات الشيعيَّة، واستمرَّ الأمر على ذلك. وأمّا مصر، فأبطل فيها صلاح الدين الأذان بِـ« حيَّ على خير العمل» وصار يُؤذَّن في سائر بلاد مصر والشَّام بأذان أهل مكَّة، وفيه تربيع التكبير وترجيع الشهادتين. ولم يُعرف عن الزنكيين، وبِالأخص نور الدين محمود، تعصُبًا تجاه النصارى الوطنيين، على الرُغم من الحُروب الدائمة بين الدولة والصليبيين، فقد عامل الزنكيُّون المسيحيين العرب والسُريان والأرمن المُقيمين مع المُسلمين مُعاملةً سمحةً، وكانت حربهم مع الصليبيين على أنهم أجانب ومُغتصبين، لا على أنهم نصارى. ومن هُنا لم يُمس النصارى الوطنيين في العهد الزنكي بِسُوءٍ، وكان لهم عند أُمراء حلب والموصل حق الرعاية الكاملة، ولم تتعرض كنائسهم وأديرتهم وكهنتهم وبطاركتهم لِأذىً. يُستثنى من ذلك حادثتنين: الأولى وقعت بُعيد استرجاع عماد الدين الزنكي لِلرُّها، إذ حاول الأرمن في المدينة الفتك بِالمُسلمين والتخلُّص من الحامية الصغيرة التي تركها عماد الدين، وإعادة الحُكم إلى السيطرة الصليبيَّة، واستدعوا جوسلين الثاني من أجل هذه الغاية. إلَّا أنَّ عماد الدين سُرعان ما أحبط هذه المُؤامرة، وألقى القبض على المُتآمرين وأعدمهم، ونفى عددًا من السُكَّان الأرمن كي لا يُتاح لهم مرَّة أُخرى أن يسعوا إلى طعن المُسلمين من الخلف. أمَّا الحادثة الثانية فكانت بعد وفاة عماد الدين، عندما عاود الأرمن في الرُّها الاستعانة بِالصليبيين ودبَّروا مُؤامرة لِلتخلُّص من الحُكم الإسلامي وطرد المُسلمين من المدينة، ففشلت الخطَّة بعد أن تنبَّه لها نور الدين محمود، فقاتل الصليبيين الذين حاصروا المدينة وأرغمهم على التراجع، ثُمَّ أنزل العقاب بمن بقي من المسيحيين الوطنيين الذين عاونوا الصليبيين وغدروا بِالمُسلمين، فقتل رجالهم وساق النساء والأطفال أسرى.

### القضاء
أولى الزنكيُّون، وبِالأخص نور الدين محمود، المُؤسسة القضائيَّة اهتمامًا كبيرًا، وجعلوها في قمَّة الأجهزة الإداريَّة، وخُوِّل القُضاة، على اختلاف درجاتهم في سُلَّم المناصب القضائيَّة، صلاحيَّات واسعة، ومُنحوا استقلالًا تامًّا في دراسة القضايا المعروضة عليهم، وإصدار أحكامهم بِصددها، وتُوِّج ذلك كُلُّه بِإنشاء دار العدل التي كانت بِمثابة محكمة عُليا لِمُحاسبة كبار المُوظفين، وإرغامهم على السُلُوك المُستقيم، أو طردهم واستبدالهم بِغيرهم إذا اقتضى الأمر. واتخذ نور الدين محمود شعارًا خاصًّا ألزم بِموجبه كُل من يصحبه أن يرفع إليه قضيَّة مظلوم لا يستطيع الوُصُول إليه، كما تحرَّى العدل، وأنصف المظلوم من الظالم دون النظر إلى الفوارق الاجتماعيَّة، فكان يسمع شكوى المظلوم ويتولَّى كشف حاله بِنفسه، ولا يُفوِّض ذلك إلى حاجبٍ ولا إلى أميرٍ. وكان نور الدين يجلس في دار العدل مرَّتين في الأُسبُوع، وقيل أربع مرَّات وخمس، لِلنظر في أُمُور الرعيَّة، وكشف ظلاماتهم. وكان يُحضر معهُ قاضي القُضاة كمال الدين الشهرزوري وكبار العُلماء والفُقهاء من سائر المذاهب لاعتمادهم كمجلسٍ استشاريٍّ لاتخاذ القرارات النهائيَّة.

### العُلوم والآداب

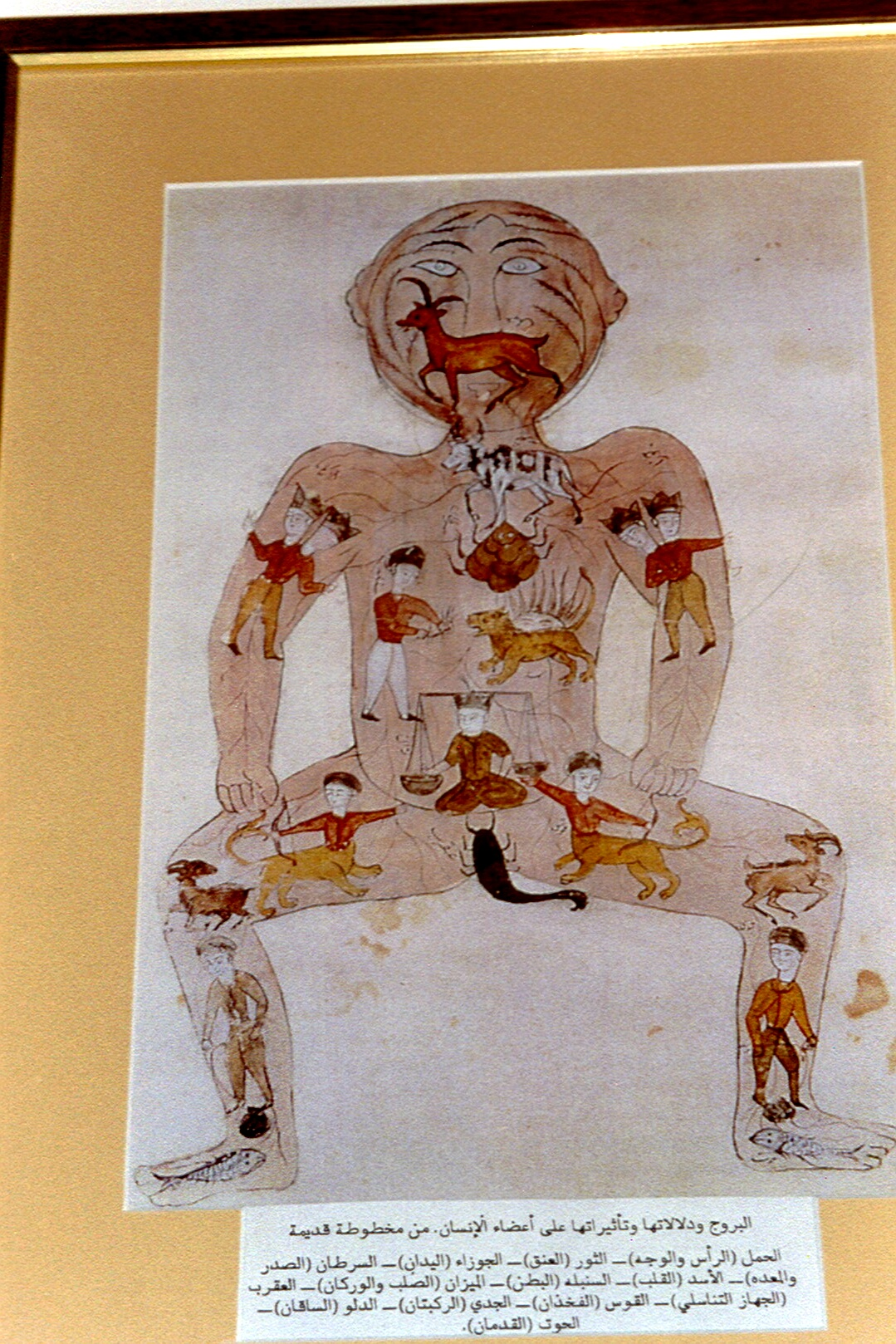
صورة معروضة في البيمارستان النوري بِدمشق تُظهرُ البُرُوج ودلالاتها وتأثيرها على أعضاء الإنسان.

شهدت الدولة الزنكيَّة نشاطًا علميًّا واسع النطاق من خِلال بناء المدارس ومُؤسسات التعليم، ونالت الشَّام نصيبها من هذه المُؤسسات فأضحت مقرًا لِلعُلماء والفُقهاء والصوفيَّة، وتدفَّق العُلماء والأُدباء عليها بسبب تشجيع نور الدين محمود لِهؤلاء، إذ كان يُكاتب العُلماء من شتَّى البلاد ويستقدمهم إليه ويُبالغ في إكرامهم والإحسان إليهم، ومن أبرز العُلماء الذين اشتهروا آنذاك: الإمام بُرهانُ الدين أبا الحسن عليّ بن الحسن البلخي الحنفي من دمشق، والإمام رضيُّ الدين مُحمَّد بن مُحمَّد السرخسي صاحب كتاب المُحيط الرضوي، وعليّ بن إبراهيم الحنفي الغزنوي البلقي، والشيخ الإمام شرف الدين بن أبي عصرون الذي كان من أعيان فُقهاء عصره، والأديب المُؤرِّخ الشاعر العماد الأصفهاني الكاتب الذي اعتمد عليه نور الدين محمود في تنفيذ كثيرٍ من المُهمَّات الإداريَّة والسياسيَّة والإنشائيَّة، فضلًا عن قُدراته العلميَّة في التدريس، حيثُ ولَّاه المدرسة النوريَّة، وغير هؤلاء كثير. ومُنحت الضمانات الماليَّة والاجتماعيَّة لِشُيُوخ العلم والطلبة الدارسين، وعُقدت المجالس والندوات لِمُناقشة مُختلف المسائل والقضايا المُتعلِّقة بِفُرُوع العلم. واتسمت المُناظرات بِالنشاط الجاد من أجل مُواجهة المشاكل والتجارب المُتجددة والمُتغيرة بِالحُلُول المُستمدَّة من الشريعة الإسلاميَّة وفقهها. واسترسل نور الدين في تعامله مع العُلماء إلى البذل والعطاء، فكان يمنحهم بِسخاء لِلمُحافظة على الحياة الكريمة، كما توسَّع في منح الضمانات الكافية لِلمُدرِّسين والدارسين على السواء، ومكَّن العُلماء، بما خصَّصه لهم من أعطيات، من أن يتفرَّغوا لِمهامهم العلميَّة. واشتهر الزنكيُّون باعتمادهم على المدارس، كمُؤسساتٍ علميَّة، لِتحقيق أهدافهم بِمُحاربة الجهل ونشر المعرفة والثقافة والإيمان، في سبيل مُواجهة الكيانات الصليبيَّة المُحتلَّة والتحريفات الداخليَّة المُدمِّرة.

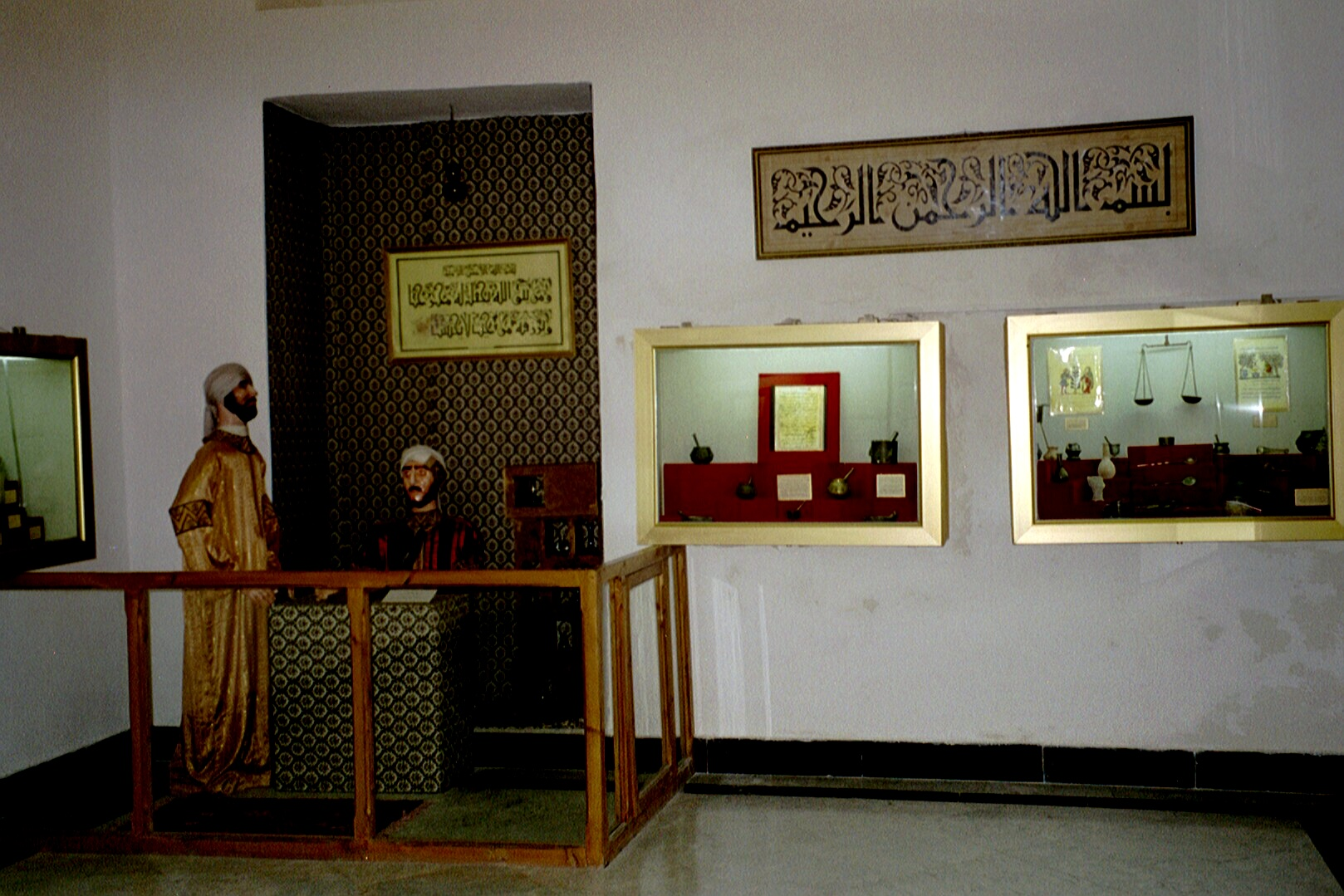
تمثالان شمعيَّان معروضان في البيمارستان النوري بِدمشق يُصوِّران ما كانت عليه هيئة الأطبَّاء المُسلمين في تلك الفترة من الزمن.

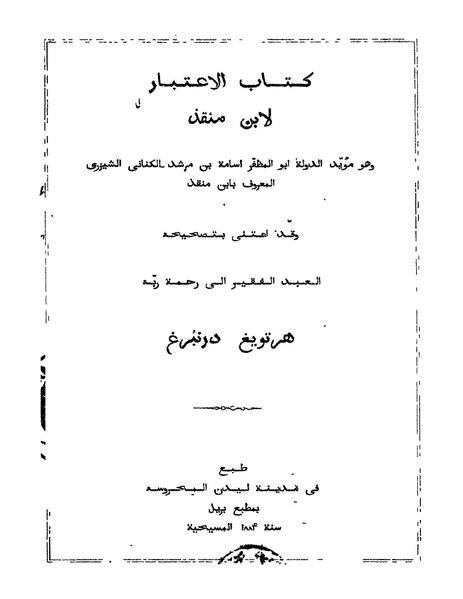
غلاف طبعة بريل سنة 1884م لِـ«كتاب الاعتبار» من تأليف أُسامة بن مُنقذ. يُعتبر هذا الكتاب أحد أبرز كُتب السير التي أُنتجت في العهد الزنكي.

أُقيم في العهد الذي سبق فترة حُكم نور الدين محمود ست عشرة مدرسة في الشَّام، وارتفع عددها في عهده إلى ثماني وخمسين مدرسة، أي بُنيت اثنتي وأربعين مدرسة، كان نصفها مـن بنائه الشخصي، إضافة إلى ما بناه كبار رجال الدولة. وكانت البيمارستانات مراكز أبحاثٍ طبيَّة إلى جانب كونها مُستشفيات، ومن أبرزها تلك التي أسسها نور الدين محمود في مدينة حلب سنة 549هـ المُوافقة لِسنة 1154م، والمعروفة بالبيمارستان النوري، إضافة إلى المشفى النوري في مدينة دمشق، كما بنى نور الدين بيمارستانًا آخر في مدينـة حماة سنة 560هـ المُوافقة لِسنة 1164م. وكان في البيمارستان النوري بِدمشق قاعةً لِعرض الطُيُور والثدييات المُحنَّطة بِهدف دراسة الحيوانات وتعلُّم فن البيطرة، وجُعل الإيوان الشرقي الكبير مركزًا لِتعليم الطب، ولقد كان البيمارستان المذكور يحتوي على أروقة مُنفصلة خاصة بِالرجال وأُخرى خاصة بالنساء. كما كان يحتوي قاعات مُتخصصة شملت قاعة للطوارئ، وقاعة للكحالة، وقاعة لِلجراحة، وقاعة لِلتجبير، وقاعة للأمراض الباطنيَّة. وكانت هذه القاعة أكبر القاعات وهي تنقسم بدورها إلى شُعب تخصُصيَّة منها شعبة لِلمحمومين، وشعبة لِلممرورين، وشعبة لِلمبرودين، وشُعبة للإسهال. هذا بالإضافة إلى قاعة للنقاهة. وكان يتوافر في البيمارستان حمَّام عام وخزَّان مياه مُتصل بإيوانات تجري المياه من خلالها لِتصب في الفسافي وتجري إلى قاعات المرضى للتنزيه عنهم وترفيههم. كما كان بالبيمارستان قاعة واسعة جعلها نور الدين للاجتماعات التي يجلس فيها كبير الأطبَّاء لمناقشة الحالات المرضية مع مُعاونيه.
بِالإضافة إلى ذلك، لاقت المكتبات عنايةً خاصَّةً من نور الدين، وشخَّع الناس على إنشاء المكتبات الخاصَّة إلى جانب اهتمامه بِالمكتبات العامَّة، وكان يُعيِّن لهذه المكتبات موظفون، كالخازن والنُسَّاخ والمُجلِّدين. كذلك، كان للكنائس والأديرة الخاصة بِالنصارى دورٌ تعليميٌّ إلى جانب دورها الديني نتيجةً لكثرة الكنائس والأديرة الخاصة بهم في الشَّام، فقد تلقى فيها أبناء الطوائف المسيحيَّة المُختلفة العُلُوم على أيدي رجال الدين. ووجد نطاقات من المدارس داخل الأديرة منها ما يخص أهل الدير نفسه؛ ويتم فيه تعليم المُرشحين للكهنوت قوانين الرهبنة والتفقه بها، إلى جانب تعليمهم مبادئ النحو والصرف، والمنطق، والفلسفة. أمَّا المدارس الخاصة لِغير أهل الدير، فكان التلاميذ يدرسون فيهـا مبادئ النحو والصرف والحساب والموسيقى والخط. أيضًا كان لليهود مكاتبهم الخاصَّة لِتعليم أبنائهم أحوال دينهم وقواعد اللغتين العربيَّة والعبرانيَّة والرياضيَّات وغيرها من العُلُوم. وأتت الكتاتيب على رأس المُؤسسات التعليميَّة التي اهتمَّ بها الزنكيُّون في الموصل والشَّام، وخصصوا لها أوقافًا كثيرة. وقد اهتمَّ نور الدين محمود بِتعليم الأطفال الأيتام والفُقراء في كافَّة أنحاء دولته، فخصص لهم جماعة من المُعلِّمين وأجرى الأرزاق عليهم، وعمَّم هذا النظام في دمشق وسنجار وحرَّان والرُّها والرِّقَّة ومنبج وشيزر وحماة وحِمص وبعلبك وصلخد وتدمر وغيرها. وكان الصبيُّ إن أتمَّ تعليمه بِالكُتَّاب، انتقل إلى المدرسة - إن رغب بِمُواصلة دراسته - ولهُ الجراية المُستمرَّة أو النفقة الواسعة حتَّى يُنهي دراسته. أمَّا بِالنسبة لِلإنتاج الأدبي والشعري في العهد الزنكي، فيُلاحظ أنَّ شُعراء هذه الفترة لم يأتوا بِشيءٍ مُختلفٍ، بل أخذوا معاني القُدماء وصاغوها صياغةً جديدةً، فاتبعوا سُنن الشُعراء الذين أتوا في العُصُور والعُهُود الإسلاميَّة السابقة من دون أن يحيدوا عمَّا جيء به قيد أنمُلة. وتبقى سمة العهد الزنكي من الناحية الشعريَّة هي كثرة المدائح النبويَّة وقصائد الاستغفار والابتهال إلى الله، وسبب كثرة هذا النوع من القصائد آنذاك كان الوُجُود الصليبي في الشَّام وما جرى من حُروبٍ بين الصليبيين والمُسلمين، جعلت شعراء الأخيرين يعكسون نبض الشارع المُسلم، الذي نظر إلى حربه مع الصليبيين على أنها حرب عقائديَّة وثقافيَّة إلى جانب كونها حربًا لاستراداد الأراضي المسلوبة. ومن أشهر شعراء وأدباء ذلك العصر: أبو الفوارس سعد بن مُحمَّد التميمي، وشرف الدين مُحمَّد بن نصر بن صغير القيسراني، وابن مُنير الطرابُلسي، وعرقلة الدمشقي، وأُسامة بن مُنقذ، وغيرهم.

## الجيش

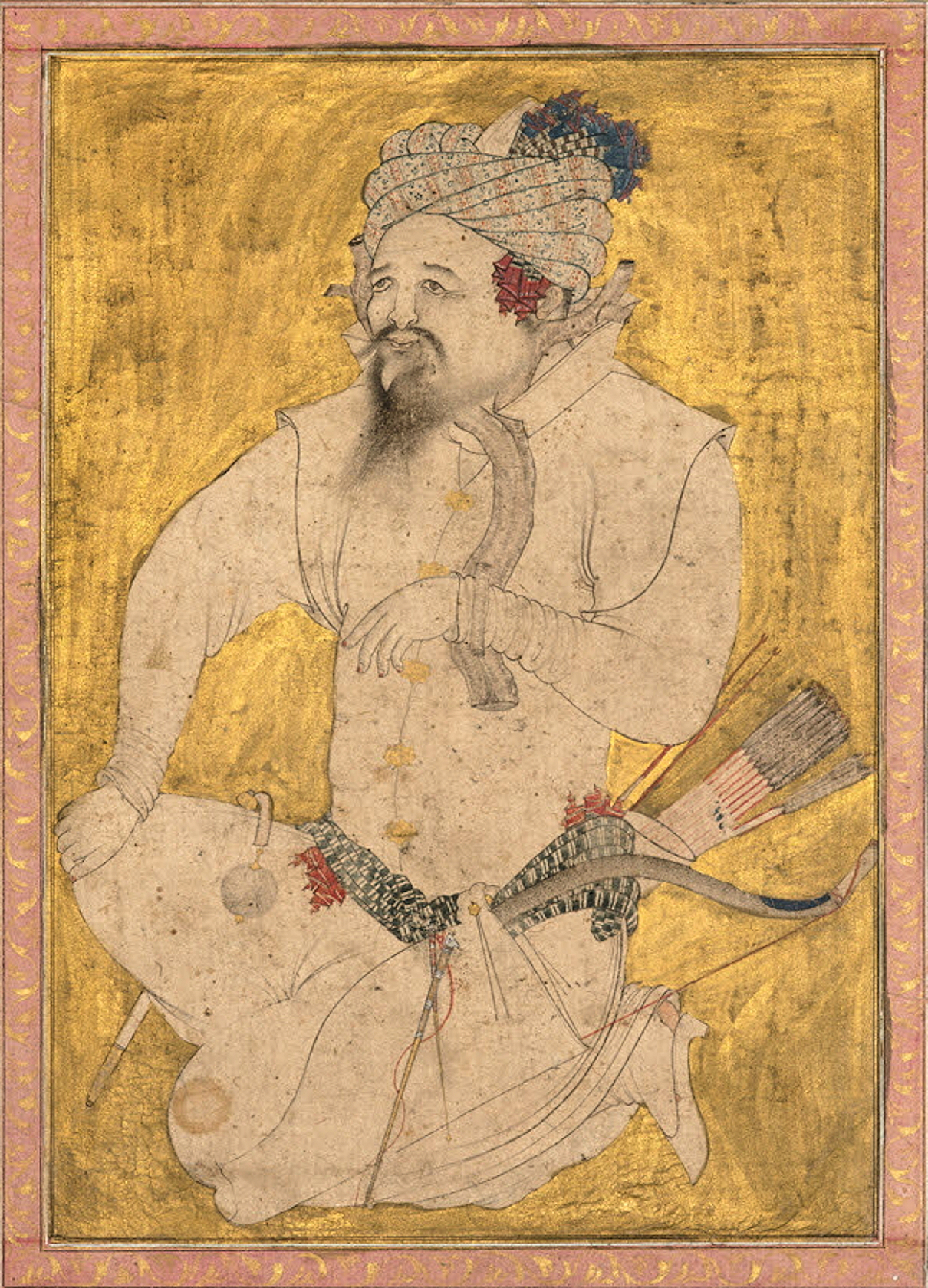
نموذجٌ عن النبَّال التُركماني.

كان عماد الدين الزنكي خبيرًا بِشُؤون الجُند، يسوسهم بِحكمةٍ وبراعة، واجتمعت تحت قيادته آلافٌ كثيرةٌ من العساكر، بعضهم نظاميُّون كالعرب والتُرك والكُرد، وبعضهم غير نظاميين يلتفُّون حوله وقت الحرب وينفضُّون عنه وقت السِّلم، كالتُركمان والبدو. وقد اجتهد في ضبط أُمُور هذه الجُمُوع. فعندما اقتحم جُنده الرُّها وكادوا يأتون على ما فيها، كفَّ أيديهم وحافظ على البلد، ورأى أنَّ الجُندي يجب أن يُكرِّس حياته لِلجُنديَّة، ولِهذا كان يُنهي جُنده عن اقتناء الأملاك مُعتبرًا أنَّ الإقطاعات تكفيهم. وبعد مقتل عماد الدين، نجح نور الدين محمود بتحويل جيش دولته الصغير إلى أعظم قُوَّة عسكريَّة في الشرق الأدنى بفضل ما اتصف به من خصائص عسكريَّة فذَّة. فكان يعتمد أساليب العرب التقليديَّة في ترتيب الجيش ميمينةً وميسرةً وقلب، ووضع الكمائن في مواضع كان يختارها لِتكرَّ على جانبيّ جيش العدوّ وقت الحاجة، وأضاف إلى ذلك ما اختارهُ من أساليب التُرك العسكريَّة مثل وضع الجناحين مُتقدمين عن القلب قليلًا بِحيث تبدو هيئة الجيش كالهلال؛ فإذا هاجم العدوّ القلب، فيحصراه حصرًا شديدًا. وكان الجناحان يضُمَّان خيرة الفُرسان والرُّماة والمُقاتلين بِالسيف، وأضاف إلى الجيش فرقًا من مهرة رُماة الفُرسان الذين يقفون خلف الجناحين وخلف الصُفُوف الأولى من القلب، بِهدف تغطية الفُرسان والمُشاة المُتقدمين عن طريق رشق العدوّ بِالسهام.
استخدم عماد الدين الزنكي الحمام الزاجل، لِنقل الأخبار في حُروبه التي خاضها ضدَّ الصليبيين، ولكن بشكلٍ قليل، ولم يكن لِلحمام الزاجل دورٌ فعَّالٌ في زمنه نظرًا لِصغر حجم دولته وعدم وُجود عوائق لِلبريد. أمَّا عهد نور الدين فقد امتدَّ على أطرافٍ شاسعةٍ من البلاد؛ مما جعله يولي الحمام اهتمامًا كبيرًا لِمعرفة أخبار المُسلمين في جميع الأنحاء، ولا سيَّما أنَّ الصليبيين احتلُّوا بعض ثُغُور المُسلمين والبُلدان فكانت مثل الحواجز لِلبريد، ففكَّر في تفعيل الحمام الزاجل وأنشأ لها الأوكار في سائر البلاد سنة 565هـ المُوافقة لِسنة 1169م. جعل نور الدين أعدادٌ من الحمام في قلاع المُدن وأبراج الحُصُون وأبراج الحراسة ومعها رجالٌ موكلون بها، فإذا بدأ خطر أو وقع حادث أسرع الرجال بِتطيير الرسائل بِواسطة الحمام، فتصل نور الدين فيُسرع بالاستعداد والخُروج لِنجدة البلاد المُستغيثة، أو يُرسل أوامره إلى عُمَّاله القريبين لِلخُروج وقتال المُعتدين.

## قائمة الأُمراء الزنكيين

### في الموصل
| اللقب والكِنية                          | الاسم                              | سنوات الحُكم              |
| -------------------------------------- | ---------------------------------- | ------------------------ |
| الملكُ الشهيد - أبو المُظفَّر              | عمادُ الدين بن آق‌ سُنقُر بن إیل ترقان | 521هـ - 541هـ 1146-1127م |
| سيفُ الدين                              | غازي بن عماد الدين بن آق‌ سُنقُر      | 541هـ - 544هـ 1149-1146م |
| أبو المُلُوك - قُطبُ الدين                 | مودود بن عماد الدين بن آق‌ سُنقُر     | 544هـ - 565هـ 1170-1149م |
| سيفُ الدين                              | غازي بن مودود بن عمادُ الدين        | 565هـ - 576هـ 1180-1170م |
| عزُّ الدين                               | مسعود بن مودود بن عمادُ الدين       | 576هـ - 589هـ 1193-1180م |
| نُورُ الدين                              | أرسلان شاه بن مسعود بن مودود       | 589هـ - 606هـ 1211-1193م |
| الملك القاهر - عزُّ الدين                | مسعود بن أرسلان شاه بن مسعود       | 606هـ - 615هـ 1218-1211م |
| أبو الحارث - نُورُ الدين                 | أرسلان شاه بن مسعود بن مودود       | 615هـ - 616هـ 1219-1218م |
| ناصرُ الدين                             | محمود بن أرسلان شاه بن مسعود       | 616هـ - 630هـ 1233-1219م |
| الملكُ الرَّحيم - أبو الفضائل - بدرُ الدين | لؤلؤ الأرمني النوري الأتابكي       | 631هـ - 656هـ 1258-1234م |

### في حلب
| اللقب والكِنية                         | الاسم                              | سنوات الحُكم              |
| ------------------------------------- | ---------------------------------- | ------------------------ |
| الملكُ الشهيد - أبو المُظفَّر             | عمادُ الدين بن آق‌ سُنقُر بن إیل ترقان | 521هـ - 541هـ 1127-1146م |
| الملكُ العادل - أبو القاسم - نُورُ الدين | محمود بن عماد الدين بن آق سُنقُر     | 541هـ - 569هـ 1174-1149م |
| الملكُ الصَّالح                          | إسماعيل بن محمود بن عماد الدين     | 569هـ - 577هـ 1181-1174م |

### هامش
- «1»: «الشِحْنَكِيَّة» هو منصب الشحنة، وهي وظيفة تُعادل مُديريَّة الشُرطة والأمن العام في العصر الحالي. وشِحْنَة البلد: من كان فيه الكفاية لِضبط أمنها من جهة السُلطان. والشِحْنَجِيَّة: مكتب رئيس الشُرطة الذي يسمى شَحْنَة.

### بِاللُغة العربيَّة
1. ↑  أختر, محمد وجيد. "عشرة أشياء لا تعرفها عن الكعبة". مُسلم ماترز (بالإنجليزية). شؤون المسلمين. Archived from the original on 2018-12-06. Retrieved 2015-08-01.
2. ↑  حمادة، مُحمَّد ماهر (1408هـ - 1988م). دراسة وثيقة لِلتاريخ الإسلامي ومصادره، من عهد بني أُميَّة حتى الفتح العُثماني لِسُورية ومصر (ط. الأولى). بيروت - لُبنان: مُؤسسة الرسالة. ص. 243. {{استشهاد بكتاب}}: تحقق من التاريخ في: |سنة= (مساعدة)
3. 1 2  زيدان، جُرجي. تاريخ التمدُّن الإسلامي. ص. 215 - 216. مؤرشف من الأصل في 2019-12-16. اطلع عليه بتاريخ 6 نيسان (أبريل) 2018م. {{استشهاد بكتاب}}: تحقق من التاريخ في: |تاريخ الوصول= (مساعدة)
4. 1 2  جحا، شفيق؛ البعلبكي، مُنير؛ عُثمان، بهيج (1999م). المُصوَّر في التاريخ (ط. التاسعة عشرة). بيروت، لُبنان: دار العلم للملايين. ص. 56 - 57.
5. ↑  جحا، شفيق؛ البعلبكي، مُنير؛ عُثمان، بهيج (1999م). المُصوَّر في التاريخ (ط. التاسعة عشرة). بيروت، لُبنان: دار العلم للملايين. ص. 92 - 94.
6. ↑  المقريزي، أبو العبَّاس تقيُّ الدين أحمد بن عليّ بن عبد القادر الحُسيني العُبيدي (1997). السُلوك لِمعرفة دُول المُلوك، الجُزء الأوَّل (ط. الأولى). بيروت - لُبنان: دار الكُتُب العلميَّة. ص. 499. {{استشهاد بكتاب}}: تحقق من التاريخ في: |سنة= (مساعدة)
7. ↑  السرجاني، راغب (29 تمُّوز (يوليو) 2013م). "نور الدين محمود والنهضة العلمية". قصَّة الإسلام. مؤرشف من الأصل في 3 سبتمبر 2018. اطلع عليه بتاريخ 1 نيسان (أبريل) 2018م. {{استشهاد ويب}}: تحقق من التاريخ في: |تاريخ الوصول= و|تاريخ= (مساعدة)
8. 1 2 3  جب، هاملتون؛ ترجمة وتحقيق: يُوسُف أيبش (1996). صلاح الدين الأيُّوبي: دراسة في التاريخ الإسلامي (ط. الأولى). بيروت - لُبنان: بيسان للنشر والتوزيع. ص. 52 - 54. {{استشهاد بكتاب}}: تحقق من التاريخ في: |سنة= (مساعدة)
9. 1 2  طقُّوش، مُحمَّد سُهيل (1431هـ - 2010م). تاريخ الزنكيين في الموصل وبلاد الشام (ط. الثانية). بيروت - لُبنان: دار النفائس. ص. 42. ISBN:9789953183169. مؤرشف من الأصل في 2019-12-16. اطلع عليه بتاريخ 6 نيسان (أبريل) 2018م. {{استشهاد بكتاب}}: تحقق من التاريخ في: |تاريخ الوصول= و|سنة= (مساعدة)
10. ↑  ابن العديم، الصاحب كمالُ الدين عُمر بن أحمد بن هبة الله بن أبي جرادة الحلبي؛ تحقيق: سُهيل زكَّار (1408هـ - 1988م). بغية الطلب في تاريخ حلب. بيروت - لُبنان: دار الفكر. ج. الجُزء الثامن. ص. 3844. مؤرشف من الأصل في 2022-04-08. اطلع عليه بتاريخ 6 نيسان (أبريل) 2018م. {{استشهاد بكتاب}}: تحقق من التاريخ في: |تاريخ الوصول= و|سنة= (مساعدة)
11. 1 2 3 4  ابن الأثير الجزري، عز الدين أبي الحسن عليّ بن أبي الكرم مُحمَّد بن مُحمَّد بن عبد الكريم بن عبد الواحد الشيباني؛ تحقيق: أحمد عبد القادر طليمات (1382هـ - 1963م). التاريخ الباهر في الدولة الأتابكيَّة بِالموصل. القاهرة - مصر: دار الكُتُب الحديثة. ص. 4. مؤرشف من الأصل في 2019-12-16. اطلع عليه بتاريخ 6 نيسان (أبريل) 2018م. {{استشهاد بكتاب}}: تحقق من التاريخ في: |تاريخ الوصول= و|سنة= (مساعدة)
12. ↑  ابن العديم، الصاحب كمالُ الدين عُمر بن أحمد بن هبة الله بن أبي جرادة الحلبي؛ تحقيق: سُهيل زكَّار (1408هـ - 1988م). بغية الطلب في تاريخ حلب. بيروت - لُبنان: دار الفكر. ج. الجُزء الرابع. ص. 1954. مؤرشف من الأصل في 2022-04-08. اطلع عليه بتاريخ 6 نيسان (أبريل) 2018م. {{استشهاد بكتاب}}: تحقق من التاريخ في: |تاريخ الوصول= و|سنة= (مساعدة)
13. ↑  ضامن، مُحمَّد (1990). إمارة حلب في ظل الحكم السُلجوقي. بيروت - لُبنان: دار أُسامة. ص. 136. {{استشهاد بكتاب}}: تحقق من التاريخ في: |سنة= (مساعدة)
14. ↑  طقُّوش، مُحمَّد سُهيل (1431هـ - 2010م). تاريخ الزنكيين في الموصل وبلاد الشام (ط. الثانية). بيروت - لُبنان: دار النفائس. ص. 44. ISBN:9789953183169. مؤرشف من الأصل في 2019-12-16. اطلع عليه بتاريخ 6 نيسان (أبريل) 2018م. {{استشهاد بكتاب}}: تحقق من التاريخ في: |تاريخ الوصول= و|سنة= (مساعدة)
15. ↑  ابن العديم، الصاحب كمالُ الدين عُمر بن أحمد بن هبة الله بن أبي جرادة الحلبي (1417هـ - 1996م). زُبدة الحلب من تاريخ حلب (ط. الأولى). بيروت - لُبنان: دار الكُتُب العلميَّة. ص. 215. مؤرشف من الأصل في 2022-04-08. اطلع عليه بتاريخ 6 نيسان (أبريل) 2018م. {{استشهاد بكتاب}}: تحقق من التاريخ في: |تاريخ الوصول= و|سنة= (مساعدة)
16. 1 2 3  ابن الأثير الجزري، عز الدين أبي الحسن عليّ بن أبي الكرم مُحمَّد بن مُحمَّد بن عبد الكريم بن عبد الواحد الشيباني؛ تحقيق: أبو الفداء عبد الله القاضي (1407هـ - 1987م). الكامل في التاريخ (PDF) (ط. الأولى). بيروت - لُبنان: دار الكُتُب العلميَّة. ج. الجُزء الثامن. ص. 443 - 444. مؤرشف من الأصل (PDF) في 2022-04-08. اطلع عليه بتاريخ 6 نيسان (أبريل) 2018م. {{استشهاد بكتاب}}: تحقق من التاريخ في: |تاريخ الوصول= و|سنة= (مساعدة)
17. ↑  ابن القلانسي، الصاحب العميد أبو يعلى حمزة بن أسد بن عليَّ بن مُحمَّد التميمي الدمشقي (1908). ذيل تاريخ دمشق (PDF). بيروت - الدولة العُثمانيَّة: مطبعة الآباء اليسوعيين. ص. 118 - 119. مؤرشف من الأصل (PDF) في 2018-04-06. اطلع عليه بتاريخ 6 نيسان (أبريل) 2018م. {{استشهاد بكتاب}}: تحقق من التاريخ في: |تاريخ الوصول= و|سنة= (مساعدة)
18. ↑  طقُّوش، مُحمَّد سُهيل (1431هـ - 2010م). تاريخ الزنكيين في الموصل وبلاد الشام (ط. الثانية). بيروت - لُبنان: دار النفائس. ص. 46 - 47. ISBN:9789953183169. مؤرشف من الأصل في 2019-12-16. اطلع عليه بتاريخ 7 نيسان (أبريل) 2018م. {{استشهاد بكتاب}}: تحقق من التاريخ في: |تاريخ الوصول= و|سنة= (مساعدة)
19. ↑  ابن الأثير الجزري، عز الدين أبي الحسن عليّ بن أبي الكرم مُحمَّد بن مُحمَّد بن عبد الكريم بن عبد الواحد الشيباني؛ تحقيق: أحمد عبد القادر طليمات (1382هـ - 1963م). التاريخ الباهر في الدولة الأتابكيَّة بِالموصل. القاهرة - مصر: دار الكُتُب الحديثة. ص. 15. مؤرشف من الأصل في 2019-12-16. اطلع عليه بتاريخ 7 نيسان (أبريل) 2018م. {{استشهاد بكتاب}}: تحقق من التاريخ في: |تاريخ الوصول= و|سنة= (مساعدة)
20. ↑  سبط ابن الجوزي، شمس‌ُ الدين أبو المُظفَّر يُوسُف بن حُسامُ الدين قزأُوغلي بن عبد الله التُركي العوني الهُبيري البغدادي؛ تحقيق: مُحمَّد أنس الخشن وكامل مُحمَّد الخرَّاط (1434هـ - 2013م). مرآة الزمان في تواريخ الأعيان (PDF) (ط. الأولى). دمشق - سوريا: دار الرسالة العالميَّة. ج. الجُزء التاسع عشر. ص. 414. مؤرشف من الأصل (PDF) في 2022-04-08. اطلع عليه بتاريخ 7 نيسان (أبريل) 2018م. {{استشهاد بكتاب}}: تحقق من التاريخ في: |تاريخ الوصول= و|سنة= (مساعدة)
21. ↑  ابن القلانسي، الصاحب العميد أبو يعلى حمزة بن أسد بن عليَّ بن مُحمَّد التميمي الدمشقي (1908). ذيل تاريخ دمشق (PDF). بيروت - الدولة العُثمانيَّة: مطبعة الآباء اليسوعيين. ص. 122. مؤرشف من الأصل (PDF) في 2018-04-06. اطلع عليه بتاريخ 6 نيسان (أبريل) 2018م. {{استشهاد بكتاب}}: تحقق من التاريخ في: |تاريخ الوصول= و|سنة= (مساعدة)
22. ↑  الحُسيني، صدر الدين أبي الحسن عليّ بن أبي الفوارس ناصر بن عليّ؛ تصحيح: مُحمَّد إقبال (1933). أخبار الدولة السُلجُوقيَّة (PDF). لاهور - الراج البريطاني: كُليَّة فنجاب. ص. 75. مؤرشف من الأصل (PDF) في 2018-04-07. اطلع عليه بتاريخ 6 نيسان (أبريل) 2018م. {{استشهاد بكتاب}}: تحقق من التاريخ في: |تاريخ الوصول= و|سنة= (مساعدة)
23. ↑  عاشور، سعيد عبد الفتَّاح (2010). الحركة الصليبيَّة: صفحة مُشرقة في تاريخ الجهاد الإسلامي في العُصُور الوُسطى (PDF) (ط. الأولى). القاهرة - مصر: مكتبة الأنجلو المصرية. ج. الجُزء الأوَّل. ص. 94. ISBN:9770516570. مؤرشف من الأصل (PDF) في 2022-03-30. اطلع عليه بتاريخ 6 نيسان (أبريل) 2018م. {{استشهاد بكتاب}}: تحقق من التاريخ في: |تاريخ الوصول= و|سنة= (مساعدة)
24. ↑  ابن القلانسي، الصاحب العميد أبو يعلى حمزة بن أسد بن عليَّ بن مُحمَّد التميمي الدمشقي (1908). ذيل تاريخ دمشق (PDF). بيروت - الدولة العُثمانيَّة: مطبعة الآباء اليسوعيين. ص. 126. مؤرشف من الأصل (PDF) في 2018-04-06. اطلع عليه بتاريخ 6 نيسان (أبريل) 2018م. {{استشهاد بكتاب}}: تحقق من التاريخ في: |تاريخ الوصول= و|سنة= (مساعدة)
25. 1 2 3 4  ابن الأثير الجزري، عز الدين أبي الحسن عليّ بن أبي الكرم مُحمَّد بن مُحمَّد بن عبد الكريم بن عبد الواحد الشيباني؛ تحقيق: أحمد عبد القادر طليمات (1382هـ - 1963م). التاريخ الباهر في الدولة الأتابكيَّة بِالموصل. القاهرة - مصر: دار الكُتُب الحديثة. ص. 15 - 17. مؤرشف من الأصل في 2019-12-16. اطلع عليه بتاريخ 7 نيسان (أبريل) 2018م. {{استشهاد بكتاب}}: تحقق من التاريخ في: |تاريخ الوصول= و|سنة= (مساعدة)
26. ↑  أبو شامة المقدسي، شهابُ الدين عبد الرحمٰن بن إسماعيل بن إبراهيم بن عُثمان المقدسي الدمشقي الشافعي؛ تحقيق: إبراهيم الزيبق (1418هـ - 1997م). الروضتين في أخبار الدولتين النُوريَّة والصلاحيَّة (PDF) (ط. الأولى). بيروت - الدولة العُثمانيَّة: مُؤسسة الرسالة. ج. الجُزء الأوَّل. ص. 104. مؤرشف من الأصل (PDF) في 2022-04-08. اطلع عليه بتاريخ 8 نيسان (أبريل) 2018م. {{استشهاد بكتاب}}: تحقق من التاريخ في: |تاريخ الوصول= و|سنة= (مساعدة)
27. ↑  ابن الأثير الجزري، عز الدين أبي الحسن عليّ بن أبي الكرم مُحمَّد بن مُحمَّد بن عبد الكريم بن عبد الواحد الشيباني؛ تحقيق: أبو الفداء عبد الله القاضي (1407هـ - 1987م). الكامل في التاريخ (ط. الأولى). بيروت - لُبنان: دار الكُتُب العلميَّة. ج. الجُزء التاسع. ص. 214. مؤرشف من الأصل في 2016-05-13. اطلع عليه بتاريخ 6 نيسان (أبريل) 2018م. {{استشهاد بكتاب}}: تحقق من التاريخ في: |تاريخ الوصول= و|سنة= (مساعدة)
28. ↑  ابن الأثير الجزري، عز الدين أبي الحسن عليّ بن أبي الكرم مُحمَّد بن مُحمَّد بن عبد الكريم بن عبد الواحد الشيباني؛ تحقيق: أحمد عبد القادر طليمات (1382هـ - 1963م). التاريخ الباهر في الدولة الأتابكيَّة بِالموصل. القاهرة - مصر: دار الكُتُب الحديثة. ص. 24 - 25. مؤرشف من الأصل في 2019-12-16. اطلع عليه بتاريخ 12 نيسان (أبريل) 2018م. {{استشهاد بكتاب}}: تحقق من التاريخ في: |تاريخ الوصول= و|سنة= (مساعدة)
29. ↑  ابن الأثير الجزري، عز الدين أبي الحسن عليّ بن أبي الكرم مُحمَّد بن مُحمَّد بن عبد الكريم بن عبد الواحد الشيباني؛ تحقيق: أحمد عبد القادر طليمات (1382هـ - 1963م). التاريخ الباهر في الدولة الأتابكيَّة بِالموصل. القاهرة - مصر: دار الكُتُب الحديثة. ص. 28 - 29. مؤرشف من الأصل في 2019-12-16. اطلع عليه بتاريخ 12 نيسان (أبريل) 2018م. {{استشهاد بكتاب}}: تحقق من التاريخ في: |تاريخ الوصول= و|سنة= (مساعدة)
30. ↑  ابن خلِّكان، شمسُ الدين أبي العبَّاس أحمد بن مُحمَّد بن أبي بكر البرمكي الإربلي؛ تحقيق: إحسان عبَّاس (1972). وفيَّات الأعيان وأنباء أبناء الزمان (PDF). بيروت - لُبنان: دار صادر. ج. الجُزء الثاني. ص. 327 - 328. مؤرشف من الأصل (PDF) في 2022-04-08. اطلع عليه بتاريخ 12 نيسان (أبريل) 2018م. {{استشهاد بكتاب}}: تحقق من التاريخ في: |تاريخ الوصول= و|سنة= (مساعدة)
31. ↑  عمادُ الدين الأصفهاني، أبو عبد الله مُحمَّد بن مُحمَّد صفيُّ الدين ابن نفيس الدين حامد؛ اختصار: أبو إبراهيم الفتح بن عليّ بن مُحمَّد البنداري الأصفهاني (1318هـ - 1900م). تاريخ دولة آل سُلجُوق (PDF). القاهرة - الخديويَّة المصريَّة، الدولة العُثمانيَّة: شركة طبع الكتب العربية. ص. 187. مؤرشف من الأصل (PDF) في 2018-04-13. اطلع عليه بتاريخ 12 نيسان (أبريل) 2018م. {{استشهاد بكتاب}}: تحقق من التاريخ في: |تاريخ الوصول= و|سنة= (مساعدة)
32. ↑  ابن الأثير الجزري، عز الدين أبي الحسن عليّ بن أبي الكرم مُحمَّد بن مُحمَّد بن عبد الكريم بن عبد الواحد الشيباني؛ تحقيق: أحمد عبد القادر طليمات (1382هـ - 1963م). التاريخ الباهر في الدولة الأتابكيَّة بِالموصل. القاهرة - مصر: دار الكُتُب الحديثة. ص. 32 - 34. مؤرشف من الأصل في 2019-12-16. اطلع عليه بتاريخ 12 نيسان (أبريل) 2018م. {{استشهاد بكتاب}}: تحقق من التاريخ في: |تاريخ الوصول= و|سنة= (مساعدة)
33. ↑  طقُّوش، مُحمَّد سُهيل (1431هـ - 2010م). تاريخ الزنكيين في الموصل وبلاد الشام (ط. الثانية). بيروت - لُبنان: دار النفائس. ص. 98 - 99. ISBN:9789953183169. مؤرشف من الأصل في 2019-12-16. اطلع عليه بتاريخ 12 نيسان (أبريل) 2018م. {{استشهاد بكتاب}}: تحقق من التاريخ في: |تاريخ الوصول= و|سنة= (مساعدة)
34. ↑  السرجاني، راغب (2009). قصَّة الحُرُوب الصليبيَّة (ط. الثانية). القاهرة - مصر: مُؤسسة إقرأ. ص. 483. ISBN:9774415809. مؤرشف من الأصل في 2018-04-13. اطلع عليه بتاريخ 12 نيسان (أبريل) 2018م. {{استشهاد بكتاب}}: تحقق من التاريخ في: |تاريخ الوصول= و|سنة= (مساعدة)
35. ↑  ابن الأثير الجزري، عز الدين أبي الحسن عليّ بن أبي الكرم مُحمَّد بن مُحمَّد بن عبد الكريم بن عبد الواحد الشيباني؛ تحقيق: أحمد عبد القادر طليمات (1382هـ - 1963م). التاريخ الباهر في الدولة الأتابكيَّة بِالموصل. القاهرة - مصر: دار الكُتُب الحديثة. ص. 36 - 37. مؤرشف من الأصل في 2019-12-16. اطلع عليه بتاريخ 12 نيسان (أبريل) 2018م. {{استشهاد بكتاب}}: تحقق من التاريخ في: |تاريخ الوصول= و|سنة= (مساعدة)
36. ↑  ابن خلدون، وليُّ الدين أبي زید عبدُ الرحمٰن بن مُحمَّد الحضرمي الإشبيلي (1421هـ - 2000م). ديوان المُبتدأ والخبر في أيَّام العرب والعجم والبربر ومن عاصرهم من ذوي السُلطان الأكبر. بيروت - لُبنان: دار الفكر. ج. الجُزء الخامس. ص. 264. مؤرشف من الأصل في 2018-04-13. اطلع عليه بتاريخ 12 نيسان (أبريل) 2018م. {{استشهاد بكتاب}}: تحقق من التاريخ في: |تاريخ الوصول= و|سنة= (مساعدة)
37. ↑  ابن الأثير الجزري، عز الدين أبي الحسن عليّ بن أبي الكرم مُحمَّد بن مُحمَّد بن عبد الكريم بن عبد الواحد الشيباني؛ تحقيق: أحمد عبد القادر طليمات (1382هـ - 1963م). التاريخ الباهر في الدولة الأتابكيَّة بِالموصل. القاهرة - مصر: دار الكُتُب الحديثة. ص. 35 - 36. مؤرشف من الأصل في 2019-12-16. اطلع عليه بتاريخ 13 نيسان (أبريل) 2018م. {{استشهاد بكتاب}}: تحقق من التاريخ في: |تاريخ الوصول= و|سنة= (مساعدة)
38. ↑  خليل، عمادُ الدين (1971م). عماد الدين زنكي (ط. الأولى). بيروت - لُبنان: الدار العلميَّة. ص. 71. {{استشهاد بكتاب}}: تحقق من التاريخ في: |سنة= (مساعدة)
39. ↑  ابن العديم، الصاحب كمالُ الدين عُمر بن أحمد بن هبة الله بن أبي جرادة الحلبي (1417هـ - 1996م). زُبدة الحلب من تاريخ حلب (ط. الأولى). بيروت - لُبنان: دار الكُتُب العلميَّة. ص. 299. مؤرشف من الأصل في 2022-04-08. اطلع عليه بتاريخ 13 نيسان (أبريل) 2018م. {{استشهاد بكتاب}}: تحقق من التاريخ في: |تاريخ الوصول= و|سنة= (مساعدة)
40. ↑  ابن الأثير الجزري، عز الدين أبي الحسن عليّ بن أبي الكرم مُحمَّد بن مُحمَّد بن عبد الكريم بن عبد الواحد الشيباني؛ تحقيق: أحمد عبد القادر طليمات (1382هـ - 1963م). التاريخ الباهر في الدولة الأتابكيَّة بِالموصل. القاهرة - مصر: دار الكُتُب الحديثة. ص. 34، 37 - 38. مؤرشف من الأصل في 2019-12-16. اطلع عليه بتاريخ 14 نيسان (أبريل) 2018م. {{استشهاد بكتاب}}: تحقق من التاريخ في: |تاريخ الوصول= و|سنة= (مساعدة)
41. ↑  ابن العديم، الصاحب كمالُ الدين عُمر بن أحمد بن هبة الله بن أبي جرادة الحلبي (1417هـ - 1996م). زُبدة الحلب من تاريخ حلب (ط. الأولى). بيروت - لُبنان: دار الكُتُب العلميَّة. ص. 300- 301. مؤرشف من الأصل في 2022-04-08. اطلع عليه بتاريخ 13 نيسان (أبريل) 2018م. {{استشهاد بكتاب}}: تحقق من التاريخ في: |تاريخ الوصول= و|سنة= (مساعدة)
42. ↑  ابن الأثير الجزري، عز الدين أبي الحسن عليّ بن أبي الكرم مُحمَّد بن مُحمَّد بن عبد الكريم بن عبد الواحد الشيباني؛ تحقيق: أبو الفداء عبد الله القاضي (1407هـ - 1987م). الكامل في التاريخ (PDF) (ط. الأولى). بيروت - لُبنان: دار الكُتُب العلميَّة. ج. الجُزء التاسع. ص. 246. مؤرشف من الأصل (PDF) في 2022-04-08. اطلع عليه بتاريخ 14 نيسان (أبريل) 2018م. {{استشهاد بكتاب}}: تحقق من التاريخ في: |تاريخ الوصول= و|سنة= (مساعدة)
43. ↑  العظيمي الحلبي، مُحمَّد بن عليّ؛ تحقيق: إبراهيم زعرور (1984م). تاريخ حلب (PDF) (ط. الأولى). دمشق - سوريا: دار حسَّان. ص. 381. مؤرشف من الأصل (PDF) في 2022-04-08. اطلع عليه بتاريخ 14 نيسان (أبريل) 2018م. {{استشهاد بكتاب}}: تحقق من التاريخ في: |تاريخ الوصول= و|سنة= (مساعدة)
44. ↑  حميد، مها سعيد (ربيع الثاني 1432هـ \ آذار 2011م). "الوحدة والانفصال بين الموصل وحلب خلال القرن السادس الهجري" (PDF). مجلَّة إضاءات موصليَّة. العدد 45: صفحة 4. مؤرشف من الأصل (PDF) في 2014-08-13. {{استشهاد بدورية محكمة}}: تحقق من التاريخ في: |سنة= (مساعدة)
45. ↑  ابن العديم، الصاحب كمالُ الدين عُمر بن أحمد بن هبة الله بن أبي جرادة الحلبي (1417هـ - 1996م). زُبدة الحلب من تاريخ حلب (ط. الأولى). بيروت - لُبنان: دار الكُتُب العلميَّة. ص. 301 - 302. مؤرشف من الأصل في 2022-04-08. اطلع عليه بتاريخ 13 نيسان (أبريل) 2018م. {{استشهاد بكتاب}}: تحقق من التاريخ في: |تاريخ الوصول= و|سنة= (مساعدة)
46. ↑  أبو شامة المقدسي، شهابُ الدين عبد الرحمٰن بن إسماعيل بن إبراهيم بن عُثمان المقدسي الدمشقي الشافعي؛ تحقيق: إبراهيم الزيبق (1418هـ - 1997م). الروضتين في أخبار الدولتين النُوريَّة والصلاحيَّة (PDF) (ط. الأولى). بيروت - الدولة العُثمانيَّة: مُؤسسة الرسالة. ج. الجُزء الأوَّل. ص. 118. مؤرشف من الأصل (PDF) في 2022-04-08. اطلع عليه بتاريخ 14 نيسان (أبريل) 2018م. {{استشهاد بكتاب}}: تحقق من التاريخ في: |تاريخ الوصول= و|سنة= (مساعدة)
47. ↑  ابن الأثير الجزري، عز الدين أبي الحسن عليّ بن أبي الكرم مُحمَّد بن مُحمَّد بن عبد الكريم بن عبد الواحد الشيباني؛ تحقيق: أحمد عبد القادر طليمات (1382هـ - 1963م). التاريخ الباهر في الدولة الأتابكيَّة بِالموصل. القاهرة - مصر: دار الكُتُب الحديثة. ص. 37. مؤرشف من الأصل في 2019-12-16. اطلع عليه بتاريخ 14 نيسان (أبريل) 2018م. {{استشهاد بكتاب}}: تحقق من التاريخ في: |تاريخ الوصول= و|سنة= (مساعدة)
48. ↑  ابن شدَّاد، أبو المحاسن بهاءُ الدين يُوسُف بن رافع بن تميم الأسدي الموصلي؛ تحقيق: يحي زكريَّا عبارة (1991م). الأعلاق الخطيرة في ذكر أُمراء الشَّام والجزيرة (ط. الأولى). دمشق - سوريا: وزارة الثقافة السوريَّة. ص. 121. مؤرشف من الأصل في 2018-04-14. اطلع عليه بتاريخ 14 نيسان (أبريل) 2018م. {{استشهاد بكتاب}}: تحقق من التاريخ في: |تاريخ الوصول= و|سنة= (مساعدة)
49. ↑  خليل، عمادُ الدين (1971م). عماد الدين زنكي (ط. الأولى). بيروت - لُبنان: الدار العلميَّة. ص. 119. {{استشهاد بكتاب}}: تحقق من التاريخ في: |سنة= (مساعدة)
50. ↑  ابن القلانسي، الصاحب العميد أبو يعلى حمزة بن أسد بن عليَّ بن مُحمَّد التميمي الدمشقي (1908). ذيل تاريخ دمشق (PDF). بيروت - الدولة العُثمانيَّة: مطبعة الآباء اليسوعيين. ص. 227 - 228. مؤرشف من الأصل (PDF) في 2018-04-06. اطلع عليه بتاريخ 14 نيسان (أبريل) 2018م. {{استشهاد بكتاب}}: تحقق من التاريخ في: |تاريخ الوصول= و|سنة= (مساعدة)
51. ↑  السرجاني، راغب (2009). قصَّة الحُرُوب الصليبيَّة (ط. الثانية). القاهرة - مصر: مُؤسسة إقرأ. ص. 395 - 396. ISBN:9774415809. مؤرشف من الأصل في 2019-12-16. اطلع عليه بتاريخ 14 نيسان (أبريل) 2018م. {{استشهاد بكتاب}}: تحقق من التاريخ في: |تاريخ الوصول= و|سنة= (مساعدة)
52. ↑  ابن العديم، الصاحب كمالُ الدين عُمر بن أحمد بن هبة الله بن أبي جرادة الحلبي (1417هـ - 1996م). زُبدة الحلب من تاريخ حلب (ط. الأولى). بيروت - لُبنان: دار الكُتُب العلميَّة. ص. 303 - 304. مؤرشف من الأصل في 2022-04-08. اطلع عليه بتاريخ 14 نيسان (أبريل) 2018م. {{استشهاد بكتاب}}: تحقق من التاريخ في: |تاريخ الوصول= و|سنة= (مساعدة)
53. ↑  عاشور، سعيد عبد الفتَّاح (2010). الحركة الصليبيَّة: صفحة مُشرقة في تاريخ الجهاد الإسلامي في العُصُور الوُسطى (PDF) (ط. الأولى). القاهرة - مصر: مكتبة الأنجلو المصرية. ج. الجُزء الأوَّل. ص. 452. ISBN:9770516570. مؤرشف من الأصل (PDF) في 2022-03-30. اطلع عليه بتاريخ 14 نيسان (أبريل) 2018م. {{استشهاد بكتاب}}: تحقق من التاريخ في: |تاريخ الوصول= و|سنة= (مساعدة)
54. 1 2 3 4 5  ابن الأثير الجزري، عز الدين أبي الحسن عليّ بن أبي الكرم مُحمَّد بن مُحمَّد بن عبد الكريم بن عبد الواحد الشيباني؛ تحقيق: أبو الفداء عبد الله القاضي (1407هـ - 1987م). الكامل في التاريخ (PDF) (ط. الأولى). بيروت - لُبنان: دار الكُتُب العلميَّة. ج. الجُزء التاسع. ص. 254 - 255. مؤرشف من الأصل (PDF) في 2022-04-08. اطلع عليه بتاريخ 14 نيسان (أبريل) 2018م. {{استشهاد بكتاب}}: تحقق من التاريخ في: |تاريخ الوصول= و|سنة= (مساعدة)
55. ↑  رونسيمان، ستيڤن؛ ترجمة: نور الدين خليل (1998م). تاريخ الحملات الصليبيَّة (PDF) (ط. الثانية). القاهرة - مصر: الهيئة المصرية العامة للكتاب. ج. الجُزء الثاني. ص. 212 - 213. مؤرشف من الأصل (PDF) في 2022-04-08. اطلع عليه بتاريخ 14 نيسان (أبريل) 2018م. {{استشهاد بكتاب}}: تحقق من التاريخ في: |تاريخ الوصول= و|سنة= (مساعدة)
56. ↑  الجنباز، مُحمَّد مُنير (15 جُمادى الأولى 1439هـ - 1 شُباط (فبراير) 2018م). "معركة حصن الأثارب سنة 524 هـ". شبكة الألوكة. مؤرشف من الأصل في 14 نيسان (أبريل) 2018م. اطلع عليه بتاريخ 14 نيسان (أبريل) 2018م. {{استشهاد ويب}}: تحقق من التاريخ في: |تاريخ الوصول=، |تاريخ=، و|تاريخ أرشيف= (مساعدة)
57. ↑  ابن الأثير الجزري، عز الدين أبي الحسن عليّ بن أبي الكرم مُحمَّد بن مُحمَّد بن عبد الكريم بن عبد الواحد الشيباني؛ تحقيق: أحمد عبد القادر طليمات (1382هـ - 1963م). التاريخ الباهر في الدولة الأتابكيَّة بِالموصل. القاهرة - مصر: دار الكُتُب الحديثة. ص. 39 - 42. مؤرشف من الأصل في 2019-12-16. اطلع عليه بتاريخ 14 نيسان (أبريل) 2018م. {{استشهاد بكتاب}}: تحقق من التاريخ في: |تاريخ الوصول= و|سنة= (مساعدة)
58. 1 2  ابن واصل، أبو عبد الله جمالُ الدين مُحمَّد بن سالم بن نصر الله المازني التميمي الحموي الشافعي؛ تحقيق: جمال الدين الشيَّال وحسنين مُحمَّد ربيع وسعيد عبد الفتَّاح عاشور (1377هـ - 1957م). مُفرِّج الكُرُوب في أخبار بني أيُّوب (PDF). القاهرة - مصر: دار الكتب والوثائق القومية. ج. الجُزء الأوَّل. ص. 47 و97. مؤرشف من الأصل (PDF) في 2022-04-08. اطلع عليه بتاريخ 15 نيسان (أبريل) 2018م. {{استشهاد بكتاب}}: تحقق من التاريخ في: |تاريخ الوصول= و|سنة= (مساعدة)
59. ↑  خليل، عمادُ الدين (1971م). عماد الدين زنكي (ط. الأولى). بيروت - لُبنان: الدار العلميَّة. ص. 175. {{استشهاد بكتاب}}: تحقق من التاريخ في: |سنة= (مساعدة)
60. ↑  ابن الأثير الجزري، عز الدين أبي الحسن عليّ بن أبي الكرم مُحمَّد بن مُحمَّد بن عبد الكريم بن عبد الواحد الشيباني؛ تحقيق: أبو الفداء عبد الله القاضي (1407هـ - 1987م). الكامل في التاريخ (PDF) (ط. الأولى). بيروت - لُبنان: دار الكُتُب العلميَّة. ج. الجُزء التاسع. ص. 262 - 263. مؤرشف من الأصل (PDF) في 2022-04-08. اطلع عليه بتاريخ 15 نيسان (أبريل) 2018م. {{استشهاد بكتاب}}: تحقق من التاريخ في: |تاريخ الوصول= و|سنة= (مساعدة)
61. ↑  ابن الجوزي، أبو الفرج جمالُ الدين عبدُ الرحمٰن بن أبي الحسن عليّ بن مُحمَّد القُرشي التيمي البكري (1415هـ - 1995م). المُنتظم في تاريخ المُلُوك والأمم (PDF) (ط. الثانية). بيروت - لُبنان: دار الكُتُب العلميَّة. ج. الجُزء السابع عشر. ص. 270 - 271. مؤرشف من الأصل (PDF) في 2022-04-08. اطلع عليه بتاريخ 15 نيسان (أبريل) 2018م. {{استشهاد بكتاب}}: تحقق من التاريخ في: |تاريخ الوصول= و|سنة= (مساعدة)
62. ↑  الراوندي، نجم‌ُ الدين أبو بکر مُحمَّد بن علي بن سُلیمان‌ بن مُحمَّد [بالفارسية]؛ تعريب: إبراهيم أمين الشواربي وعبد المُنعم مُحمَّد حسنين وفُؤاد عبد المُعطي الصيَّاد (1379هـ - 1960م). راحة الصُدُور وآية السُرُور في تاريخ الدولة السُلجُوقيَّة. القاهرة - مصر: دار القلم. ص. 208 - 209. مؤرشف من الأصل في 2022-04-08. اطلع عليه بتاريخ 15 نيسان (أبريل) 2018م. {{استشهاد بكتاب}}: تحقق من التاريخ في: |تاريخ الوصول= و|سنة= (مساعدة)
63. ↑  الحَافِظ أَبو الفِدَاء إِسْمًاعيل بن كَثير. البِدايةُ والنِهايَة. دار التقوى. ص. 222. الجُزء العاشر.
64. ↑  طقُّوش، مُحمَّد سُهيل (1431هـ - 2010م). تاريخ الزنكيين في الموصل وبلاد الشام (ط. الثانية). بيروت - لُبنان: دار النفائس. ص. 94. ISBN:9789953183169. مؤرشف من الأصل في 2019-12-16. اطلع عليه بتاريخ 15 نيسان (أبريل) 2018م. {{استشهاد بكتاب}}: تحقق من التاريخ في: |تاريخ الوصول= و|سنة= (مساعدة)
65. ↑  ابن القلانسي، الصاحب العميد أبو يعلى حمزة بن أسد بن عليَّ بن مُحمَّد التميمي الدمشقي (1908). ذيل تاريخ دمشق (PDF). بيروت - الدولة العُثمانيَّة: مطبعة الآباء اليسوعيين. ص. 236. مؤرشف من الأصل (PDF) في 2018-04-06. اطلع عليه بتاريخ 15 نيسان (أبريل) 2018م. {{استشهاد بكتاب}}: تحقق من التاريخ في: |تاريخ الوصول= و|سنة= (مساعدة)
66. ↑  الصوري، وليم؛ تعريب: حسن حبشي (1991م). الحُرُوب الصليبيَّة (ط. الأولى). القاهرة - مصر: الهيئة المصرية العامة للكتاب. ج. الجُزء الثاني. ص. 661 - 662. {{استشهاد بكتاب}}: تحقق من التاريخ في: |سنة= (مساعدة)
67. ↑  ابن الأثير الجزري، عز الدين أبي الحسن عليّ بن أبي الكرم مُحمَّد بن مُحمَّد بن عبد الكريم بن عبد الواحد الشيباني؛ تحقيق: أبو الفداء عبد الله القاضي (1407هـ - 1987م). الكامل في التاريخ (PDF) (ط. الأولى). بيروت - لُبنان: دار الكُتُب العلميَّة. ج. الجُزء التاسع. ص. 268 - 267. مؤرشف من الأصل (PDF) في 2022-04-08. اطلع عليه بتاريخ 15 نيسان (أبريل) 2018م. {{استشهاد بكتاب}}: تحقق من التاريخ في: |تاريخ الوصول= و|سنة= (مساعدة)
68. ↑  رونسيمان، ستيڤن؛ ترجمة: نور الدين خليل (1998م). تاريخ الحملات الصليبيَّة (PDF) (ط. الثانية). القاهرة - مصر: الهيئة المصرية العامة للكتاب. ج. الجُزء الثاني. ص. 227 - 228. مؤرشف من الأصل (PDF) في 2022-04-08. اطلع عليه بتاريخ 15 نيسان (أبريل) 2018م. {{استشهاد بكتاب}}: تحقق من التاريخ في: |تاريخ الوصول= و|سنة= (مساعدة)
69. ↑  النُويري، شهاب الدين أحمد بن عبد الوهَّاب بن مُحمَّد بن عبد الدائم القُرشي التيمي البكري (1423هـ). الأرب في فنون الأدب(27)/الصفحة_82 نهاية الأرب في فنون الأدب (ط. الأولى). القاهرة - مصر: وزارة الثقافة والارشاد القومي. ص. 85. مؤرشف من الأصل في 2018-04-17. اطلع عليه بتاريخ 17 نيسان (أبريل) 2018م. {{استشهاد بكتاب}}: تحقق من التاريخ في: |تاريخ الوصول= و|سنة= (مساعدة) وتحقق من قيمة |مسار أرشيف= (مساعدة)
70. ↑  ابن الأثير الجزري، عز الدين أبي الحسن عليّ بن أبي الكرم مُحمَّد بن مُحمَّد بن عبد الكريم بن عبد الواحد الشيباني؛ تحقيق: أبو الفداء عبد الله القاضي (1407هـ - 1987م). الكامل في التاريخ (PDF) (ط. الأولى). بيروت - لُبنان: دار الكُتُب العلميَّة. ج. الجُزء التاسع. ص. 279 - 280. مؤرشف من الأصل (PDF) في 2022-04-08. اطلع عليه بتاريخ 17 نيسان (أبريل) 2018م. {{استشهاد بكتاب}}: تحقق من التاريخ في: |تاريخ الوصول= و|سنة= (مساعدة)
71. 1 2  الصوري، وليم؛ تعريب: حسن حبشي (1991م). الحُرُوب الصليبيَّة (ط. الأولى). القاهرة - مصر: الهيئة المصرية العامة للكتاب. ج. الجُزء الثاني. ص. 686 - 688، 691 - 692. {{استشهاد بكتاب}}: تحقق من التاريخ في: |سنة= (مساعدة)
72. ↑  ابن الأثير الجزري، عز الدين أبي الحسن عليّ بن أبي الكرم مُحمَّد بن مُحمَّد بن عبد الكريم بن عبد الواحد الشيباني؛ تحقيق: أبو الفداء عبد الله القاضي (1407هـ - 1987م). الكامل في التاريخ (PDF) (ط. الأولى). بيروت - لُبنان: دار الكُتُب العلميَّة. ج. الجُزء التاسع. ص. 300. مؤرشف من الأصل (PDF) في 2022-04-08. اطلع عليه بتاريخ 17 نيسان (أبريل) 2018م. {{استشهاد بكتاب}}: تحقق من التاريخ في: |تاريخ الوصول= و|سنة= (مساعدة)
73. ↑  ابن الأثير الجزري، عز الدين أبي الحسن عليّ بن أبي الكرم مُحمَّد بن مُحمَّد بن عبد الكريم بن عبد الواحد الشيباني؛ تحقيق: أحمد عبد القادر طليمات (1382هـ - 1963م). التاريخ الباهر في الدولة الأتابكيَّة بِالموصل. القاهرة - مصر: دار الكُتُب الحديثة. ص. 57 - 58. مؤرشف من الأصل في 2019-12-16. اطلع عليه بتاريخ 17 نيسان (أبريل) 2018م. {{استشهاد بكتاب}}: تحقق من التاريخ في: |تاريخ الوصول= و|سنة= (مساعدة)
74. ↑  ابن الأثير الجزري، عز الدين أبي الحسن عليّ بن أبي الكرم مُحمَّد بن مُحمَّد بن عبد الكريم بن عبد الواحد الشيباني؛ تحقيق: أبو الفداء عبد الله القاضي (1407هـ - 1987م). الكامل في التاريخ (PDF) (ط. الأولى). بيروت - لُبنان: دار الكُتُب العلميَّة. ج. الجُزء التاسع. ص. 299 - 300. مؤرشف من الأصل (PDF) في 2022-10-30. اطلع عليه بتاريخ 6 نيسان (أبريل) 2018م. {{استشهاد بكتاب}}: تحقق من التاريخ في: |تاريخ الوصول= و|سنة= (مساعدة)
75. 1 2  عمران، محمود سعيد (1998). معالم التاريخ الإسلامي الوسيط (ط. الأولى). القاهرة - مصر: دار النهضة العربيَّة. ص. 205. {{استشهاد بكتاب}}: تحقق من التاريخ في: |سنة= (مساعدة)
76. ↑  الصوري، وليم؛ تعريب: حسن حبشي (1991م). الحُرُوب الصليبيَّة (ط. الأولى). القاهرة - مصر: الهيئة المصرية العامة للكتاب. ج. الجُزء الثاني. ص. 697 - 699. {{استشهاد بكتاب}}: تحقق من التاريخ في: |سنة= (مساعدة)
77. ↑  ابن العديم، الصاحب كمالُ الدين عُمر بن أحمد بن هبة الله بن أبي جرادة الحلبي (1417هـ - 1996م). زُبدة الحلب من تاريخ حلب (ط. الأولى). بيروت - لُبنان: دار الكُتُب العلميَّة. ص. 323. مؤرشف من الأصل في 2022-04-08. اطلع عليه بتاريخ 18 نيسان (أبريل) 2018م. {{استشهاد بكتاب}}: تحقق من التاريخ في: |تاريخ الوصول= و|سنة= (مساعدة)
78. ↑  ابن الأثير الجزري، عز الدين أبي الحسن عليّ بن أبي الكرم مُحمَّد بن مُحمَّد بن عبد الكريم بن عبد الواحد الشيباني؛ تحقيق: أبو الفداء عبد الله القاضي (1407هـ - 1987م). الكامل في التاريخ (PDF) (ط. الأولى). بيروت - لُبنان: دار الكُتُب العلميَّة. ج. الجُزء التاسع. ص. 301 - 302. مؤرشف من الأصل (PDF) في 2022-10-30. اطلع عليه بتاريخ 6 نيسان (أبريل) 2018م. {{استشهاد بكتاب}}: تحقق من التاريخ في: |تاريخ الوصول= و|سنة= (مساعدة)
79. ↑  ابن القلانسي، الصاحب العميد أبو يعلى حمزة بن أسد بن عليَّ بن مُحمَّد التميمي الدمشقي (1908). ذيل تاريخ دمشق (PDF). بيروت - الدولة العُثمانيَّة: مطبعة الآباء اليسوعيين. ص. 265. مؤرشف من الأصل (PDF) في 2018-04-06. اطلع عليه بتاريخ 18 نيسان (أبريل) 2018م. {{استشهاد بكتاب}}: تحقق من التاريخ في: |تاريخ الوصول= و|سنة= (مساعدة)
80. ↑  ابن واصل، أبو عبد الله جمالُ الدين مُحمَّد بن سالم بن نصر الله المازني التميمي الحموي الشافعي؛ تحقيق: جمال الدين الشيَّال وحسنين مُحمَّد ربيع وسعيد عبد الفتَّاح عاشور (1377هـ - 1957م). مُفرِّج الكُرُوب في أخبار بني أيُّوب (PDF). القاهرة - مصر: دار الكتب والوثائق القومية. ج. الجُزء الأوَّل. ص. 77 - 78. مؤرشف من الأصل (PDF) في 2022-04-08. اطلع عليه بتاريخ 18 نيسان (أبريل) 2018م. {{استشهاد بكتاب}}: تحقق من التاريخ في: |تاريخ الوصول= و|سنة= (مساعدة)
81. ↑  الشيزري، مُؤيِّدُ الدولة أبو المُظفَّر أُسامة بن مُرشد بن عليّ بن مُقلَّد بن نصر (1883م). كتاب الاعتبار (PDF). لايدن - الإمبراطوريَّة الألمانيَّة: دار بريل للنشر. ص. 83 - 86. مؤرشف من الأصل (PDF) في 2018-04-19. اطلع عليه بتاريخ 18 نيسان (أبريل) 2018م. {{استشهاد بكتاب}}: تحقق من التاريخ في: |تاريخ الوصول= و|سنة= (مساعدة)
82. ↑  ابن القلانسي، الصاحب العميد أبو يعلى حمزة بن أسد بن عليَّ بن مُحمَّد التميمي الدمشقي (1908). ذيل تاريخ دمشق (PDF). بيروت - الدولة العُثمانيَّة: مطبعة الآباء اليسوعيين. ص. 268 - 269. مؤرشف من الأصل (PDF) في 2018-04-06. اطلع عليه بتاريخ 18 نيسان (أبريل) 2018م. {{استشهاد بكتاب}}: تحقق من التاريخ في: |تاريخ الوصول= و|سنة= (مساعدة)
83. ↑  ابن العديم، الصاحب كمالُ الدين عُمر بن أحمد بن هبة الله بن أبي جرادة الحلبي (1417هـ - 1996م). زُبدة الحلب من تاريخ حلب (ط. الأولى). بيروت - لُبنان: دار الكُتُب العلميَّة. ص. 320 - 321. مؤرشف من الأصل في 2022-04-08. اطلع عليه بتاريخ 18 نيسان (أبريل) 2018م. {{استشهاد بكتاب}}: تحقق من التاريخ في: |تاريخ الوصول= و|سنة= (مساعدة)
84. ↑  العظيمي الحلبي، مُحمَّد بن عليّ؛ تحقيق: إبراهيم زعرور (1984م). تاريخ حلب (PDF) (ط. الأولى). دمشق - سوريا: دار حسَّان. ص. 395. مؤرشف من الأصل (PDF) في 2022-04-08. اطلع عليه بتاريخ 14 نيسان (أبريل) 2018م. {{استشهاد بكتاب}}: تحقق من التاريخ في: |تاريخ الوصول= و|سنة= (مساعدة)
85. ↑  طقُّوش، مُحمَّد سُهيل (1431هـ - 2010م). تاريخ الزنكيين في الموصل وبلاد الشام (ط. الثانية). بيروت - لُبنان: دار النفائس. ص. 126. ISBN:9789953183169. مؤرشف من الأصل في 2019-12-16. اطلع عليه بتاريخ 18 نيسان (أبريل) 2018م. {{استشهاد بكتاب}}: تحقق من التاريخ في: |تاريخ الوصول= و|سنة= (مساعدة)
86. ↑  طقُّوش، مُحمَّد سُهيل (1431هـ - 2010م). تاريخ الزنكيين في الموصل وبلاد الشام (ط. الثانية). بيروت - لُبنان: دار النفائس. ص. 106 - 107. ISBN:9789953183169. مؤرشف من الأصل في 2019-12-16. اطلع عليه بتاريخ 15 نيسان (أبريل) 2018م. {{استشهاد بكتاب}}: تحقق من التاريخ في: |تاريخ الوصول= و|سنة= (مساعدة)
87. ↑  الصوري، وليم؛ تعريب: حسن حبشي (1991م). الحُرُوب الصليبيَّة (ط. الأولى). القاهرة - مصر: الهيئة المصرية العامة للكتاب. ج. الجُزء الثاني. ص. 731 - 732. {{استشهاد بكتاب}}: تحقق من التاريخ في: |سنة= (مساعدة)
88. ↑  السرجاني، راغب (2009). قصَّة الحُرُوب الصليبيَّة (ط. الثانية). القاهرة - مصر: مُؤسسة إقرأ. ص. 496. ISBN:9774415809. مؤرشف من الأصل في 2019-12-16. اطلع عليه بتاريخ 18 نيسان (أبريل) 2018م. {{استشهاد بكتاب}}: تحقق من التاريخ في: |تاريخ الوصول= و|سنة= (مساعدة)
89. ↑  ابن الأثير الجزري، عز الدين أبي الحسن عليّ بن أبي الكرم مُحمَّد بن مُحمَّد بن عبد الكريم بن عبد الواحد الشيباني؛ تحقيق: أبو الفداء عبد الله القاضي (1407هـ - 1987م). الكامل في التاريخ (PDF) (ط. الأولى). بيروت - لُبنان: دار الكُتُب العلميَّة. ج. الجُزء التاسع. ص. 331. مؤرشف من الأصل (PDF) في 2022-04-08. اطلع عليه بتاريخ 18 نيسان (أبريل) 2018م. {{استشهاد بكتاب}}: تحقق من التاريخ في: |تاريخ الوصول= و|سنة= (مساعدة)
90. ↑  ابن العبري، أبو الفرج مار گريگوريوس يُوحنَّا بن هٰرون بن توما الملطي. تاريخ مُختصر الدُول (PDF). ص. 358. مؤرشف من الأصل (PDF) في 2018-04-19. اطلع عليه بتاريخ 18 نيسان (أبريل) 2018م. {{استشهاد بكتاب}}: تحقق من التاريخ في: |تاريخ الوصول= (مساعدة)
91. ↑  الصوري، وليم؛ تعريب: حسن حبشي (1991م). الحُرُوب الصليبيَّة (ط. الأولى). القاهرة - مصر: الهيئة المصرية العامة للكتاب. ج. الجُزء الثاني. ص. 738. {{استشهاد بكتاب}}: تحقق من التاريخ في: |سنة= (مساعدة)
92. ↑  رونسيمان، ستيڤن؛ ترجمة: نور الدين خليل (1998م). تاريخ الحملات الصليبيَّة (PDF) (ط. الثانية). القاهرة - مصر: الهيئة المصرية العامة للكتاب. ج. الجُزء الثاني. ص. 273 - 274. مؤرشف من الأصل (PDF) في 2022-04-08. اطلع عليه بتاريخ 18 نيسان (أبريل) 2018م. {{استشهاد بكتاب}}: تحقق من التاريخ في: |تاريخ الوصول= و|سنة= (مساعدة)
93. ↑  طقُّوش، مُحمَّد سُهيل (1431هـ - 2010م). تاريخ الزنكيين في الموصل وبلاد الشام (ط. الثانية). بيروت - لُبنان: دار النفائس. ص. 158 - 159. ISBN:9789953183169. مؤرشف من الأصل في 2019-12-16. اطلع عليه بتاريخ 22 نيسان (أبريل) 2018م. {{استشهاد بكتاب}}: تحقق من التاريخ في: |تاريخ الوصول= و|سنة= (مساعدة)
94. ↑  ابن كثير، الحافظ عماد الدين أبي الفداء إسماعيل بن عُمر الدمشقي؛ تحقيق: عبد الله بن عبد المحسن التركي (1419هـ - 1998م). البداية والنهاية (ط. الأولى). الجيزة - مصر: هجر للطباعة والنشر والتوزيع. ج. الجُزء السادس عشر. ص. 341. مؤرشف من الأصل في 2019-12-16. اطلع عليه بتاريخ 22 نيسان (أبريل) 2018م. {{استشهاد بكتاب}}: تحقق من التاريخ في: |تاريخ الوصول= و|سنة= (مساعدة)
95. ↑  ابن الأثير الجزري، عز الدين أبي الحسن عليّ بن أبي الكرم مُحمَّد بن مُحمَّد بن عبد الكريم بن عبد الواحد الشيباني؛ تحقيق: أحمد عبد القادر طليمات (1382هـ - 1963م). التاريخ الباهر في الدولة الأتابكيَّة بِالموصل. القاهرة - مصر: دار الكُتُب الحديثة. ص. 76. مؤرشف من الأصل في 2019-12-16. اطلع عليه بتاريخ 22 نيسان (أبريل) 2018م. {{استشهاد بكتاب}}: تحقق من التاريخ في: |تاريخ الوصول= و|سنة= (مساعدة)
96. ↑  ابن الأثير الجزري، عز الدين أبي الحسن عليّ بن أبي الكرم مُحمَّد بن مُحمَّد بن عبد الكريم بن عبد الواحد الشيباني؛ تحقيق: أحمد عبد القادر طليمات (1382هـ - 1963م). التاريخ الباهر في الدولة الأتابكيَّة بِالموصل. القاهرة - مصر: دار الكُتُب الحديثة. ص. 85. مؤرشف من الأصل في 2019-12-16. اطلع عليه بتاريخ 22 نيسان (أبريل) 2018م. {{استشهاد بكتاب}}: تحقق من التاريخ في: |تاريخ الوصول= و|سنة= (مساعدة)
97. ↑  ابن القلانسي، الصاحب العميد أبو يعلى حمزة بن أسد بن عليَّ بن مُحمَّد التميمي الدمشقي (1908). ذيل تاريخ دمشق (PDF). بيروت - الدولة العُثمانيَّة: مطبعة الآباء اليسوعيين. ص. 285 - 286. مؤرشف من الأصل (PDF) في 2018-04-06. اطلع عليه بتاريخ 22 نيسان (أبريل) 2018م. {{استشهاد بكتاب}}: تحقق من التاريخ في: |تاريخ الوصول= و|سنة= (مساعدة)
98. ↑  ابن واصل، أبو عبد الله جمالُ الدين مُحمَّد بن سالم بن نصر الله المازني التميمي الحموي الشافعي؛ تحقيق: جمال الدين الشيَّال وحسنين مُحمَّد ربيع وسعيد عبد الفتَّاح عاشور (1377هـ - 1957م). مُفرِّج الكُرُوب في أخبار بني أيُّوب (PDF). القاهرة - مصر: دار الكتب والوثائق القومية. ج. الجُزء الأوَّل. ص. 110. مؤرشف من الأصل (PDF) في 2022-04-08. اطلع عليه بتاريخ 22 نيسان (أبريل) 2018م. {{استشهاد بكتاب}}: تحقق من التاريخ في: |تاريخ الوصول= و|سنة= (مساعدة)
99. ↑  ابن الأثير الجزري، عز الدين أبي الحسن عليّ بن أبي الكرم مُحمَّد بن مُحمَّد بن عبد الكريم بن عبد الواحد الشيباني؛ تحقيق: أحمد عبد القادر طليمات (1382هـ - 1963م). التاريخ الباهر في الدولة الأتابكيَّة بِالموصل. القاهرة - مصر: دار الكُتُب الحديثة. ص. 84 - 86. مؤرشف من الأصل في 2019-12-16. اطلع عليه بتاريخ 22 نيسان (أبريل) 2018م. {{استشهاد بكتاب}}: تحقق من التاريخ في: |تاريخ الوصول= و|سنة= (مساعدة)
100. ↑  عمادُ الدين الأصفهاني، أبو عبد الله مُحمَّد بن مُحمَّد صفيُّ الدين ابن نفيس الدين حامد؛ اختصار: أبو إبراهيم الفتح بن عليّ بن مُحمَّد البنداري الأصفهاني (1318هـ - 1900م). تاريخ دولة آل سُلجُوق (PDF). القاهرة - الخديويَّة المصريَّة، الدولة العُثمانيَّة: شركة طبع الكتب العربية. ص. 190 - 191. مؤرشف من الأصل (PDF) في 2018-04-13. اطلع عليه بتاريخ 22 نيسان (أبريل) 2018م. {{استشهاد بكتاب}}: تحقق من التاريخ في: |تاريخ الوصول= و|سنة= (مساعدة)
101. ↑  طقُّوش، مُحمَّد سُهيل (1431هـ - 2010م). تاريخ الزنكيين في الموصل وبلاد الشام (ط. الثانية). بيروت - لُبنان: دار النفائس. ص. 171. ISBN:9789953183169. مؤرشف من الأصل في 2019-12-16. اطلع عليه بتاريخ 24 نيسان (أبريل) 2018م. {{استشهاد بكتاب}}: تحقق من التاريخ في: |تاريخ الوصول= و|سنة= (مساعدة)
102. ↑  الصوري، وليم؛ تعريب: حسن حبشي (1991م). الحُرُوب الصليبيَّة (ط. الأولى). القاهرة - مصر: الهيئة المصرية العامة للكتاب. ج. الجُزء الثاني. ص. 758 - 759. {{استشهاد بكتاب}}: تحقق من التاريخ في: |سنة= (مساعدة)
103. ↑  الصوري، وليم؛ تعريب: حسن حبشي (1991م). الحُرُوب الصليبيَّة (ط. الأولى). القاهرة - مصر: الهيئة المصرية العامة للكتاب. ج. الجُزء الثاني. ص. 770 - 772. {{استشهاد بكتاب}}: تحقق من التاريخ في: |سنة= (مساعدة)
104. ↑  رونسيمان، ستيڤن؛ ترجمة: نور الدين خليل (1998م). تاريخ الحملات الصليبيَّة (PDF) (ط. الثانية). القاهرة - مصر: الهيئة المصرية العامة للكتاب. ج. الجُزء الثاني. ص. 323 - 324. مؤرشف من الأصل (PDF) في 2022-04-08. اطلع عليه بتاريخ 28 نيسان (أبريل) 2018م. {{استشهاد بكتاب}}: تحقق من التاريخ في: |تاريخ الوصول= و|سنة= (مساعدة)
105. ↑  سبط ابن الجوزي، شمس‌ُ الدين أبو المُظفَّر يُوسُف بن حُسامُ الدين قزأُوغلي بن عبد الله التُركي العوني الهُبيري البغدادي؛ تحقيق: مُحمَّد أنس الخشن وكامل مُحمَّد الخرَّاط (1434هـ - 2013م). مرآة الزمان في تواريخ الأعيان (PDF) (ط. الأولى). دمشق - سوريا: دار الرسالة العالميَّة. ج. الجُزء العُشرون. ص. 381 - 383. مؤرشف من الأصل (PDF) في 2022-04-08. اطلع عليه بتاريخ 28 نيسان (أبريل) 2018م. {{استشهاد بكتاب}}: تحقق من التاريخ في: |تاريخ الوصول= و|سنة= (مساعدة)
106. ↑  ابن الأثير الجزري، عز الدين أبي الحسن عليّ بن أبي الكرم مُحمَّد بن مُحمَّد بن عبد الكريم بن عبد الواحد الشيباني؛ تحقيق: أحمد عبد القادر طليمات (1382هـ - 1963م). التاريخ الباهر في الدولة الأتابكيَّة بِالموصل. القاهرة - مصر: دار الكُتُب الحديثة. ص. 88 - 89. مؤرشف من الأصل في 2019-12-16. اطلع عليه بتاريخ 28 نيسان (أبريل) 2018م. {{استشهاد بكتاب}}: تحقق من التاريخ في: |تاريخ الوصول= و|سنة= (مساعدة)
107. ↑  الصوري، وليم؛ تعريب: حسن حبشي (1991م). الحُرُوب الصليبيَّة (ط. الأولى). القاهرة - مصر: الهيئة المصرية العامة للكتاب. ج. الجُزء الثاني. ص. 788. {{استشهاد بكتاب}}: تحقق من التاريخ في: |سنة= (مساعدة)
108. ↑  ابن الأثير الجزري، عز الدين أبي الحسن عليّ بن أبي الكرم مُحمَّد بن مُحمَّد بن عبد الكريم بن عبد الواحد الشيباني؛ تحقيق: أبو الفداء عبد الله القاضي (1407هـ - 1987م). الكامل في التاريخ (PDF) (ط. الأولى). بيروت - لُبنان: دار الكُتُب العلميَّة. ج. الجُزء التاسع. ص. 365. مؤرشف من الأصل (PDF) في 2022-10-30. اطلع عليه بتاريخ 28 نيسان (أبريل) 2018م. {{استشهاد بكتاب}}: تحقق من التاريخ في: |تاريخ الوصول= و|سنة= (مساعدة)
109. ↑  طقُّوش، مُحمَّد سُهيل (1431هـ - 2010م). تاريخ الزنكيين في الموصل وبلاد الشام (ط. الثانية). بيروت - لُبنان: دار النفائس. ص. 261. ISBN:9789953183169. مؤرشف من الأصل في 2019-12-16. اطلع عليه بتاريخ 29 نيسان (أبريل) 2018م. {{استشهاد بكتاب}}: تحقق من التاريخ في: |تاريخ الوصول= و|سنة= (مساعدة)
110. ↑  ابن القلانسي، الصاحب العميد أبو يعلى حمزة بن أسد بن عليَّ بن مُحمَّد التميمي الدمشقي (1908). ذيل تاريخ دمشق (PDF). بيروت - الدولة العُثمانيَّة: مطبعة الآباء اليسوعيين. ص. 304 - 305. مؤرشف من الأصل (PDF) في 2018-04-06. اطلع عليه بتاريخ 29 نيسان (أبريل) 2018م. {{استشهاد بكتاب}}: تحقق من التاريخ في: |تاريخ الوصول= و|سنة= (مساعدة)
111. ↑  ابن العبري، أبو الفرج مار گريگوريوس يُوحنَّا بن هٰرون بن توما الملطي. تاريخ مُختصر الدُول (PDF). ص. 360. مؤرشف من الأصل (PDF) في 2018-04-19. اطلع عليه بتاريخ 29 نيسان (أبريل) 2018م. {{استشهاد بكتاب}}: تحقق من التاريخ في: |تاريخ الوصول= (مساعدة)
112. ↑  ابن القلانسي، الصاحب العميد أبو يعلى حمزة بن أسد بن عليَّ بن مُحمَّد التميمي الدمشقي (1908). ذيل تاريخ دمشق (PDF). بيروت - الدولة العُثمانيَّة: مطبعة الآباء اليسوعيين. ص. 306 - 307. مؤرشف من الأصل (PDF) في 2018-04-06. اطلع عليه بتاريخ 29 نيسان (أبريل) 2018م. {{استشهاد بكتاب}}: تحقق من التاريخ في: |تاريخ الوصول= و|سنة= (مساعدة)
113. 1 2 3 4  ابن الأثير الجزري، عز الدين أبي الحسن عليّ بن أبي الكرم مُحمَّد بن مُحمَّد بن عبد الكريم بن عبد الواحد الشيباني؛ تحقيق: أبو الفداء عبد الله القاضي (1407هـ - 1987م). الكامل في التاريخ (PDF) (ط. الأولى). بيروت - لُبنان: دار الكُتُب العلميَّة. ج. الجُزء التاسع. ص. 359 - 361. مؤرشف من الأصل (PDF) في 2022-10-30. اطلع عليه بتاريخ 29 نيسان (أبريل) 2018م. {{استشهاد بكتاب}}: تحقق من التاريخ في: |تاريخ الوصول= و|سنة= (مساعدة)
114. 1 2 3 4  ابن الأثير الجزري، عز الدين أبي الحسن عليّ بن أبي الكرم مُحمَّد بن مُحمَّد بن عبد الكريم بن عبد الواحد الشيباني؛ تحقيق: أحمد عبد القادر طليمات (1382هـ - 1963م). التاريخ الباهر في الدولة الأتابكيَّة بِالموصل. القاهرة - مصر: دار الكُتُب الحديثة. ص. 95 - 96. مؤرشف من الأصل في 2019-12-16. اطلع عليه بتاريخ 29 نيسان (أبريل) 2018م. {{استشهاد بكتاب}}: تحقق من التاريخ في: |تاريخ الوصول= و|سنة= (مساعدة)
115. ↑  ابن العبري، أبو الفرج مار گريگوريوس يُوحنَّا بن هٰرون بن توما الملطي. تاريخ مُختصر الدُول (PDF). ص. 361. مؤرشف من الأصل (PDF) في 2018-04-19. اطلع عليه بتاريخ 30 نيسان (أبريل) 2018م. {{استشهاد بكتاب}}: تحقق من التاريخ في: |تاريخ الوصول= (مساعدة)
116. ↑  الحُويري، محمود مُحمَّد (1992). بناء الجبهة الإسلاميَّة المُتحدة وأثرها في التصدِّي لِلصليبيين (ط. الأولى). القاهرة - مصر: دار المعارف. ص. 108. {{استشهاد بكتاب}}: تحقق من التاريخ في: |سنة= (مساعدة)
117. ↑  عاشور، سعيد عبد الفتَّاح (2010). الحركة الصليبيَّة: صفحة مُشرقة في تاريخ الجهاد الإسلامي في العُصُور الوُسطى (ط. الأولى). القاهرة - مصر: مكتبة الأنجلو المصرية. ج. الجُزء الثاني. ص. 652. ISBN:9770516570. {{استشهاد بكتاب}}: تحقق من التاريخ في: |سنة= (مساعدة)
118. ↑  ابن الأثير الجزري، عز الدين أبي الحسن عليّ بن أبي الكرم مُحمَّد بن مُحمَّد بن عبد الكريم بن عبد الواحد الشيباني؛ تحقيق: أحمد عبد القادر طليمات (1382هـ - 1963م). التاريخ الباهر في الدولة الأتابكيَّة بِالموصل. القاهرة - مصر: دار الكُتُب الحديثة. ص. 106. مؤرشف من الأصل في 2019-12-16. اطلع عليه بتاريخ 30 نيسان (أبريل) 2018م. {{استشهاد بكتاب}}: تحقق من التاريخ في: |تاريخ الوصول= و|سنة= (مساعدة)
119. 1 2 3  ابن الأثير الجزري، عز الدين أبي الحسن عليّ بن أبي الكرم مُحمَّد بن مُحمَّد بن عبد الكريم بن عبد الواحد الشيباني؛ تحقيق: أبو الفداء عبد الله القاضي (1407هـ - 1987م). الكامل في التاريخ (ط. الأولى). بيروت - لُبنان: دار الكُتُب العلميَّة. ج. الجُزء التاسع. ص. 398. مؤرشف من الأصل في 2016-05-13. اطلع عليه بتاريخ 30 نيسان (أبريل) 2018م. {{استشهاد بكتاب}}: تحقق من التاريخ في: |تاريخ الوصول= و|سنة= (مساعدة)
120. 1 2  الصَّفدي، صلاحُ الدين أبو الصَّفاء خليل بن أيبك بن عبد الله الألبكي؛ تحقيق واعتناء: أحمد الأرناؤوط وتُركي مُصطفى (1420هـ - 2000م). الوافي بِالوفيَّات (ط. الأولى). بيروت - لُبنان: دار إحياء التُراث العربي. ج. الجُزء العُشرون. ص. 81 - 82. مؤرشف من الأصل في 2019-12-16. اطلع عليه بتاريخ 30 نيسان (أبريل) 2018م. {{استشهاد بكتاب}}: تحقق من التاريخ في: |تاريخ الوصول= و|سنة= (مساعدة)
121. ↑  قاسم، قاسم عبده (1993). ماهيَّة الحُرُوب الصليبيَّة: الأيديولوجية - الدوافع - النتائج. القاهرة - مصر: عين للدراسات والبُحُوث الإنسانيَّة والاجتماعيَّة. ص. 140. ISBN:9775487021. مؤرشف من الأصل في 2017-11-11. اطلع عليه بتاريخ 30 نيسان (أبريل) 2018م. {{استشهاد بكتاب}}: تحقق من التاريخ في: |تاريخ الوصول= و|سنة= (مساعدة)
122. ↑  ابن القلانسي، الصاحب العميد أبو يعلى حمزة بن أسد بن عليَّ بن مُحمَّد التميمي الدمشقي (1908). ذيل تاريخ دمشق (PDF). بيروت - الدولة العُثمانيَّة: مطبعة الآباء اليسوعيين. ص. 329. مؤرشف من الأصل (PDF) في 2018-04-06. اطلع عليه بتاريخ 30 نيسان (أبريل) 2018م. {{استشهاد بكتاب}}: تحقق من التاريخ في: |تاريخ الوصول= و|سنة= (مساعدة)
123. ↑  حبشي، حسن (1367هـ - 1948م). نور الدين والصليبيون: حركة الإفاقة والتجمع الإسلامي في القرن السادس الهجري. القاهرة - مصر: دار الفكر العربي. ص. 73. مؤرشف من الأصل في 2022-04-09. اطلع عليه بتاريخ 1 أيَّار (مايو) 2018م. {{استشهاد بكتاب}}: تحقق من التاريخ في: |تاريخ الوصول= و|سنة= (مساعدة)
124. ↑  طقُّوش، مُحمَّد سُهيل (1431هـ - 2010م). تاريخ الزنكيين في الموصل وبلاد الشام (ط. الثانية). بيروت - لُبنان: دار النفائس. ص. 291. ISBN:9789953183169. مؤرشف من الأصل في 2019-12-16. اطلع عليه بتاريخ 1 أيَّار (مايو) 2018م. {{استشهاد بكتاب}}: تحقق من التاريخ في: |تاريخ الوصول= و|سنة= (مساعدة)
125. ↑  ابن خلدون، وليُّ الدين أبي زید عبدُ الرحمٰن بن مُحمَّد الحضرمي الإشبيلي؛ تحقيق: خليل شحادة وسُهيل زكَّار (1421هـ - 2000م). ديوان المُبتدأ والخبر في أيَّام العرب والعجم والبربر ومن عاصرهم من ذوي السُلطان الأكبر (PDF). بيروت - لُبنان: دار الفكر. ج. الجُزء الخامس. ص. 190 - 191. مؤرشف من الأصل (PDF) في 2022-04-08. اطلع عليه بتاريخ 1 أيَّار (مايو) 2018م. {{استشهاد بكتاب}}: تحقق من التاريخ في: |تاريخ الوصول= و|سنة= (مساعدة)
126. ↑  ابن القلانسي، الصاحب العميد أبو يعلى حمزة بن أسد بن عليَّ بن مُحمَّد التميمي الدمشقي (1908). ذيل تاريخ دمشق (PDF). بيروت - الدولة العُثمانيَّة: مطبعة الآباء اليسوعيين. ص. 334 - 336. مؤرشف من الأصل (PDF) في 2018-04-06. اطلع عليه بتاريخ 1 أيَّار (مايو) 2018م. {{استشهاد بكتاب}}: تحقق من التاريخ في: |تاريخ الوصول= و|سنة= (مساعدة)
127. ↑  ابن القلانسي، الصاحب العميد أبو يعلى حمزة بن أسد بن عليَّ بن مُحمَّد التميمي الدمشقي (1908). ذيل تاريخ دمشق (PDF). بيروت - الدولة العُثمانيَّة: مطبعة الآباء اليسوعيين. ص. 355. مؤرشف من الأصل (PDF) في 2018-04-06. اطلع عليه بتاريخ 1 أيَّار (مايو) 2018م. {{استشهاد بكتاب}}: تحقق من التاريخ في: |تاريخ الوصول= و|سنة= (مساعدة)
128. ↑  الصوري، وليم؛ تعريب: حسن حبشي (1991م). الحُرُوب الصليبيَّة (ط. الأولى). القاهرة - مصر: الهيئة المصرية العامة للكتاب. ج. الجُزء الثاني. ص. 876 - 877. {{استشهاد بكتاب}}: تحقق من التاريخ في: |سنة= (مساعدة)
129. ↑  المقريزي، تقيُّ الدين أبو العبَّاس أحمد بن عليّ بن عبد القادر بن مُحمَّد؛ تحقيق الدكتور مُحمَّد حلمي مُحمَّد أحمد (1416هـ - 1996م). اتعاظ الحُنفا بِأخبار الأئمَّة الفاطميين الخُلفا (PDF) (ط. الثانية). القاهرة - مصر: المجلس الأعلى للشئون الإسلاميَّة - لجنة إحياء التُراث الإسلامي. ج. الجُزء الثالث. ص. 257 - 259. مؤرشف من الأصل (PDF) في 2022-04-07. اطلع عليه بتاريخ 4 أيَّار (مايو) 2018م. {{استشهاد بكتاب}}: تحقق من التاريخ في: |تاريخ الوصول= و|سنة= (مساعدة)
130. 1 2  أبو شامة المقدسي، شهابُ الدين عبد الرحمٰن بن إسماعيل بن إبراهيم بن عُثمان المقدسي الدمشقي الشافعي؛ تحقيق: إبراهيم الزيبق (1418هـ - 1997م). الروضتين في أخبار الدولتين النُوريَّة والصلاحيَّة (PDF) (ط. الأولى). بيروت - الدولة العُثمانيَّة: مُؤسسة الرسالة. ج. الجُزء الأوَّل. ص. 406 - 408. مؤرشف من الأصل (PDF) في 2022-04-08. اطلع عليه بتاريخ 4 أيَّار (مايو) 2018م. {{استشهاد بكتاب}}: تحقق من التاريخ في: |تاريخ الوصول= و|سنة= (مساعدة)
131. 1 2  ابن الأثير الجزري، عز الدين أبي الحسن عليّ بن أبي الكرم مُحمَّد بن مُحمَّد بن عبد الكريم بن عبد الواحد الشيباني؛ تحقيق: أبو الفداء عبد الله القاضي (1407هـ - 1987م). الكامل في التاريخ (ط. الأولى). بيروت - لُبنان: دار الكُتُب العلميَّة. ج. الجُزء التاسع. ص. 467 - 469. مؤرشف من الأصل في 2016-05-13. اطلع عليه بتاريخ 6 نيسان (أبريل) 2018م. {{استشهاد بكتاب}}: تحقق من التاريخ في: |تاريخ الوصول= و|سنة= (مساعدة)
132. ↑  طقُّوش، مُحمَّد سُهيل (1431هـ - 2010م). تاريخ الزنكيين في الموصل وبلاد الشام (ط. الثانية). بيروت - لُبنان: دار النفائس. ص. 182. ISBN:9789953183169. مؤرشف من الأصل في 2019-12-16. اطلع عليه بتاريخ 4 أيَّار (مايو) 2018م. {{استشهاد بكتاب}}: تحقق من التاريخ في: |تاريخ الوصول= و|سنة= (مساعدة)
133. 1 2 3 4  ابن الأثير الجزري، عز الدين أبي الحسن عليّ بن أبي الكرم مُحمَّد بن مُحمَّد بن عبد الكريم بن عبد الواحد الشيباني؛ تحقيق: أبو الفداء عبد الله القاضي (1407هـ - 1987م). الكامل في التاريخ (PDF) (ط. الأولى). بيروت - لُبنان: دار الكُتُب العلميَّة. ج. الجُزء التاسع. ص. 465 - 466. مؤرشف من الأصل (PDF) في 2022-10-30. اطلع عليه بتاريخ 1 أيَّار (مايو) 2018م. {{استشهاد بكتاب}}: تحقق من التاريخ في: |تاريخ الوصول= و|سنة= (مساعدة)
134. ↑  عرموش، مُحمَّد (2018). عندما حكموا مصر: أبرز القادة في تاريخ مصر (ط. الأولى). A G للنشر والتوزيع. ص. 133 - 134. مؤرشف من الأصل في 2019-12-16. اطلع عليه بتاريخ 1 أيَّار (مايو) 2018م. {{استشهاد بكتاب}}: تحقق من التاريخ في: |تاريخ الوصول= و|سنة= (مساعدة)
135. ↑  ابن الأثير الجزري، عز الدين أبي الحسن عليّ بن أبي الكرم مُحمَّد بن مُحمَّد بن عبد الكريم بن عبد الواحد الشيباني؛ تحقيق: أبو الفداء عبد الله القاضي (1407هـ - 1987م). الكامل في التاريخ (PDF) (ط. الأولى). بيروت - لُبنان: دار الكُتُب العلميَّة. ج. الجُزء العاشر. ص. 3. مؤرشف من الأصل (PDF) في 2022-04-07. اطلع عليه بتاريخ 1 أيَّار (مايو) 2018م. {{استشهاد بكتاب}}: تحقق من التاريخ في: |تاريخ الوصول= و|سنة= (مساعدة)
136. ↑  الصوري، وليم؛ تعريب: حسن حبشي (1991م). الحُرُوب الصليبيَّة (ط. الأولى). القاهرة - مصر: الهيئة المصرية العامة للكتاب. ج. الجُزء الثاني. ص. 930. {{استشهاد بكتاب}}: تحقق من التاريخ في: |سنة= (مساعدة)
137. ↑  ابن خلِّكان، شمسُ الدين أبي العبَّاس أحمد بن مُحمَّد بن أبي بكر البرمكي الإربلي؛ تحقيق: إحسان عبَّاس (1972). وفيَّات الأعيان وأنباء أبناء الزمان. بيروت - لُبنان: دار صادر. ج. الجُزء الثاني. ص. 448. مؤرشف من الأصل في 2018-05-05. اطلع عليه بتاريخ 4 أيَّار (مايو) 2018م. {{استشهاد بكتاب}}: تحقق من التاريخ في: |تاريخ الوصول= و|سنة= (مساعدة)
138. ↑  القلقشندي، شهاب‌ الدين أبو العبَّاس أحمد بن عليّ بن أحمد بن عبد الله الفزاري (1340هـ - 1922م). صُبح الأعشى في كتابة الإنشا (PDF). القاهرة - مصر: دار الكُتُب المصريَّة. ص. 91 - 98. مؤرشف من الأصل (PDF) في 2022-04-07. اطلع عليه بتاريخ 4 أيَّار (مايو) 2018م. {{استشهاد بكتاب}}: تحقق من التاريخ في: |تاريخ الوصول= و|سنة= (مساعدة)
139. ↑  السيِّد، أيمن فؤاد (2000). الدولة الفاطميَّة في مصر: تفسير جديد (ط. الأولى). القاهرة - مصر: الدار المصريَّة اللُبنانيَّة. ص. 234 - 235. {{استشهاد بكتاب}}: تحقق من التاريخ في: |سنة= (مساعدة)
140. ↑  "وفاة قطب الدين مودود". قصة الإسلام. 26 تشرين الثاني (نوڤمبر) 2008م. مؤرشف من الأصل في 5 أيَّار (مايو) 2018م. اطلع عليه بتاريخ 5 أيَّار (مايو) 2018م. {{استشهاد ويب}}: تحقق من التاريخ في: |تاريخ الوصول=، |تاريخ=، و|تاريخ أرشيف= (مساعدة)
141. ↑  المُوصلِّي، القس سُليمان صائغ؛ تحقيق: عبد الخالق بن عبد اللطيف بن حسن المُوصلِّي. تاريخ المُوصل. بيروت - لُبنان: دار الكُُتب العلميَّة. ج. الجُزء الأوَّل. ص. 211 - 212. مؤرشف من الأصل في 2019-12-16. اطلع عليه بتاريخ 5 أيَّار (مايو) 2018م. {{استشهاد بكتاب}}: تحقق من التاريخ في: |تاريخ الوصول= (مساعدة)
142. 1 2 3  البُنداري الأصفهاني، أبو إبراهيم الفتح بن عليّ بن مُحمَّد؛ تحقيق: الدكتورة فتحيَّة النبراوي (1979). سنا البرق الشَّامي (PDF). القاهرة - مصر: مكتبة الخانجي. ص. 49 - 51. مؤرشف من الأصل (PDF) في 2022-04-07. اطلع عليه بتاريخ 5 أيَّار (مايو) 2018م. {{استشهاد بكتاب}}: تحقق من التاريخ في: |تاريخ الوصول= و|سنة= (مساعدة)
143. ↑  الخُضري بك، الشيخ مُحمَّد؛ تحقيق الشيخ مُحمَّد العُثماني (1406هـ - 1986م). مُحاضرات تاريخ الأُمم الإسلاميَّة: الدولة العبَّاسيَّة. بيروت - لُبنان: دار الأرقم بن أبي الأرقم. ص. 376. مؤرشف من الأصل في 2019-12-16. اطلع عليه بتاريخ 5 أيَّار (مايو) 2018م. {{استشهاد بكتاب}}: تحقق من التاريخ في: |تاريخ الوصول= و|سنة= (مساعدة)
144. ↑  ابن الأثير الجزري، عز الدين أبي الحسن عليّ بن أبي الكرم مُحمَّد بن مُحمَّد بن عبد الكريم بن عبد الواحد الشيباني؛ تحقيق: أبو الفداء عبد الله القاضي (1407هـ - 1987م). الكامل في التاريخ (PDF) (ط. الأولى). بيروت - لُبنان: دار الكُتُب العلميَّة. ج. الجُزء العاشر. ص. 30 - 31. مؤرشف من الأصل (PDF) في 2022-04-07. اطلع عليه بتاريخ 5 أيَّار (مايو) 2018م. {{استشهاد بكتاب}}: تحقق من التاريخ في: |تاريخ الوصول= و|سنة= (مساعدة)
145. ↑  الحُسيني، مُحمَّد باقر (1966). العملة الإسلاميَّة في العهد الأتابكي. بغداد - العراق: مطبعة دار الجاحظ. ص. 47. {{استشهاد بكتاب}}: تحقق من التاريخ في: |سنة= (مساعدة)
146. ↑  ابن تغري بردي، أبو المحاسن جمالُ الدين يُوسُف بن سيفُ الدين الأتابكي اليشبقاوي الظاهري (1383هـ - 1963م). النُجُوم الزاهرة في مُلُوك مصر والقاهرة (PDF) (ط. الأولى). القاهرة - مصر: وزارة الثقافة والإرشاد القومي. ج. الجُزء السادس. ص. 7. مؤرشف من الأصل (PDF) في 2022-10-30. اطلع عليه بتاريخ 6 أيَّار (مايو) 2018م. {{استشهاد بكتاب}}: تحقق من التاريخ في: |تاريخ الوصول= و|سنة= (مساعدة)
147. ↑  جب، هاملتون؛ ترجمة وتحقيق: يُوسُف أيبش (1996). صلاح الدين الأيُّوبي: دراسة في التاريخ الإسلامي (ط. الأولى). بيروت - لُبنان: بيسان للنشر والتوزيع. ص. 121. {{استشهاد بكتاب}}: تحقق من التاريخ في: |سنة= (مساعدة)
148. ↑  الصلَّابي، عليّ (1428هـ - 2007م). الدولة الزنكيَّة ونجاح المشروع الإسلامي بقيادة نور الدين محمود الشهيد في مُقاومة التغلغل الباطني والغزو الصليبي (ط. الأولى). بيروت - لُبنان: دار المعرفة. ص. 599. ISBN:9953850828. مؤرشف من الأصل في 2022-04-07. اطلع عليه بتاريخ 6 أيَّار (مايو) 2018م. {{استشهاد بكتاب}}: تحقق من التاريخ في: |تاريخ الوصول= و|سنة= (مساعدة)
149. ↑  ابن الأثير الجزري، عز الدين أبي الحسن عليّ بن أبي الكرم مُحمَّد بن مُحمَّد بن عبد الكريم بن عبد الواحد الشيباني؛ تحقيق: أبو الفداء عبد الله القاضي (1407هـ - 1987م). الكامل في التاريخ (PDF) (ط. الأولى). بيروت - لُبنان: دار الكُتُب العلميَّة. ج. الجُزء العاشر. ص. 58. مؤرشف من الأصل (PDF) في 2022-04-07. اطلع عليه بتاريخ 6 أيَّار (مايو) 2018م. {{استشهاد بكتاب}}: تحقق من التاريخ في: |تاريخ الوصول= و|سنة= (مساعدة)
150. ↑  ابن الأثير الجزري، عز الدين أبي الحسن عليّ بن أبي الكرم مُحمَّد بن مُحمَّد بن عبد الكريم بن عبد الواحد الشيباني؛ تحقيق: أحمد عبد القادر طليمات (1382هـ - 1963م). التاريخ الباهر في الدولة الأتابكيَّة بِالموصل. القاهرة - مصر: دار الكُتُب الحديثة. ص. 162. مؤرشف من الأصل في 2019-12-16. اطلع عليه بتاريخ 6 أيَّار (مايو) 2018م. {{استشهاد بكتاب}}: تحقق من التاريخ في: |تاريخ الوصول= و|سنة= (مساعدة)
151. ↑  ابن الأثير الجزري، عز الدين أبي الحسن عليّ بن أبي الكرم مُحمَّد بن مُحمَّد بن عبد الكريم بن عبد الواحد الشيباني؛ تحقيق: أحمد عبد القادر طليمات (1382هـ - 1963م). التاريخ الباهر في الدولة الأتابكيَّة بِالموصل. القاهرة - مصر: دار الكُتُب الحديثة. ص. 175 - 176. مؤرشف من الأصل في 2019-12-16. اطلع عليه بتاريخ 6 أيَّار (مايو) 2018م. {{استشهاد بكتاب}}: تحقق من التاريخ في: |تاريخ الوصول= و|سنة= (مساعدة)
152. ↑  القلقشندي، شهاب‌ الدين أبو العبَّاس أحمد بن عليّ بن أحمد بن عبد الله الفزاري (1340هـ - 1922م). صُبح الأعشى في كتابة الإنشا (PDF). القاهرة - مصر: دار الكُتُب المصريَّة. ج. الجُزء الثالث عشر. ص. 81 - 90. مؤرشف من الأصل (PDF) في 2022-04-07. اطلع عليه بتاريخ 6 أيَّار (مايو) 2018م. {{استشهاد بكتاب}}: تحقق من التاريخ في: |تاريخ الوصول= و|سنة= (مساعدة)
153. ↑  طقُّوش، مُحمَّد سُهيل (1431هـ - 2010م). تاريخ الزنكيين في الموصل وبلاد الشام (ط. الثانية). بيروت - لُبنان: دار النفائس. ص. 435 - 436. ISBN:9789953183169. مؤرشف من الأصل في 2019-12-16. اطلع عليه بتاريخ 6 أيَّار (مايو) 2018م. {{استشهاد بكتاب}}: تحقق من التاريخ في: |تاريخ الوصول= و|سنة= (مساعدة)
154. ↑  ابن العبري، أبو الفرج مار گريگوريوس يُوحنَّا بن هٰرون بن توما الملطي. تاريخ مُختصر الدُول. ص. 166. مؤرشف من الأصل في 2019-12-16. اطلع عليه بتاريخ 7 أيَّار (مايو) 2018م. {{استشهاد بكتاب}}: تحقق من التاريخ في: |تاريخ الوصول= (مساعدة)
155. ↑  طقُّوش، مُحمَّد سُهيل (1431هـ - 2010م). تاريخ الزنكيين في الموصل وبلاد الشام (ط. الثانية). بيروت - لُبنان: دار النفائس. ص. 195 - 198. ISBN:9789953183169. مؤرشف من الأصل في 2019-12-16. اطلع عليه بتاريخ 6 أيَّار (مايو) 2018م. {{استشهاد بكتاب}}: تحقق من التاريخ في: |تاريخ الوصول= و|سنة= (مساعدة)
156. ↑  المقريزي، أبو العبَّاس تقيُّ الدين أحمد بن عليّ بن عبد القادر الحُسيني العُبيدي (1997). السُلوك لِمعرفة دُول المُلوك (ط. الأولى). بيروت - لُبنان: دار الكُتُب العلميَّة. ج. الجُزء الأوَّل. ص. 499. {{استشهاد بكتاب}}: تحقق من التاريخ في: |سنة= (مساعدة)
157. ↑  العمائر الدينية في العراق - الجامع النوري في الموصل أضــواء عـلـى التراث الحضاري المعماري الإسلامي فـي الــعــراق - د. اعتماد يوسف القصيري - منشورات المنظمة الإسلامية للتربية والعلوم والثقافة ـ إيسيسكو ـ 1429هـ - 2008م
158. ↑  سُلطان عبَّاس، عليّ (2006). "وزير أتابكة الموصل جمال الدين الأصفهاني (521هـ / 1127م - 559هـ / 1163م)". مجلَّة دراسات موصليَّة. العدد الحادي عشر ع. كانون الثاني: صفحة 40 - 41. مؤرشف من الأصل في 2018-05-07.
159. ↑  الغامدي، عبد الله بن سعيد مُحمَّد سافر (1993). مُقوِّمات حركة الجھاد ضد الصليبيين: زمن عماد الدين زنكي وابنه نور الدين محمود. مكَّة - السُعُوديَّة: جامعة أم القرى، معھد البُحُوث العلميَّة وإحياء التُراث الإسلامي، مركز بُحُوث الدراسات الإسلاميَّة. ص. 26 - 27. {{استشهاد بكتاب}}: تحقق من التاريخ في: |سنة= (مساعدة)
160. ↑  أبو شامة المقدسي، شهابُ الدين عبد الرحمٰن بن إسماعيل بن إبراهيم بن عُثمان المقدسي الدمشقي الشافعي؛ تحقيق: إبراهيم الزيبق (1418هـ - 1997م). الروضتين في أخبار الدولتين النُوريَّة والصلاحيَّة (PDF) (ط. الأولى). بيروت - الدولة العُثمانيَّة: مُؤسسة الرسالة. ج. الجُزء الأوَّل. ص. 38. مؤرشف من الأصل (PDF) في 2022-04-08. اطلع عليه بتاريخ 7 أيَّار (مايو) 2018م. {{استشهاد بكتاب}}: تحقق من التاريخ في: |تاريخ الوصول= و|سنة= (مساعدة)
161. ↑  خليل، عمادُ الدين (1971م). عماد الدين زنكي (ط. الأولى). بيروت - لُبنان: الدار العلميَّة. ص. 102. {{استشهاد بكتاب}}: تحقق من التاريخ في: |سنة= (مساعدة)
162. ↑  أيُّوب، مُحمَّد شعبان (26 تشرين الأوَّل (أكتوبر) 2015م). "لمحة من حضارة نظيفة!". شبكة إضاءات. مؤرشف من الأصل في 7 أيَّار (مايو) 2018م. اطلع عليه بتاريخ 7 أيَّار (مايو) 2018م. {{استشهاد ويب}}: تحقق من التاريخ في: |تاريخ الوصول=، |تاريخ=، و|تاريخ أرشيف= (مساعدة)
163. ↑  ابن كثير، الحافظ عماد الدين أبي الفداء إسماعيل بن عُمر الدمشقي؛ تحقيق: عبد الله بن عبد المحسن التركي (1410هـ - 1990م). البداية والنهاية (PDF) (ط. الأولى). بيروت - لُبنان: مكتبة المعارف. ج. الجُزء الثاني عشر. ص. 277 - 284. مؤرشف من الأصل (PDF) في 2022-04-07. اطلع عليه بتاريخ 7 أيَّار (مايو) 2018م. {{استشهاد بكتاب}}: تحقق من التاريخ في: |تاريخ الوصول= و|سنة= (مساعدة)
164. ↑  النعيمي، عبد القادر بن مُحمَّد الدمشقي (1410هـ - 1990م). الدَّارس في تاريخ المدارس (PDF) (ط. الأولى). بيروت - لُبنان: دار الكُتُب العلميَّة. ج. الجُزء الأوَّل. ص. 74 و308 و384 و401 و466 و499. مؤرشف من الأصل (PDF) في 2022-04-07. اطلع عليه بتاريخ 7 أيَّار (مايو) 2018م. {{استشهاد بكتاب}}: تحقق من التاريخ في: |تاريخ الوصول= و|سنة= (مساعدة)
165. ↑  إحسان الله بن أمان الله (2014). تاريخ المُحدثين بِبلخ والواردين عليها (ط. الأولى). بيروت - لُبنان: دار الكُتُب العلميَّة. ص. 220. ISBN:9782745181558. مؤرشف من الأصل في 2019-12-16. اطلع عليه بتاريخ 7 أيَّار (مايو) 2018م. {{استشهاد بكتاب}}: تحقق من التاريخ في: |تاريخ الوصول= و|سنة= (مساعدة)
166. ↑  الشهرستاني، السيِّد عليّ. "حيّ على خير العمل: تاريخها العقائدي والسياسي". شبكة رافد للتنمية الثقافيَّة. مؤرشف من الأصل في 7 أيَّار (مايو) 2018م. اطلع عليه بتاريخ 7 أيَّار (مايو) 2018م. {{استشهاد ويب}}: تحقق من التاريخ في: |تاريخ الوصول= و|تاريخ أرشيف= (مساعدة)
167. ↑  السرجاني، راغب (9 أيلول (سپتمبر) 2012م). "النصارى في الدولة الزنكيَّة". قصَّة الإسلام. نقلًا عن كتاب «مُستقبل النصارى في الدولة الإسلاميَّة». مؤرشف من الأصل في 2019-12-16. اطلع عليه بتاريخ 7 أيَّار (مايو) 2018م. {{استشهاد ويب}}: تحقق من التاريخ في: |تاريخ الوصول= و|تاريخ= (مساعدة)
168. ↑  خواتمي، مُصطفى. "تاريخ القضاء في حلب". مجلَّة الجماهير: نبض حلب. حلب - سوريا: مُؤسسة الوحدة لِلصحافة والطباعة والنشر والتوزيع. الخميس 19 تشرين الأوَّل (أكتوبر) 2006 ع. العدد: 12204. مؤرشف من الأصل في 2018-06-29. نسخة محفوظة 29 يونيو 2018 على موقع واي باك مشين.
169. ↑  خليل، عمادُ الدين (1971م). عماد الدين زنكي (ط. الأولى). بيروت - لُبنان: الدار العلميَّة. ص. 75. {{استشهاد بكتاب}}: تحقق من التاريخ في: |سنة= (مساعدة)
170. ↑  ابن كثير، الحافظ عماد الدين أبي الفداء إسماعيل بن عُمر الدمشقي؛ تحقيق: عبد الله بن عبد المحسن التركي (1410هـ - 1990م). البداية والنهاية (PDF) (ط. الأولى). بيروت - لُبنان: مكتبة المعارف. ج. الجُزء الثاني عشر. ص. 42. مؤرشف من الأصل (PDF) في 2022-04-07. اطلع عليه بتاريخ 7 أيَّار (مايو) 2018م. {{استشهاد بكتاب}}: تحقق من التاريخ في: |تاريخ الوصول= و|سنة= (مساعدة)
171. ↑  طقُّوش، مُحمَّد سُهيل (1431هـ - 2010م). تاريخ الزنكيين في الموصل وبلاد الشام (ط. الثانية). بيروت - لُبنان: دار النفائس. ص. 417 - 418. ISBN:9789953183169. مؤرشف من الأصل في 2019-12-16. اطلع عليه بتاريخ 8 أيَّار (مايو) 2018م. {{استشهاد بكتاب}}: تحقق من التاريخ في: |تاريخ الوصول= و|سنة= (مساعدة)
172. ↑  خليل، عمادُ الدين (1971م). عماد الدين زنكي (ط. الأولى). بيروت - لُبنان: الدار العلميَّة. ص. 144 - 147. {{استشهاد بكتاب}}: تحقق من التاريخ في: |سنة= (مساعدة)
173. ↑  خليل، عمادُ الدين (1971م). عماد الدين زنكي (ط. الأولى). بيروت - لُبنان: الدار العلميَّة. ص. 133 و158. {{استشهاد بكتاب}}: تحقق من التاريخ في: |سنة= (مساعدة)
174. 1 2 3  شطناوي، مُنتصر محمود صيتان؛ إشراف: الأستاذ الدكتور أحمد عبد الله الحسو (2008). التربية والتعليم في بلاد الشام في دولة المماليك البحرية (658-784هـ / 1260-1382م) (PDF). مؤتة - الأردن: جامعة مؤتة. ص. 69 و85 و95 - 96. مؤرشف من الأصل (أطروحة دكتوراة) في 2018-05-09. اطلع عليه بتاريخ 9 أيَّار (مايو) 2018م. {{استشهاد بكتاب}}: تحقق من التاريخ في: |تاريخ الوصول= و|سنة= (مساعدة)
175. ↑  ضاهر، عبد الوهَّاب مُصطفى (3 ذي الحجَّة 1437هـ - 6 أيلول (سپتمبر) 2016م). "البيمارستان النوري الكبير". شبكة الألوكة. مؤرشف من الأصل في 9 أيَّار (مايو) 2018م. اطلع عليه بتاريخ 9 أيَّار (مايو) 2018م. {{استشهاد ويب}}: تحقق من التاريخ في: |تاريخ الوصول=، |تاريخ=، و|تاريخ أرشيف= (مساعدة)
176. ↑  السرجاني، راغب (1431هـ - 2010م). روائع الأوقاف في الحضارة الإسلاميَّة. ص. 109 - 110. مؤرشف من الأصل في 2018-05-09. اطلع عليه بتاريخ 9 أيَّار (مايو) 2018م. {{استشهاد بكتاب}}: تحقق من التاريخ في: |تاريخ الوصول= و|سنة= (مساعدة)
177. ↑  بكري، الشيخ أمين؛ سالم، محمود. "الأدب العربي في عصر الدول المتتابعة". الموسوعة العربيَّة. مؤرشف من الأصل في 9 أيَّار (مايو) 2018م. اطلع عليه بتاريخ 9 أيَّار (مايو) 2018م. {{استشهاد ويب}}: تحقق من التاريخ في: |تاريخ الوصول= و|تاريخ أرشيف= (مساعدة)
178. ↑  مُؤنس، حُسين (1959). نُورُ الدين محمود (ط. الأولى). القاهرة - مصر: الشركة العربيَّة لِلطباعة والنشر. ص. 376 - 380. {{استشهاد بكتاب}}: تحقق من التاريخ في: |سنة= (مساعدة)
179. ↑  السُلطاني، حيدر كتَّاب عبيس (2016). الدور الاستخباري لِلحمام الزاجل في الدولة الزنكيَّة (521-577هـ / 1127-1181م). القاهرة - مصر: جامعة القاهرة. ص. 3. مؤرشف من الأصل في 2018-06-30. اطلع عليه بتاريخ 9 أيَّار (مايو) 2018م. {{استشهاد بكتاب}}: تحقق من التاريخ في: |تاريخ الوصول= و|سنة= (مساعدة)

### بِلُغاتٍ أجنبيَّة
1. ↑  "atabeg". Merriam-Webster Unabridged Dictionary. مؤرشف من الأصل في 2018-06-12. اطلع عليه بتاريخ 2008-03-25.
2. ↑  "bey". The American Heritage Dictionary of the English Language. مؤرشف من الأصل في 2008-03-08. اطلع عليه بتاريخ 2008-03-25.
3. ↑  Kirk H. Sowell, The Arab world: An Illustrated History, (Hippocrene Books, Inc., 2002), 102.
4. ↑  C.E. Bosworth, The New Islamic Dynasties, (Columbia University Press, 1996), 191.
5. 1 2  David Ayalon, Eunuchs, Caliphs and Sultans: A Study in Power Relationships, (Hebrew University Magnes Press, 1999), 166.
6. 1 2  Gibb, Sir Hamilton (2006). The Life of Saladin. Oxford University Press. ص. 8. ISBN:978-0-86356-928-9.
7. ↑  Runciman، Steven (1989). A History of the Crusades, Volume II: The Kingdom of Jerusalem and the Frankish East, 1100–1187. Cambridge University Press. ص. 183. ISBN:0-521-06162-8.
8. ↑  Stevenson, William Barron (1907). textsThe crusaders in the East : a brief history of the wars of Islam with the Latins in Syria during the twelfth and thirteenth centuries. Cambridge University press. ص. 128 - 129. مؤرشف من الأصل في 2022-03-16. اطلع عليه بتاريخ 14 نيسان (أبريل) 2018م. {{استشهاد بكتاب}}: تحقق من التاريخ في: |تاريخ الوصول= و|سنة= (مساعدة)
9. ↑  Runciman, Steven (1952). A History of the Crusades, vol. II: The Kingdom of Jerusalem and the Frankish East, 1100–1187. Cambridge University Press. ص. 215-217. ISBN:978-0140137040.
10. ↑  Gabrieli, Francesco. Arab Historians of the Crusades. University of California Press, 1969. p 43 (ردمك 0-520-05224-2)
11. ↑  Runciman، Steven (1989). A History of the Crusades, Volume II: The Kingdom of Jerusalem and the Frankish East, 1100–1187. Cambridge University Press. ص. 198. ISBN:0-521-06163-6.
12. ↑  Ostrogorsky، George [بالإنجليزية] (1956). History of the Byzantine State. Oxford: Basil Blackwell. ص. 335. مؤرشف من الأصل في 2020-08-01.
13. ↑  René Grousset، Histoire des croisades et du royaume franc de Jérusalem - II. 1131-1187 L'équilibre, Paris, Perrin, 1935 (réimpr. 2006),  p. 97
14. ↑  Cinnamus، Ioannes [بالإنجليزية] (1976). Deeds of John and Manuel Comnenus. New York, New York and West Sussex, United Kingdom: Columbia University Press. ص. 24–25. ISBN:978-0-23-104080-8. مؤرشف من الأصل في 2016-04-27.
15. ↑  René Grousset، Histoire des croisades et du royaume franc de Jérusalem - II. 1131-1187 L'équilibre, Paris, Perrin, 1935 (réimpr. 2006),  p. 62-4
16. ↑  Harry W. Hazard؛ Robert Lee Wolff؛ Marshall W. Baldwin؛ Norman P. Zacour (1969)، History of the Crusades، University of Wisconsin Press، ج. Vol. I، ص. 444، ISBN:978-0-299-04834-1، مؤرشف من الأصل في 2011-04-29 {{استشهاد}}: |المجلد= يحوي نصًّا زائدًا (مساعدة)
17. ↑  Shnorhali, Nerses (1828). Élégie sur la prise d'Edesse par les Musulmans. Dondey-Dupré père et fils. ص. 247 - 255. {{استشهاد بكتاب}}: تحقق من التاريخ في: |سنة= (مساعدة)
18. ↑  Islam and the Crusades 1096-1699, Robert Irwin, The Oxford History of the Crusades, ed. Jonathan Riley-Smith, (Oxford University Press, 1999), 227.
19. ↑  Tyerman، Christopher (2006). God's War: A New History of the Crusades. Cambridge: Belknap Press of Harvard University Press. ص. 273–275. ISBN:0-674-02387-0. مؤرشف من الأصل في 2022-04-08.
20. ↑  Riley-Smith، Jonathan [بالإنجليزية] (1991). Atlas of the Crusades. New York: Facts on File. ص. 50. مؤرشف من الأصل في 2022-04-08.
21. ↑  Brundage، James (1962). The Crusades: A Documentary History. Milwaukee, Wisconsin: Marquette University Press. ص. 115–121. مؤرشف من الأصل في 2022-04-08.
22. ↑  Mallett, Alex. "The Battle of Inab". Journal of Medieval History 39, 1 (2013): 48–49.
23. ↑  René Grousset، Histoire des croisades et du royaume franc de Jérusalem - II. 1131-1187 L'équilibre, Paris, Perrin, 1935 (réimpr. 2006),  p. 284
24. ↑  Chronique de Michel le Syrien, traduction française (tomes 1 à 3) et texte syriaque (Tome 3) par J.-B. Chabot, Pierre Leroux ed., Paris, 1910. pp. 283 - 284 نسخة محفوظة 03 يونيو 2016 على موقع واي باك مشين.
25. ↑  Nicholson، Robert L. (1969). "The Growth of the Latin States, 1118-1144". في Setton، Kenneth M. (المحرر). A History of the Crusades. University of Wisconsin Press. ج. Vol. I. ص. 517 & 533. {{استشهاد بكتاب}}: |المجلد= يحوي نصًّا زائدًا (مساعدة)
26. ↑  Zsolt Hunyadi and József Laszlovszky, The Crusades and the Military Orders, (Central European University, 2001), 28.
27. ↑  Lev، Yaacov (1991). State and Society in Fatimid Egypt. Leiden: Brill. ص. 104. ISBN:9789004093447. مؤرشف من الأصل في 2020-08-04.
28. ↑  Thomas Asbridge, The Crusades: The War for the Holy Land, (Simon & Schuster, 2012), 1153.
29. ↑  Barber، Malcolm [بالإنجليزية] (2012). The Crusader States. Yale University Press. ص. 206. ISBN:978-0-300-11312-9. {{استشهاد بكتاب}}: تحقق من التاريخ في: |سنة= (مساعدة)
30. ↑  Elisseeff، Nikita (1967). Nur ad-Din : un Grand Prince musulman de Syrie au temps des croisades (511-569 H./1118-1174). Institut Français de Damas. ج. Tome II. ص. 502 - 503. {{استشهاد بكتاب}}: تحقق من التاريخ في: |سنة= (مساعدة)
31. ↑  Ambraseys، Nicholas N. [بالإنجليزية] (2004). "The 12th century seismic paroxysm in the Middle East: a historical perspective" (PDF). Annals of Geophysics. Istituto Nazionale Geofisica e Vulcanologia. ج. 47 ع. 2–3: 733, 738, 745, 750. مؤرشف من الأصل (PDF) في 2020-08-21.
32. ↑  Baldwin، Marsall W. (1969). "The Latin States under Baldwin III and Amalric I, 1143–1174; The Decline and Fall of Jerusalem, 1174–1189". في Setton، Kenneth M.؛ Baldwin، Marshall W. (المحررون). A History of the Crusades, Volume I: The First Hundred Years. The University of Wisconsin Press. ص. 546. ISBN:0-299-04844-6.
33. ↑  Stevenson, William Barron (1907). textsThe crusaders in the East : a brief history of the wars of Islam with the Latins in Syria during the twelfth and thirteenth centuries. Cambridge University press. ص. 185. مؤرشف من الأصل في 2022-03-16. اطلع عليه بتاريخ 4 أيَّار (مايو) 2018م. {{استشهاد بكتاب}}: تحقق من التاريخ في: |تاريخ الوصول= و|سنة= (مساعدة)
34. ↑  Dr. Zayn Bilkadi (يناير–فبراير 1995). "The Oil Weapons". Saudi Aramco World. ص. 20–27. مؤرشف من الأصل في 2014-11-29. {{استشهاد بخبر}}: استعمال الخط المائل أو الغليظ غير مسموح: |ناشر= (مساعدة)
35. ↑  Elisseeff، N. (1995). "Nur al-Din Mahmud b. Zanki". في Bosworth، C.E.؛ van Donzel، E.؛ Heinrichs، W.P.؛ Lecomte، G. (المحررون). The Encyclopaedia of Islam. Brill. ج. Vol. VIII. ص. 132. {{استشهاد بموسوعة}}: |المجلد= يحوي نصًّا زائدًا (مساعدة)
36. ↑  ArchNet Building Style: Zangid نسخة محفوظة 24 ديسمبر 2013 على موقع واي باك مشين.
37. ↑  Elisseeff، Nikita (1967). Nur ad-Din : un Grand Prince musulman de Syrie au temps des croisades (511-569 H./1118-1174). Institut Français de Damas. ج. Tome III. ص. 915 - 918. {{استشهاد بكتاب}}: تحقق من التاريخ في: |سنة= (مساعدة)
38. ↑  Nicholson، Robert L. (1969). "The Growth of the Latin States, 1118-1144". في Setton، Kenneth M. (المحرر). A History of the Crusades. University of Wisconsin Press. ج. Vol. I. ص. 462. {{استشهاد بكتاب}}: |المجلد= يحوي نصًّا زائدًا (مساعدة)
39. ↑  Chronique de Michel le Syrien, traduction française (tomes 1 à 3) et texte syriaque (Tome 3) par J.-B. Chabot, Pierre Leroux ed., Paris, 1910. pp. 270- 272 نسخة محفوظة 03 يونيو 2016 على موقع واي باك مشين.

## وصلات خارجيَّة
- إذاعة صوت الأقصى: النصارى في الدولة الزنكيَّة. بِقلم: د. راغب السرجاني.
- دور العراق والجزيرة الفُراتيَّة في الجهاد ضد الصليبيين قبل مجيء الدولة الزنكيَّة. بِقلم: د. عبد المجيد بهيني.
- إسلام ويب، موقع المقالات: نور الدين زنكي وحراسة بلاد الإسلام.